# Szczecin

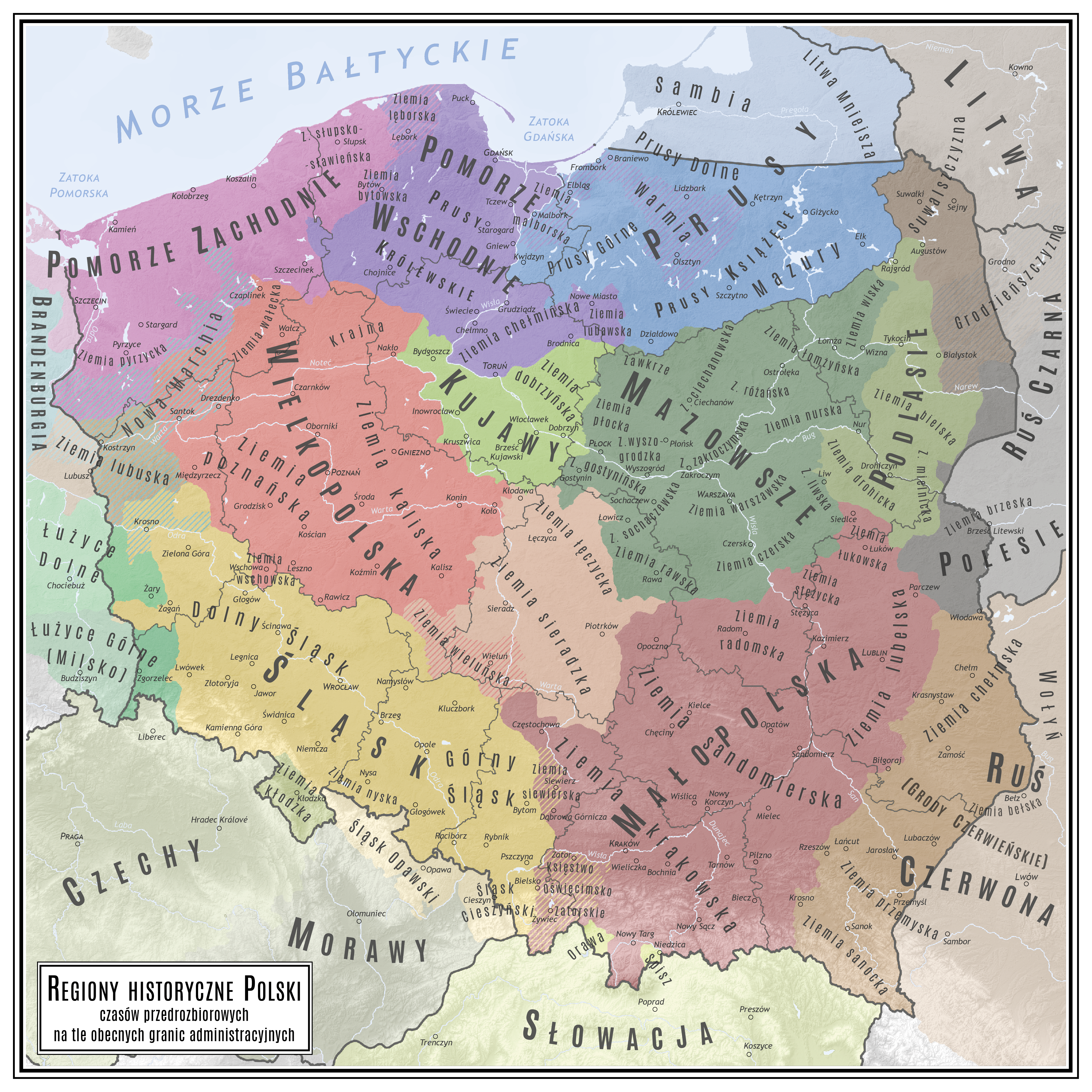
Szczecin, Pomorze Zachodnie i inne krainy historyczne Polski na tle współczesnych granic administracyjnych

Szczecin (niem. Stettinⓘ) – miasto na prawach powiatu w północno-zachodniej Polsce, stolica i największe miasto województwa zachodniopomorskiego, położone na Pobrzeżu Szczecińskim, nad Odrą i jeziorem Dąbie. Szczecin jest uznawany za historyczną stolicę Pomorza Zachodniego i księstwa pomorskiego; później w granicach Szwecji, Brandenburgii, Prus i Niemiec. Od 1945 należy do Polski (tym samym stanowi część tzw. Ziem Odzyskanych). Od 20 lipca 2023 jest piątym pod względem zajmowanej powierzchni (300,62 km² z czego prawie 24% zajmują grunty pod wodami) i siódmym pod względem liczby ludności miastem Polski. Znajduje się w centrum aglomeracji szczecińskiej (jednej z 8 polskich metropolii według ESPON).
Dzięki nadgranicznemu położeniu i bliskości (ok. 100 km) Morza Bałtyckiego, dostępnego przez żeglowną Odrę oraz Zalew Szczeciński, Szczecin stał się ośrodkiem gospodarczym regionu. Znajdują się tu port morski, stocznie remontowe, jachtowe oraz żeglugi morskiej. Miasto jest ośrodkiem turystycznym z dużą liczbą zabytków. Stanowi centrum akademickie (5 uczelni publicznych i 5 niepublicznych) i kulturalne (opera i operetka, liczne teatry, muzea i ośrodki kultury), jest także siedzibą katolickiej metropolii i wspólnie z diecezją wrocławską – siedzibą diecezji prawosławnej.
Szczecin oddziałuje także na niemieckie obszary przygraniczne: wschodnią część Meklemburgii-Pomorza Przedniego i brandenburski powiat Uckermark. Miasto otaczają trzy duże kompleksy leśne – puszcze: Wkrzańska na północy, Bukowa na południu oraz Goleniowska na wschodzie.

## Położenie

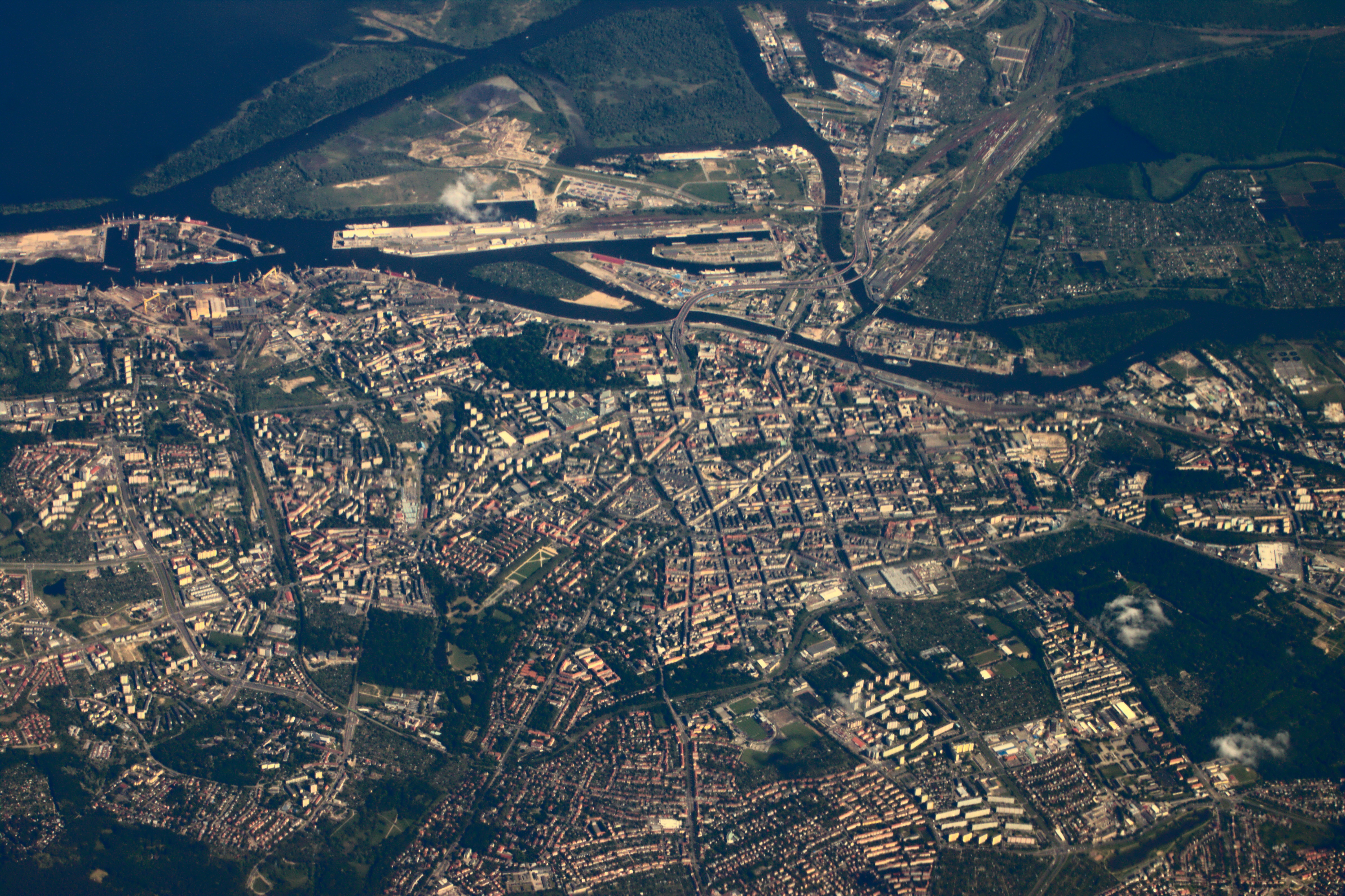
Widok na centrum miasta

Szczecin leży w północno-zachodniej Polsce, w zachodniej części woj. zachodniopomorskiego przy granicy polsko-niemieckiej. Miasto leży nad rzeką Odrą oraz jeziorem Dąbie, obejmując część Międzyodrza.
Szczecin jest najbardziej oddalonym od Warszawy miastem wojewódzkim w Polsce.
Miasto stanowi ośrodek centralny aglomeracji szczecińskiej.

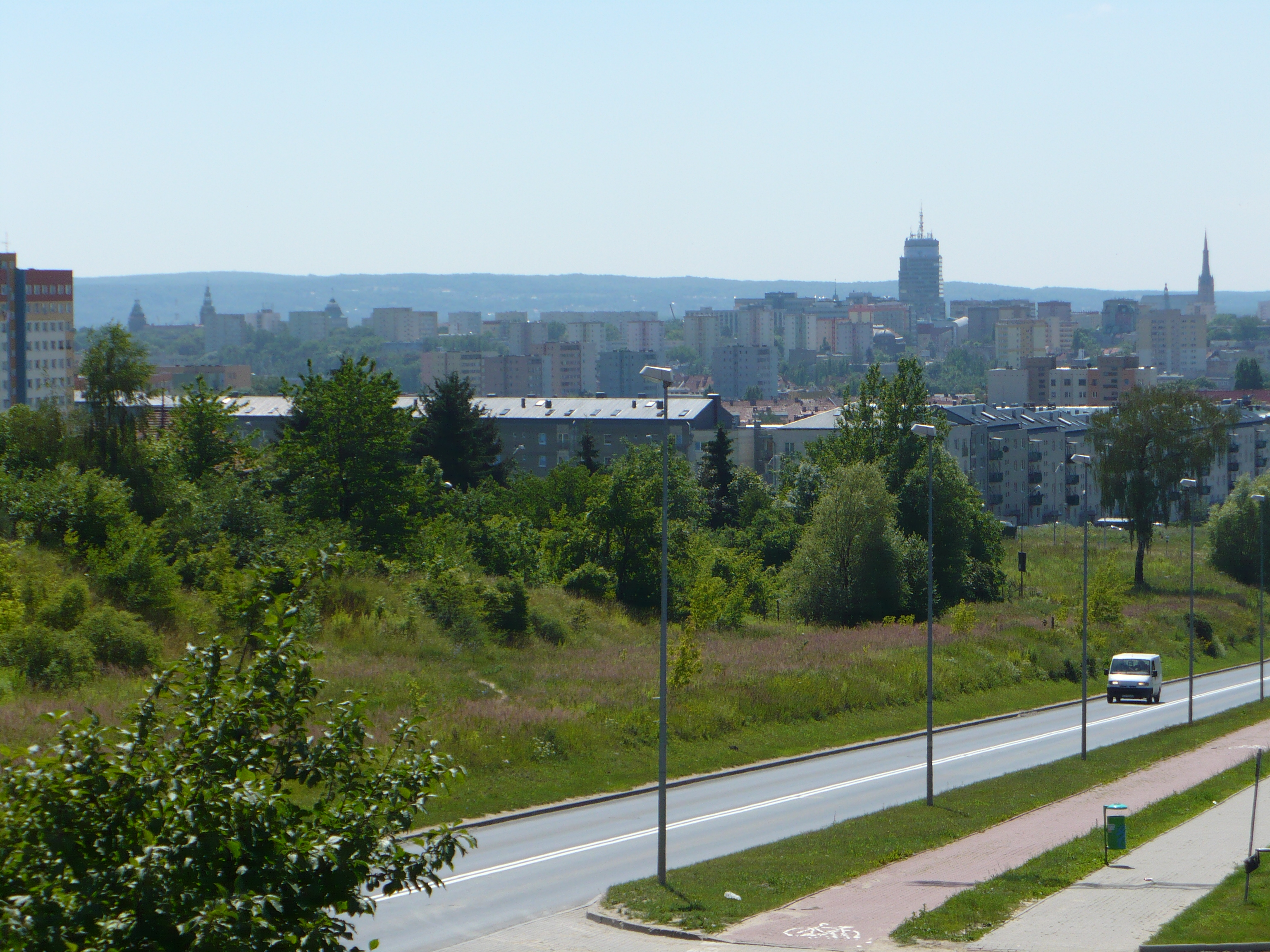
Widok ze Wzgórz Warszewskich (ul. Duńska)

Szczecin jest położony na obszarze czterech mezoregionów geograficznych – Doliny Dolnej Odry, Wzniesień Szczecińskich, Wzgórz Bukowych i Równiny Goleniowskiej wchodzących w skład Pobrzeża Szczecińskiego.
Odległość z centrum miasta do Morza Bałtyckiego – jeśli nie liczyć Zalewu Szczecińskiego, który jest laguną morską – w linii prostej wynosi 65 km. Podobna jest odległość drogą wodną przez Zalew, natomiast drogą lądową około 94 km (do Międzyzdrojów). Szczecin graniczy z miastem i gminą Police (od północy) oraz gminami: Dobra, Kołbaskowo od zachodu, Gryfino i Stare Czarnowo od południa oraz Kobylanka i Goleniów od wschodu. Granica polsko-niemiecka oddalona jest o 5 km od granicy miasta.
Wieś Pilchowo i osiedle Pilchowo jest podzielone granicą administracyjną między miastem Szczecin a wiejską częścią gminy Police, Bezrzecze – między Szczecinem a gminą Dobra jako osiedle i wieś o tej samej nazwie, Załom – między Szczecinem a gminą Goleniów jako osiedle i wieś.

## Warunki naturalne

### Rzeźba terenu
| Rodzaj           | Powierzchnia | %     |
| ---------------- | ------------ | ----- |
| Grunty orne      | 2920 ha      | 66,6% |
| Łąki             | 1143 ha      | 26%   |
| Pastwiska        | 210 ha       | 4,8%  |
| Sady             | 114 ha       | 2,6%  |
| Użytki rolne (Σ) | 4 387 ha     | 100%  |

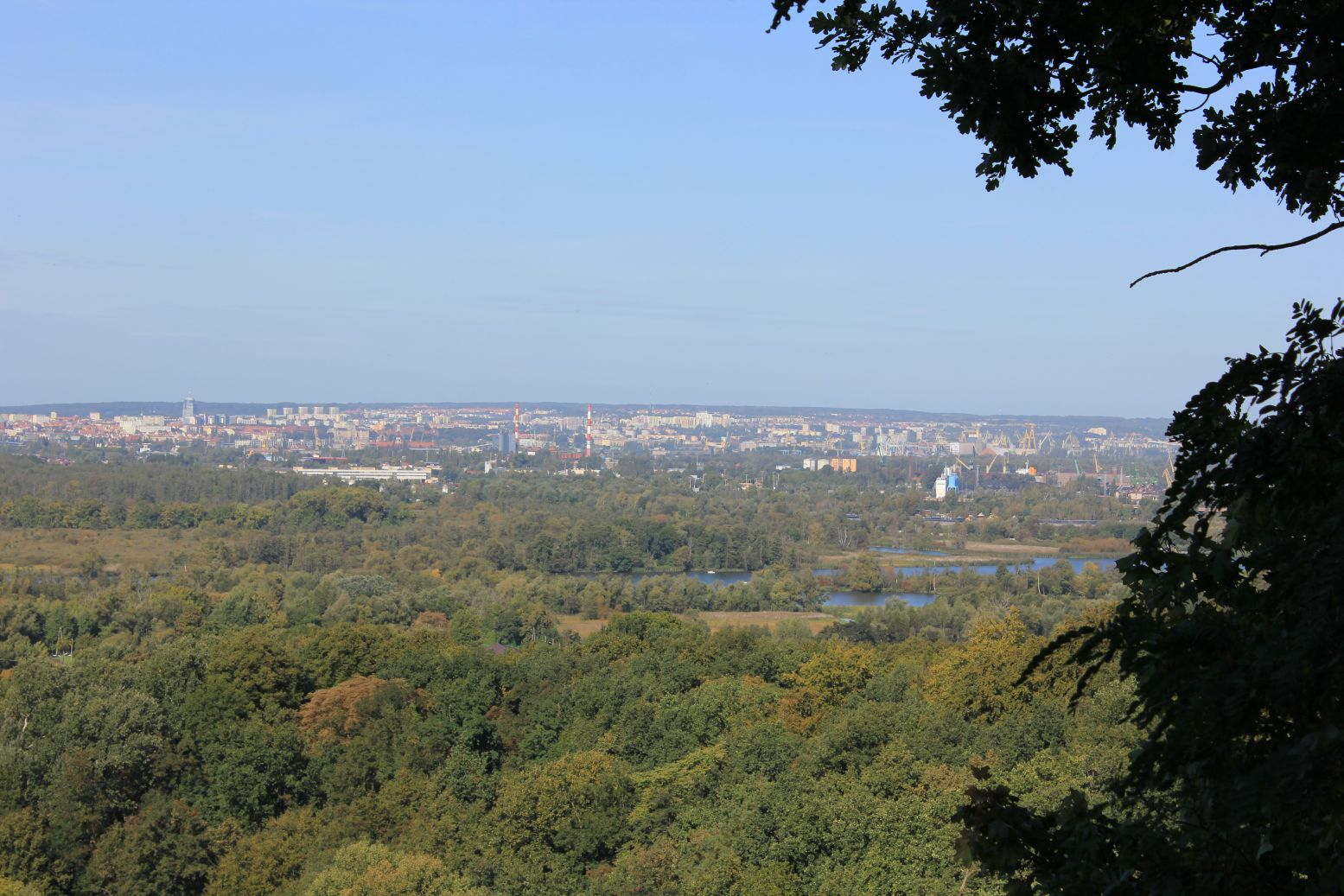
Widok ze Wzgórz Bukowych (Park Leśny Zdroje)

W granicach Szczecina istnieją 4 typy krajobrazu mezoregionów geograficznych: Dolina Dolnej Odry, Wzniesienia Szczecińskie, Wzgórza Bukowe i Równina Goleniowska. Średnia rzędna terenu Szczecina wynosi 25 m n.p.m.. Najniżej powierzchnia terenu opada pomiędzy ramionami Odry, gdzie występują obszary depresyjne sięgające 0,1 m p.p.m. Przy granicach Szczecina znajduje się wzniesienie Wielecka Góra (131 m n.p.m.) leżąca na Wzgórzach Warszewskich, a na południe od miasta w Szczecińskim Parku Krajobrazowym znajduje się Bukowiec (148,3 m n.p.m.) na Wzgórzach Bukowych.
Według danych z 2011 powierzchnia miasta wynosi 300,55 km².

### Przyroda
W granicach administracyjnych Szczecina znajdują się niewielkie fragmenty Szczecińskiego Parku Krajobrazowego „Puszcza Bukowa” (m.in. z Jeziorem Szmaragdowym i rezerwatem przyrody „Zdroje”) oraz północna część obszaru specjalnej ochrony ptaków Natura 2000 „Dolina Dolnej Odry” (PLB 320003), natomiast na południu miasto graniczy z Parkiem Krajobrazowym Dolina Dolnej Odry i jest otoczone przez 3 puszcze: Wkrzańską, Bukową i Goleniowską.

### Stosunki wodne

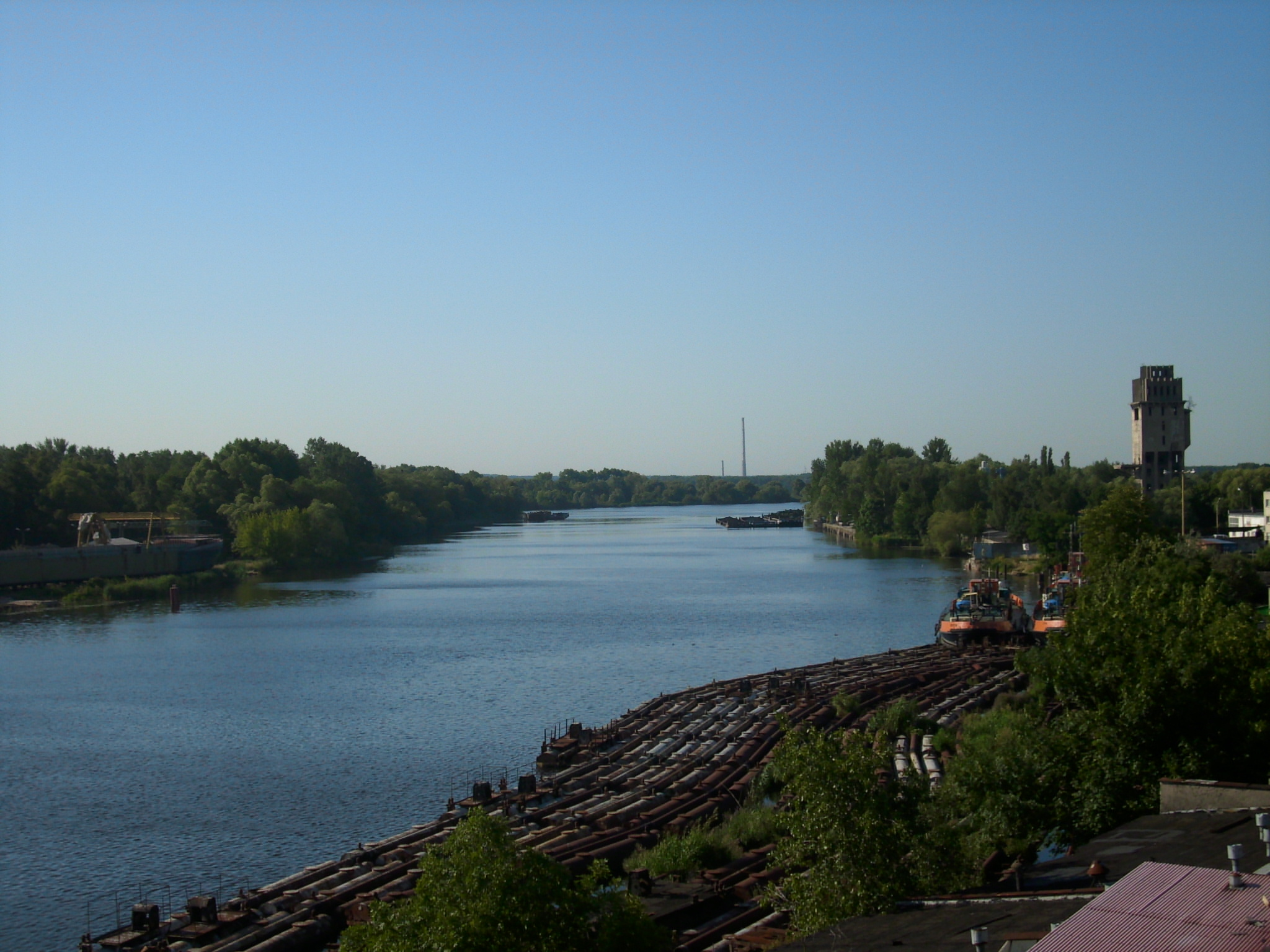
Widok na Odrę z ul. Kolumba

Przez miasto przepływają: rzeka Odra, jej ramię boczne Regalica wpadająca do jeziora Dąbie leżącego w całości w granicach miasta, łącząca obie rzeki Parnica oraz wiele mniejszych kanałów, które są częścią Międzyodrza. Na terenie Międzyodrza znajdują się wyspy (Żurawi Ostrów, Mewia Wyspa, Dębina, Czarnołęka, Radolin, Gryfia, Ostrów Grabowski, Wielka Kępa, Ostrów Mieleński, W. Milenia, W. Robienia, Czapli Ostrów, Wyspa Grodzka, Łasztownia, Mieleńska Łąka, Zaleskie Łęgi, Siedlińska Kępa, Klucki Ostrów, Sadlińskie Łąki, Czapli Ostrów, Wyspa Jaskółcza, Kępa Parnicka, Wyspa Zielona, Wyspa Pucka, W. Krainka, Ustowskie Mokradła).

### Klimat
Najczęściej oddziałujące masy powietrza polarnomorskiego znad północnego Atlantyku charakteryzują się dużą wilgotnością, co latem wpływa na wzrost zachmurzenia i ilości opadów atmosferycznych; zimą wiąże się z ociepleniem i dużym zachmurzeniem. Masy te najczęściej zalegają latem i jesienią.
Rzadziej napływa powietrze polarno-kontynentalne z Europy Wschodniej i z Azji. Obecność tego powietrza obserwuje się najczęściej zimą i wiosną. Odznacza się ono małą zawartością pary wodnej. Podczas jego zalegania wiosną występują liczne przymrozki, zimy są mroźne i słoneczne. Znacznie rzadziej napływa powietrze arktyczne – przynosi ono pogodę bardzo zmienną, ze znacznymi zmianami temperatury i wiosenne przymrozki. Najrzadziej notuje się obecność powietrza zwrotnikowego, które niesie okresy gwałtownego ocieplenia, pojawiające się niekiedy zimą oraz sporadycznie latem.
Średnia prędkość wiatru wynosi ok. 3,3 m/s. Dominują wiatry zachodnie (W) i południowo-zachodnie (SW).
Obecność dużych zbiorników wodnych jak: Zalew Szczeciński, jezioro Miedwie i doliny Odry powoduje wzrost wilgotności powietrza na tych obszarach. Średnia wilgotność względna powietrza wynosi 80%, najwyższa – 88%, która występuje w listopadzie, grudniu i styczniu, a najmniejsza ok. 72% w kwietniu i maju.
| Miesiąc                          | Sty  | Lut  | Mar | Kwi  | Maj  | Cze  | Lip  | Sie  | Wrz  | Paź  | Lis  | Gru  | Roczna |
| -------------------------------- | ---- | ---- | --- | ---- | ---- | ---- | ---- | ---- | ---- | ---- | ---- | ---- | ------ |
| Średnie temperatury w dzień [°C] | 2    | 2    | 7   | 12   | 18   | 20   | 22   | 22   | 18   | 12   | 7    | 3    | 12     |
| Średnie temperatury w nocy [°C]  | -2   | -3   | 1   | 3    | 8    | 12   | 13   | 13   | 10   | 6    | 2    | 0    | 6      |
| Opady [mm]                       | 35.6 | 27.9 | 33  | 38.1 | 45.7 | 55.9 | 71.1 | 63.5 | 43.2 | 43.2 | 40.6 | 40.6 | 538,5  |
| Źródło: Weatherbase 01.03.2011   |      |      |     |      |      |      |      |      |      |      |      |      |        |

Średnia temperatura powietrza w Szczecinie waha się w granicach od 8 do 8,4 °C. Najcieplejszym miesiącem jest lipiec z temperaturą od 15,8 °C do 20,3 °C, najzimniejszym styczeń od –4,1 °C do 2,6 °C. Temperatura powietrza poniżej 0 °C występuje przeciętnie w ciągu 86 dni w roku, najczęściej w styczniu i w lutym.
Średnia roczna suma opadów wynosi 537 mm, średnia suma opadów w półroczu chłodnym 225 mm, a w półroczu ciepłym 350 mm. Średnio w ciągu roku występuje 167 dni z opadami.
Charakterystyczną cechą klimatu Szczecina jest duża liczba dni pochmurnych, co wynika z położenia na szlaku przemieszczania się układów cyklonalnych znad Atlantyku. W latach 1956–1998 liczba dni pochmurnych była dwukrotnie większa od dni pogodnych. Największym średnim zachmurzeniem charakteryzują się miesiące: listopad, grudzień i styczeń, kiedy to przeważają chmury warstwowe, a najmniejsze zachmurzenie – maj i sierpień.

## Historia

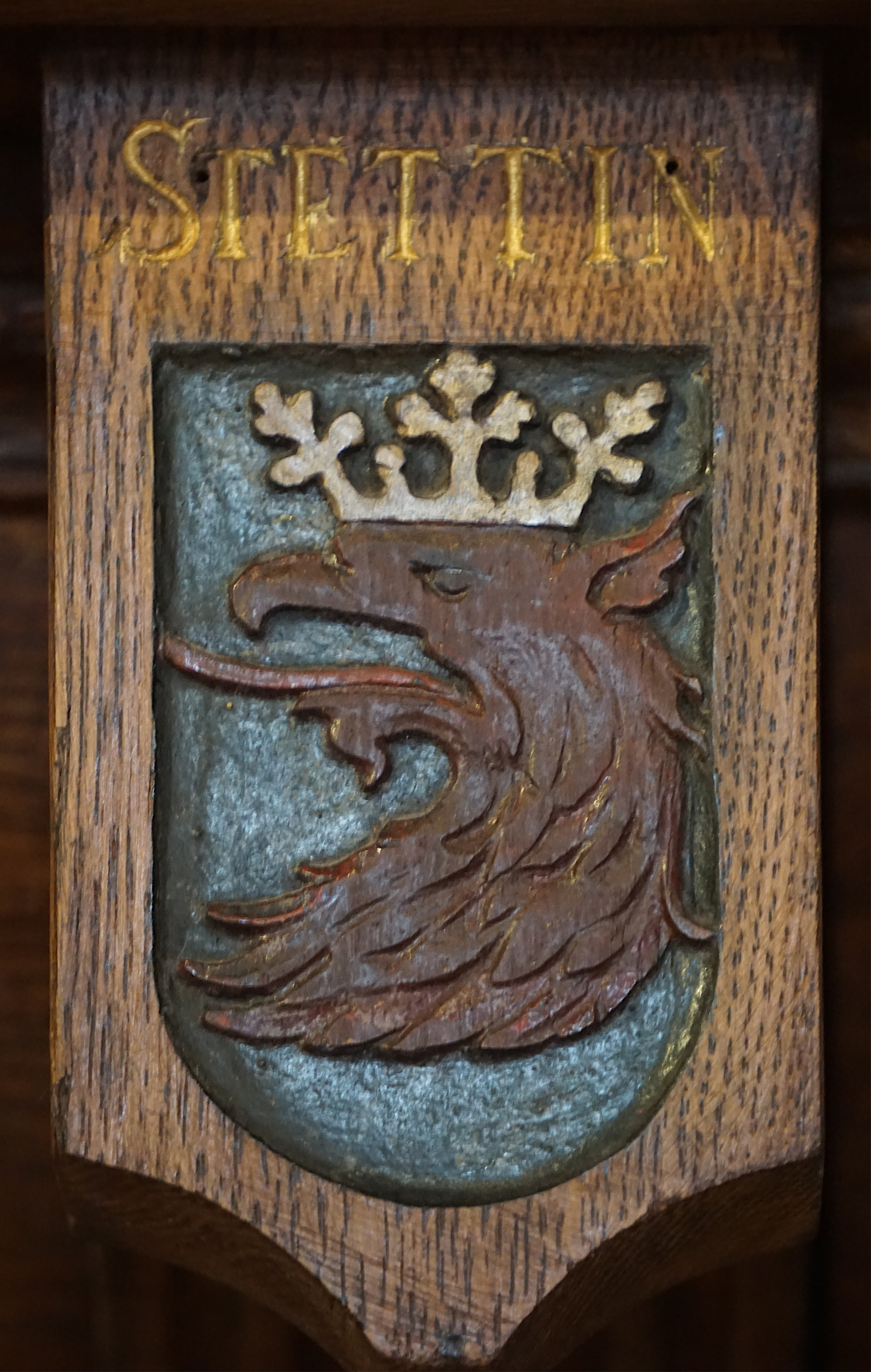
Herb Szczecina w sali plenarnej staromiejskiego ratusza w Gdańsku

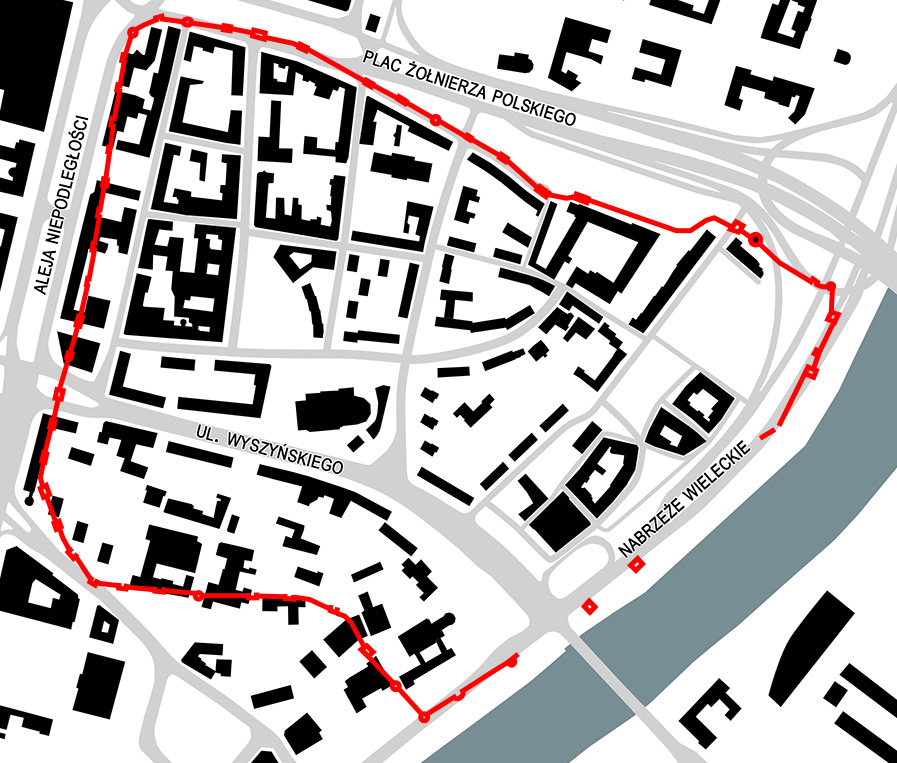
Przybliżony przebieg średniowiecznych murów Szczecina opracowany przez dr. inż. arch. Macieja Płotkowiaka

W VII–VI wieku p.n.e. istniała na tym terenie osada z okresu kultury łużyckiej. Wzgórze Zamkowe jest zamieszkane nieprzerwanie od ok. 700 roku n.e., możliwe jednak, że ciągłość udokumentowanej źródłami historii zasiedlenia tego miejsca sięga blisko 1850 lat. W czasach antycznych w okolicach Szczecina istniała miejscowość o nazwie Susudata. Najstarsza osada grodowa w Szczecinie ma metrykę plemienną sięgającą końca VIII wieku. W IX wieku zbudowany został przez książąt słowiańskich gród otoczony fosą, u którego podnóża rozwinęła się osada handlowo-rybacka.
W 967 Mieszko I przyłączył Pomorze wraz ze Szczecinem do Polski. Ówczesny Szczecin składał się z trzech części: grodu, podgrodzia i portu. Do ok. 1007 Szczecin znajdował się pod zwierzchnictwem Bolesława Chrobrego. Militarne zaangażowanie się polskiego władcy w Czechach i konflikt z Niemcami zaktywizowały możnych pomorskich do secesji. Antychrześcijańska rewolta połączona z buntem lokalnego możnowładztwa spowodowały uniezależnienie się Szczecina i innych grodów pomorskich.
Pod koniec 1121 książę Bolesław Krzywousty ponownie przyłączył Szczecin do Polski, a książę Warcisław I uznał polską zwierzchność i złożył Krzywoustemu hołd lenny, zakładając dynastię Gryfitów, która panowała w Szczecinie ponad 500 lat.

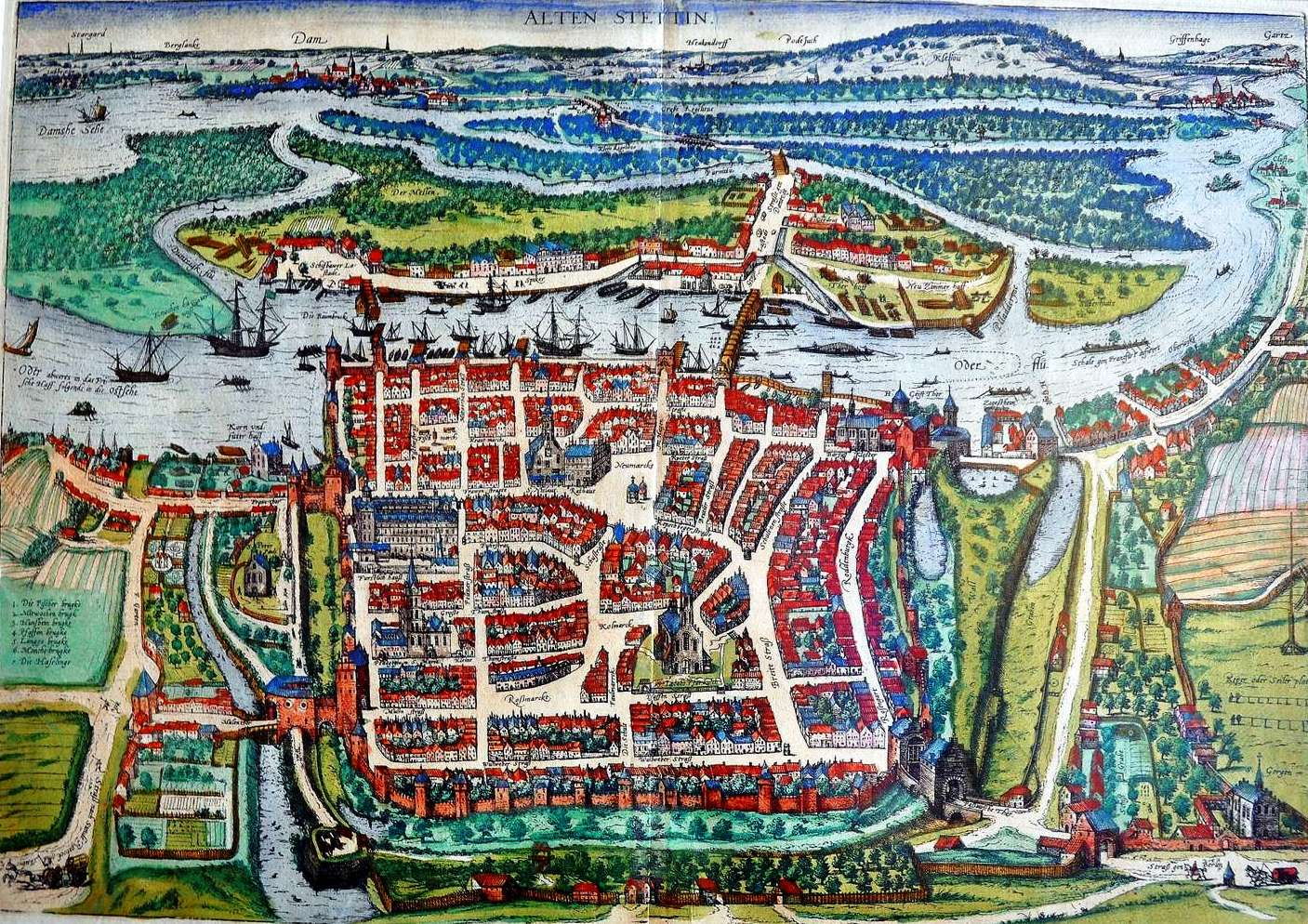
Mapa z pracy Georga Brauna & Fransa Hogenberga Civitates orbis terrarum z 1581 roku (ten egzemplarz pochodzi jednak z późniejszego wydania z 1630)

Pod zwierzchnictwem Polski pozostawało do 1185, gdy książę Bogusław I został zmuszony do złożenia hołdu lennego z miasta i Pomorza Zachodniego na rzecz króla Danii Waldemara II Zwycięzcy. W 1235 stało się lennem cesarza i weszło w skład Świętego Cesarstwa Rzymskiego. W 1243 książę Barnim I nadał Szczecinowi prawa miejskie. W kolejnych latach miasto nabywało kolejne tereny: w 1283 jezioro Dąbie, a w 1321 Police. W XIII wieku Szczecin stał się miastem hanzeatyckim. Na miejscu grodu słowiańskiego w XIV wieku książę Barnim III Wielki wybudował swoją siedzibę, tzw. „Kamienny Dom” oraz kaplicę św. Ottona. Na ten okres datuje się także ukończenie kamienno-ceglanych murów miejskich wokół miasta. W 1474 w Szczecinie, po wygaśnięciu linii książąt szczecińskich i wołogoskich władzę objął książę słupski Bogusław X, który 4 lata później zjednoczył Pomorze Zachodnie, a w 1491 przeniósł jego stolicę do Szczecina. Jednak już w 1532 księstwo zostało ponownie podzielone, a miasto stało się stolicą Księstwa szczecińskiego. W 1514 wprowadzono tu zakaz przyjmowania do cechu krawców osób, które miały wendyjskie pochodzenie.
W 1534 w mieście mieszkańcy przeszli na protestantyzm (luteranizm).
W 1570 został podpisany „pokój w Szczecinie” kończący I wojnę północną.
W 1630 miasto zajęli Szwedzi.

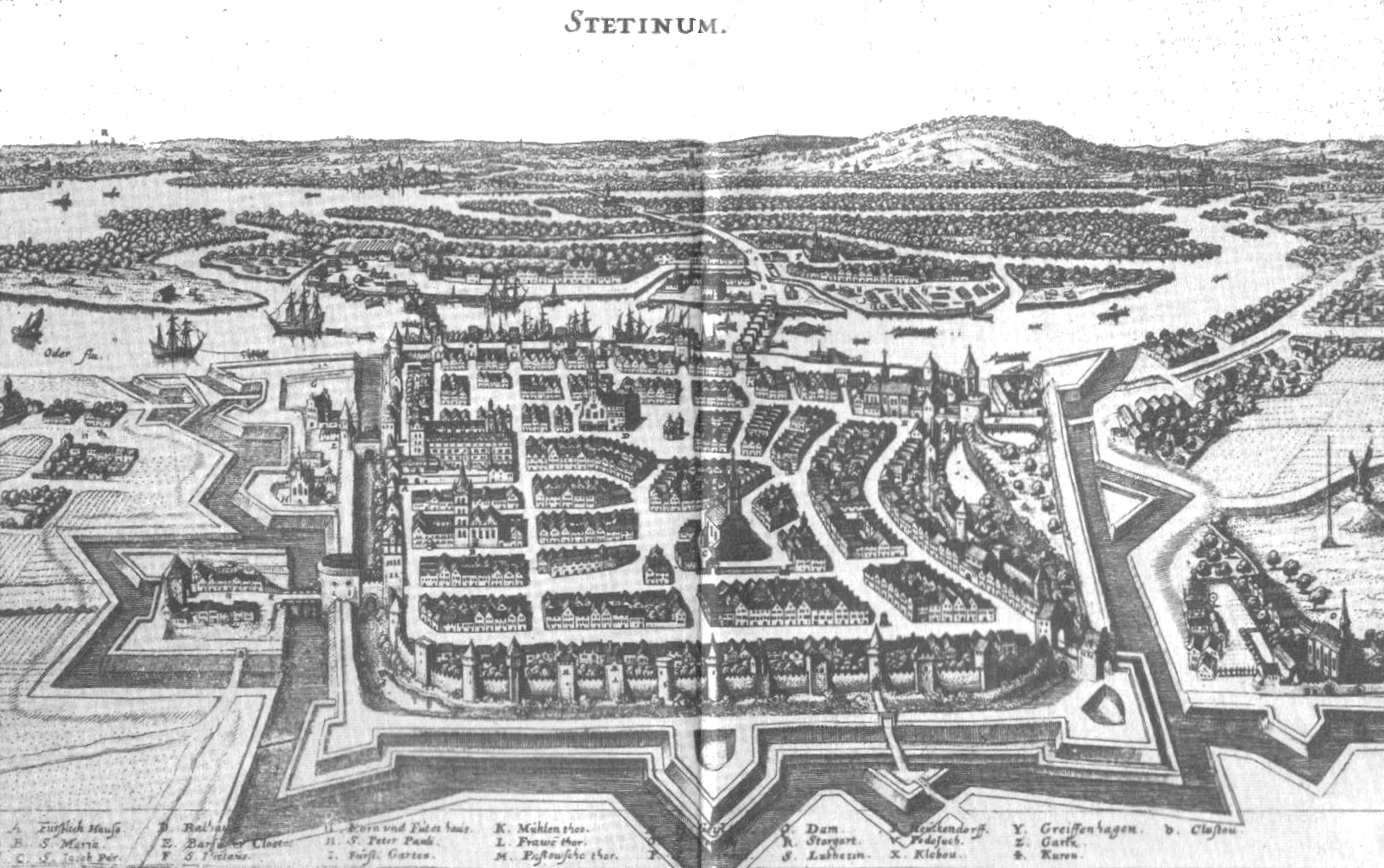
Mapa Lukasa Schmitzera z ok. 1660 na podst. mapy Meriana wyd. w 1652

10 marca 1637 w czasie wojny trzydziestoletniej zmarł w Szczecinie Bogusław XIV, ostatni książę pomorski z dynastii Gryfitów. Wygaśnięcie dynastii oznaczało upadek niepodległego Księstwa Pomorskiego. Według zawartej w 1529 umowy dynastycznej Pomorze odziedziczyć mieli Hohenzollernowie. Jednak rzeczywistymi panami byli Szwedzi, których wojska zajęły Pomorze Zachodnie w trakcie wojny. W 1654 w traktacie zawartym po zakończeniu wojny trzydziestoletniej Pomorze Zachodnie zostało podzielone między Brandenburgię a Szwecję – część Pomorza ze Szczecinem (w tym m.in. wyspy Uznam i Wolin) przypadła Szwecji, co umożliwiło Szwecji dokonanie rok później tzw. Potopu szwedzkiego – najazdu na Polskę. Działania wojenne podczas potopu szwedzkiego przyczyniły się do upadku gospodarczego miasta.

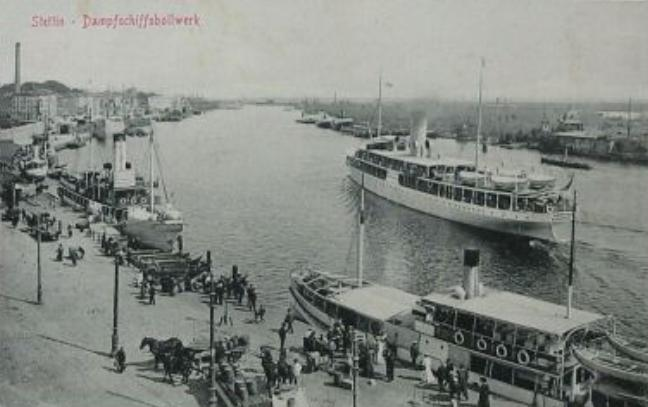
Port w Szczecinie, rok 1900

W 1713 miasto zostało zajęte przez Prusy, co potwierdził Pokój w Nystad, gdy 21 stycznia 1720 królowa Szwecji Ulryka Eleonora Wittelsbach tuż przed abdykacją sprzedała Szczecin ze wschodnią częścią szwedzkiej części Pomorza za 2 miliony talarów królowi Prus Fryderykowi Wilhelmowi I. W latach 1724–1740 wzniesiono wokół miasta nowe fortyfikacje miejskie, których plan zakładał wyburzenie średniowiecznych obwarowań.
W czasie wojny siedmioletniej Rosjanie dokonali oblężenia Szczecina. W latach 1806–1813 Szczecin był pod okupacją francuską. Od 21 lutego do 29 lipca 1809 stacjonował sztab 4. płku strz. konnych armii Księstwa Warszawskiego zwalczający na Pomorzu Szwedzkim pruskie oddziały powstańcze mjra Schilla. Od stycznia do 5 grudnia 1813 twierdza była bohatersko broniona przez francuskiego gen. Barbanègre.

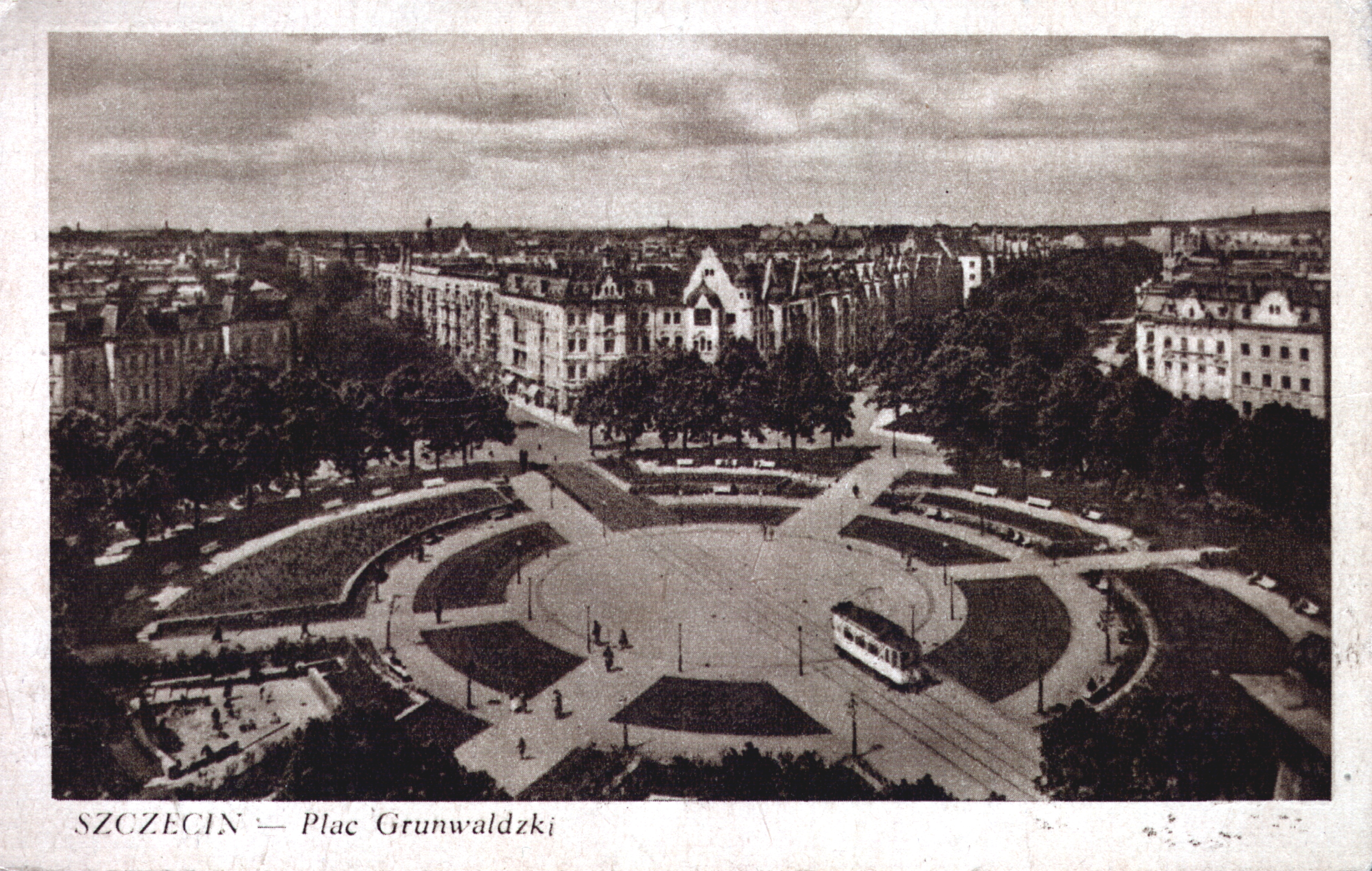
Plac Grunwaldzki w latach 30. XX wieku

Od 1818 powiat grodzki i zarazem siedziba rejencji szczecińskiej.
W 1843 miasto otrzymało połączenie kolejowe z Berlinem dając początek kolei na Pomorzu, wkrótce potem zaczął intensywniej rozwijać się przemysł. W 1873 ówczesny nadburmistrz miasta Hermann Haken podjął decyzję o zburzeniu obwarowań i rozbudowie miasta.
15 października 1939 utworzone zostało tzw. Wielkie Miasto Szczecin, istniejące do zakończenia wojny. Na tym terenie istniało ok. 100 obozów pracy przymusowej. Na skutek alianckich nalotów bombowych zniszczenia zabudowy wyniosły ok. 60–70%, portu wraz z przyległościami – 70–80%, obiekty przemysłowe zostały zaś zniszczone w 90%.

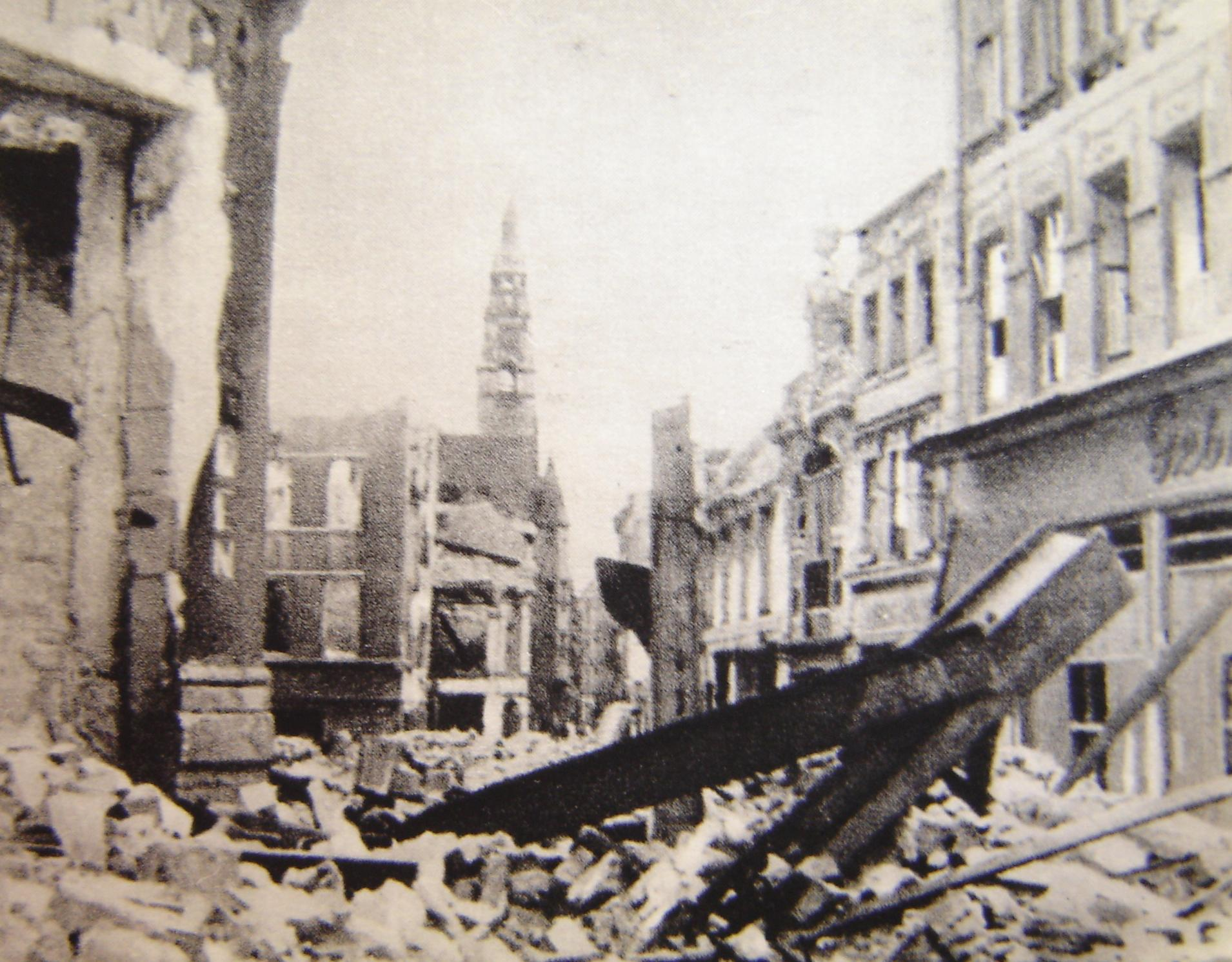
Szczecin, rok 1945

W lutym 1945 władze niemieckie rozpoczęły ewakuację mieszkańców miasta, wyposażenia fabryk i archiwów oraz wznoszenie barykad, rowów przeciwczołgowych i pól minowych. Od 14 do 20 marca trwały ciężkie walki o wschodnie dzielnice Szczecina. Uczestniczyły w nich m.in. jednostki 47. i 61 Armii oraz 2 Gwardyjskiej Armii Pancernej, a także 2 Dywizja Artylerii i 1 Samodzielna Brygada Moździerzy 1 Armii Wojska Polskiego. 20 marca miasto ogłoszono twierdzą, a po zajęciu prawobrzeżnych osiedli przez wojska radzieckie Niemcy zaminowali port i zniszczyli mosty na Odrze. W dalszych bojach przy forsowaniu Regalicy i Odry oraz zajmowaniu lewobrzeżnego Szczecina od 15 do 26 kwietnia brały udział oddziały 65 Armii 2 Frontu Białoruskiego (polegli w walkach zostali pochowani na cmentarzu przy ul. Ku Słońcu, a w 1967 nad ich kwaterami stanął Pomnik Braterstwa Broni).

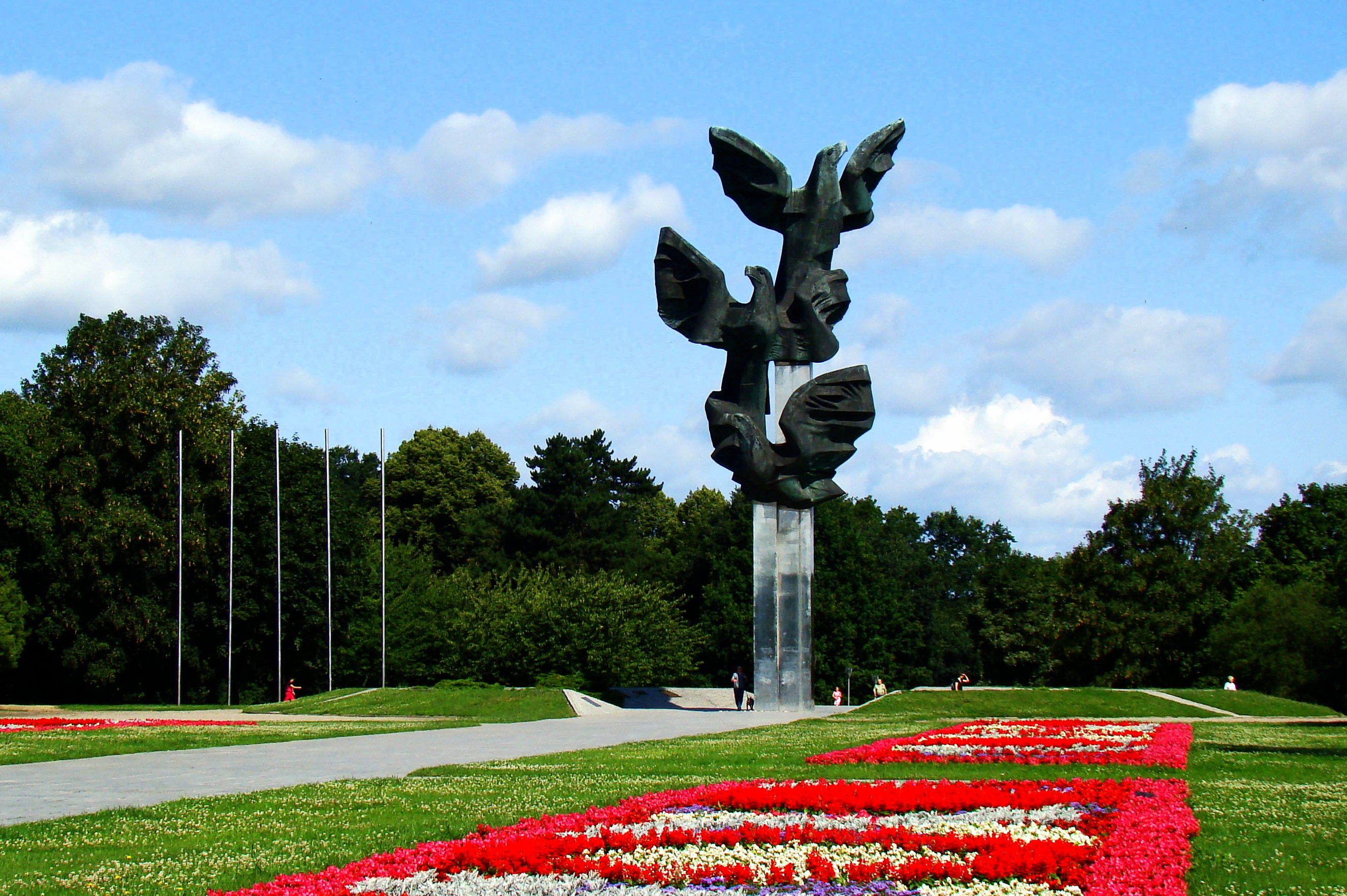
Pomnik Czynu Polaków, 1979 (2009)

Jako, że Szczecin znajduje się po zachodniej stronie Odry, jego powojenna przynależność państwowa nie była długo oczywista. Oficjalne przekazanie miasta władzom polskim nastąpiło dopiero 5 lipca. Ludność niemiecka, która pozostała w mieście, została przesiedlona do Niemiec i w 1947 w Szczecinie mieszkało już tylko 4000 Niemców.
W 1948 odsłonięto na pl. Grunwaldzkim ufundowaną przez środowisko „dąbrowszczaków” pamiątkową płytę ku czci gen. Karola Świerczewskiego w pierwszą rocznicę jego śmierci w walce z oddziałami UPA. W 1950 wzniesiono na pl. Żołnierza Polskiego pomnik Wdzięczności upamiętniający żołnierzy radzieckich, którzy polegli w walkach o miasto w 1945.
W 1959 pojawiły się plotki, że ZSRR w ramach odprężenia w stosunkach z Zachodem może się zgodzić na korektę granicy polskiej w rejonie Szczecina. I sekretarz PZPR Władysław Gomułka zirytowany milczeniem prasy radzieckiej nie dementującej tych pogłosek, skierował ostry list do radzieckiego przywódcy Chruszczowa. Jednocześnie strona polska postanowiła włączyć Szczecin do programu wizyt zagranicznych delegacji. Tak stało się również podczas wizyty Chruszczowa w Polsce. Podczas uroczystości nadania mu honorowego obywatelstwa miasta Chruszczow, rozwiewając niepokoje strony polskiej, powiedział:

Tu, w najdalej na Zachód położonym mieście Polski Ludowej warto przypomnieć: słupy graniczne na Odrze i Nysie będą bronione przez nas wszystkich, ramię przy ramieniu z narodem polskim.

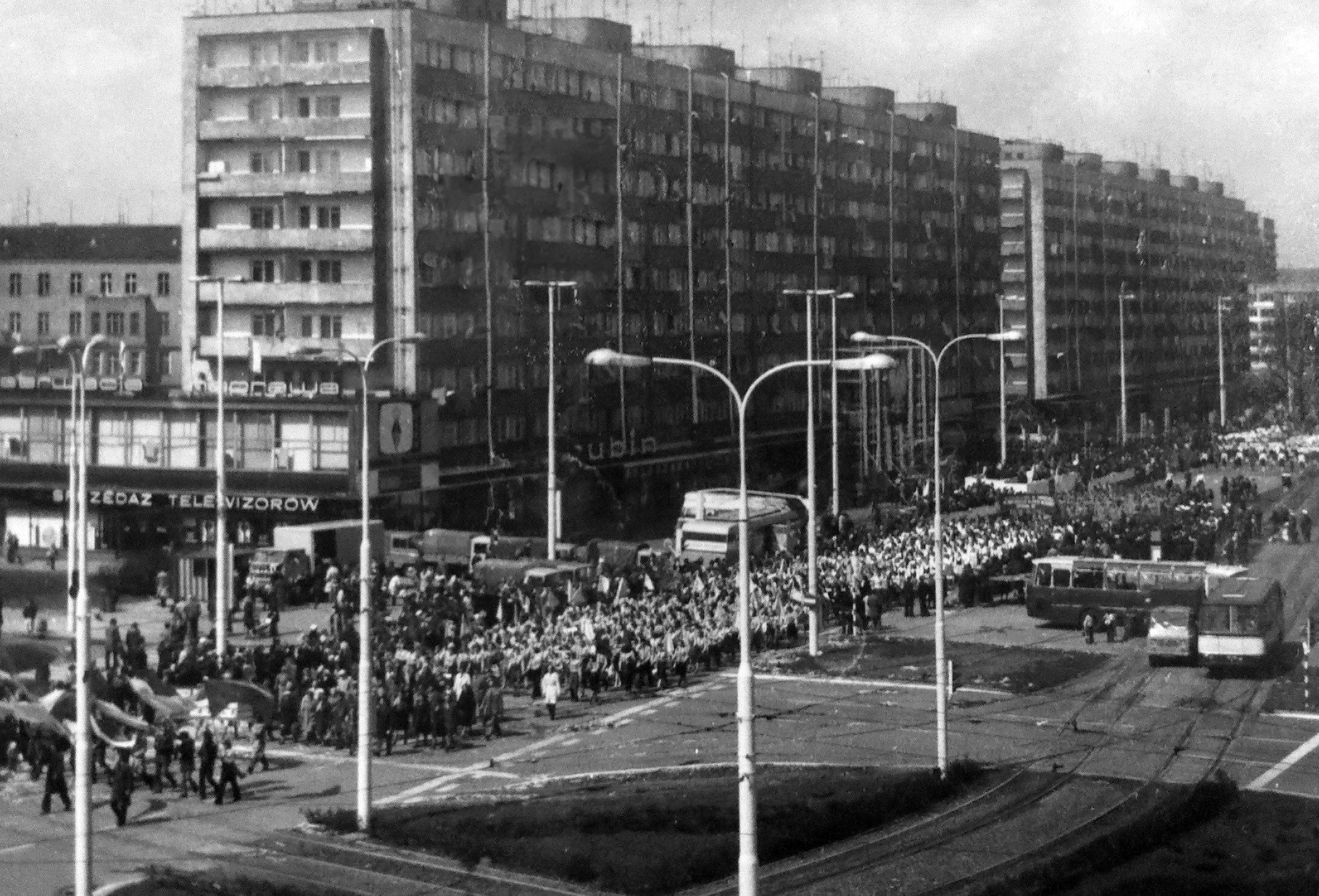
Pochód pierwszomajowy w Szczecinie, 1978

W 1979 przy ul. Piotra Skargi odsłonięto pomnik Czynu Polaków; trzy orły symbolizują trzy pokolenia Polaków zmagających się z żywiołem germańskim.

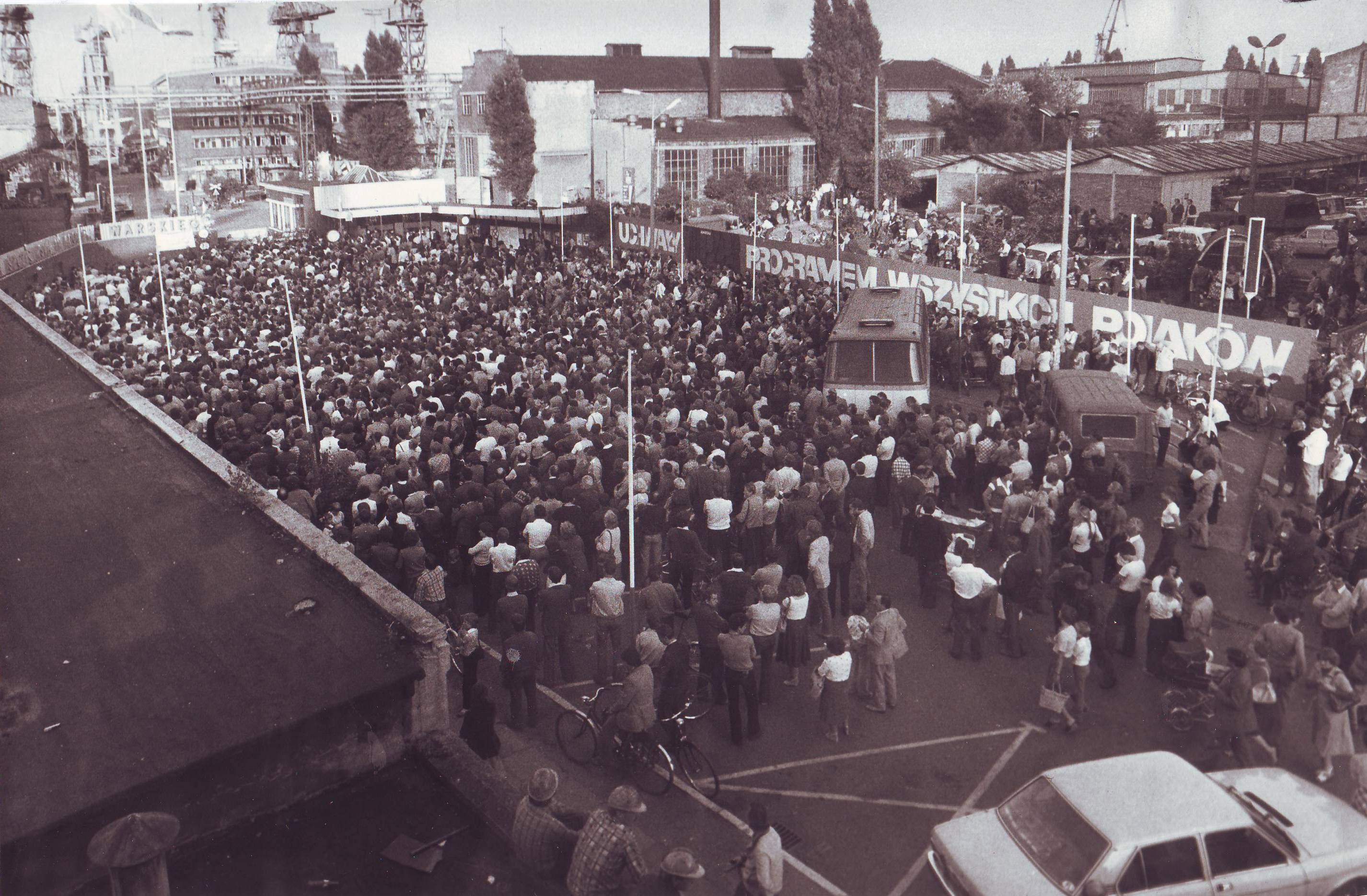
Szczeciński Sierpień 1980

W grudniu 1970 i sierpniu 1980 w Szczecinie miały miejsce strajki i demonstracje robotnicze, tu także podpisano tzw. porozumienia sierpniowe. W 1979 miasto odznaczono Orderem Sztandaru Pracy I klasy. 11 czerwca 1987 miasto odwiedził papież Jan Paweł II.
W latach 1946–1975 miasto było stolicą tzw. dużego województwa szczecińskiego, w latach 1975–1998 w tzw. małego województwa szczecińskiego, a od 1999 jest stolicą województwa zachodniopomorskiego. Od 1999 Szczecin jest główną kwaterą Wielonarodowego Korpusu Północno-Wschodniego sił NATO.
W XXI w. Szczecin stał się miastem najczęściej wybieranym na metę międzynarodowych regat wielkich żaglowców The Tall Ships’ Races. Pierwszy finał odbył się w Szczecinie w dniach 4–7 sierpnia 2007 (trasa regat: Aarhus – Kotka – Sztokholm – Szczecin). Organizatorzy twierdzą, że teren zlotu odwiedziły 2 miliony ludzi. W regatach w klasyfikacji generalnej zwyciężył norweski żaglowiec Christian Radich. Wtedy to miasto zostało jednym z organizatorów i sponsorów imprezy i w związku z tym w dniach 3–6 sierpnia 2013 odbył się w nim następny finał regat, na trasie Aarhus – Helsinki – Ryga – Szczecin. Miał jeszcze większą rangę niż poprzedni, gdyż w 2007 impreza była podzielona na dwie części (bałtycką i śródziemnomorską), a w 2013 całość odbyła się na Bałtyku. Do Szczecina zawitało ponad 100 żaglowców, więcej niż poprzednio, a zwycięzcą w klasyfikacji generalnej regat został Dar Szczecina, jacht będący własnością miasta, zarazem najmniejszy żaglowiec, jaki kiedykolwiek zwyciężył w tych regatach (słabe wiatry w trakcie wyścigu wyjątkowo sprzyjały mniejszym jednostkom). Po raz trzeci finał regat, równie wielkich, odbył się w Szczecinie w dniach 4–7 sierpnia 2017 (trasa Halmstad – Kotka – Turku – Kłajpeda – Szczecin), a w regatach zwyciężył brytyjski żaglowiec Royalist. Wkrótce po tym finale podjęto decyzję o przyznaniu Szczecinowi czwartego finału, który miał się odbyć w dniach 31 lipca – 3 sierpnia 2021 (trasa regat: Kłajpeda – Petersburg – Tallinn – Maarianhamina – Szczecin), jednak został odwołany z uwagi na pandemię COVID-19.

## Nazwa
Nazwa Szczecin jest pochodzenia słowiańskiego. Średniowieczne pisane źródła historyczne są stosunkowo nieliczne i trudno z nich wyciągnąć konkretne wnioski. Dawniej panowało przekonanie, że nazwa miasta pochodzi od szczeciny. Inni wywodzili ją od słowa ściek (ponieważ wody odrzańskie w tym rejonie bardzo powoli „ściekają” ku Bałtykowi). Nowsze badania postawiły bardziej prawdopodobną tezę, że Szczecin wziął swą nazwę od słowa „szczyt”, które oznaczało tarczę, i przyrostka „-in” (Szczycin).
Stare kroniki wspominają, iż miasto znajdowało się na trzech wzgórzach. Od tych szczytów powstałaby pierwsza nazwa Szczytno. Marian Gumowski na podstawie badań przeprowadzonych na starych pieczęciach miejskich uważał, iż pierwotna nazwa miasta brzmiała Szczycin.
Wysuwano także inne hipotezy nt. pochodzenia nazwy: „osada nad odnogą rzeki, tamą lub brodem” (szczotka), od szczotki jako bagiennej trawy, od rodzaju ostu, od imienia/przezwiska, od plemienia Sidinów.
Przez wieki Szczecin wielokrotnie zmieniał nazwy. Najstarsza wzmianka wymieniająca nazwę Stetin pochodzi z 1133, w 1188 Stetyn, w 1251 Stitin, a także Stitinum, Stitin, Stetina i Stittin.
Dawniej stosowano także nazwę „Stary Szczecin” (Alten Stettin), dla odróżnienia od Nowego Szczecina, czyli Szczecinka.
Polskim przedwojennym egzonimem była nazwa Szczecin (1890, 1938). Nazwa Szczecin została urzędowo ustalona w 1946.

## Architektura i urbanistyka

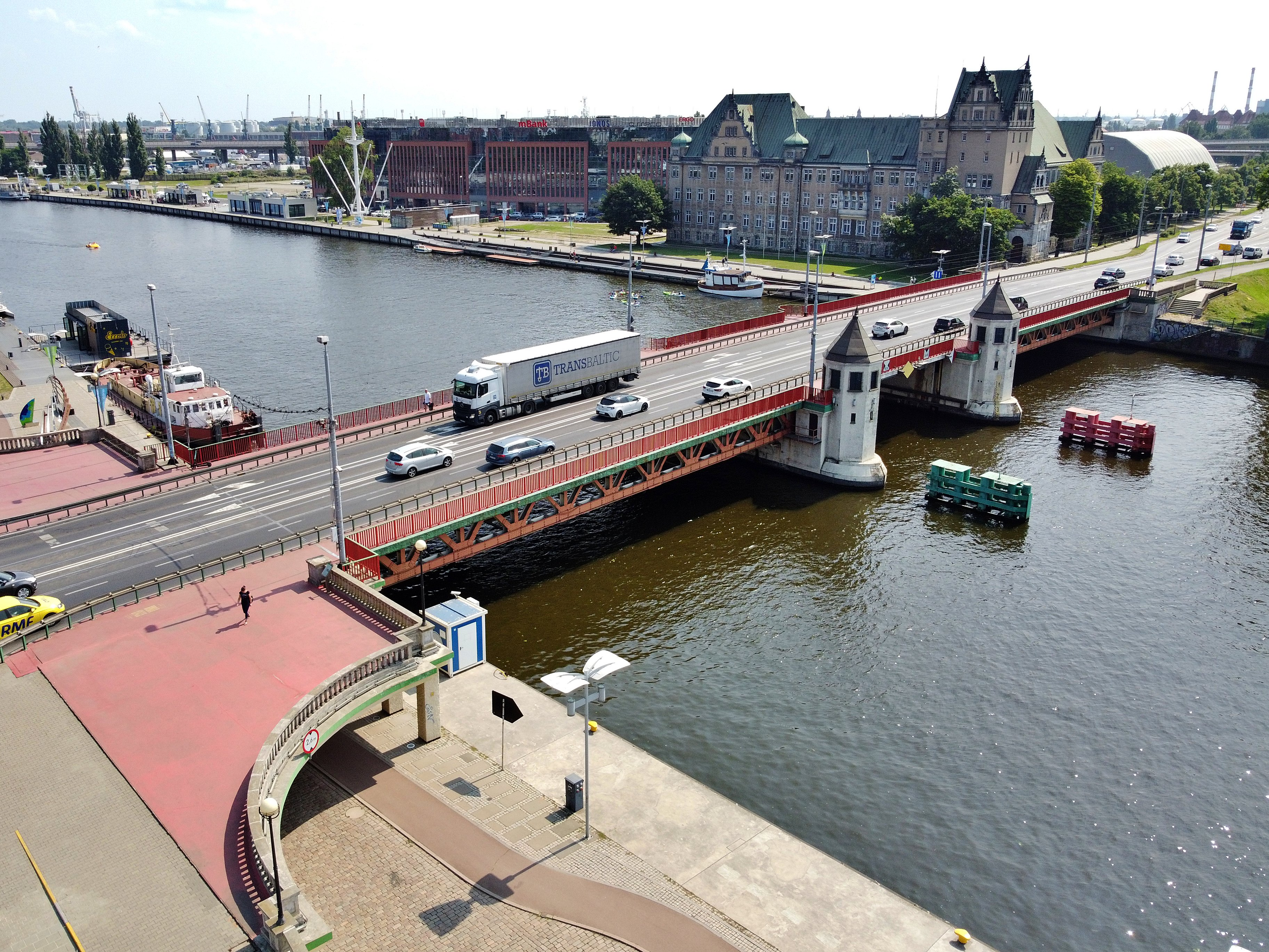
Most Długi, widok w kierunku gmachu Urzędu Celnego (2021)

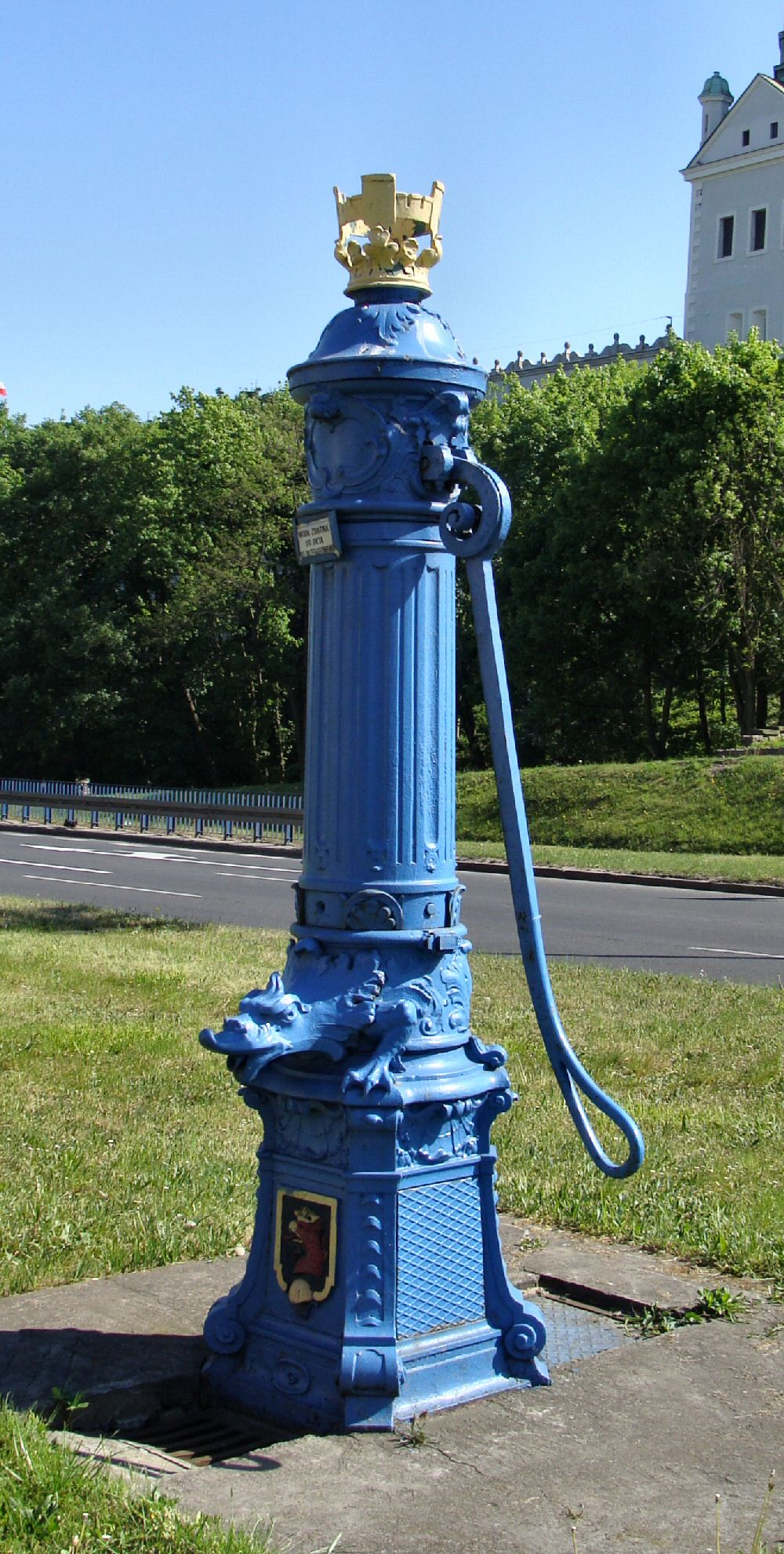
Pompa uliczna w Szczecinie

Najciekawsze architektonicznie obiekty w Szczecinie można znaleźć na Wałach Chrobrego. Gmachy, które postawiono tu po 1901, w stylu historyzmu, nawiązują do baroku, północnoniemieckiego manieryzmu. Inne, jak np. Muzeum Morskie i Teatr Współczesny zbudowano w stylu secesji i modernizmu. Zabudowę Wałów uzupełniają tarasy widokowe ze schodami, a także fontanna i rzeźby nawiązujące do kultury starożytnego Egiptu czy Rzymu, wykonane przez mistrzów niemieckich
Centrum Szczecina charakteryzuje się wielkimi rondami i ulicami, wzdłuż których stoją kilkukondygnacyjne, eklektyczne kamienice. Ten gwiaździsty układ urbanistyczny porównywany jest często do najsłynniejszej realizacji tego typu w Europie – Paryża. Większa część Śródmieścia zbudowana została na układzie gwiaździstym z placami w formie rond oraz szerokimi alejami obsadzonymi drzewami. Trasy tramwajowe w zdecydowanej większości przebiegają wydzielonymi pasami bądź środkiem alei.
Charakterystycznym elementem szczecińskich ulic są żeliwne pompy z 2. połowy XIX w. Wyprodukowano je w miejscowej firmie F. Poepckego. Spełniały rolę zapasowego źródła wody dla mieszkańców miasta. Okazały się bardzo przydatne w okresie II wojny światowej oraz w pierwszych latach po wojnie, kiedy to sieć wodociągowa nie była w pełni sprawna. Do dziś przetrwało ok. 30 pomp (z 70). Pompy są bogato zdobione (kanelowana kolumna, herby miasta, korona na szczycie), a wylew wody następuje ze stylizowanej paszczy smoka.

### Zabytki

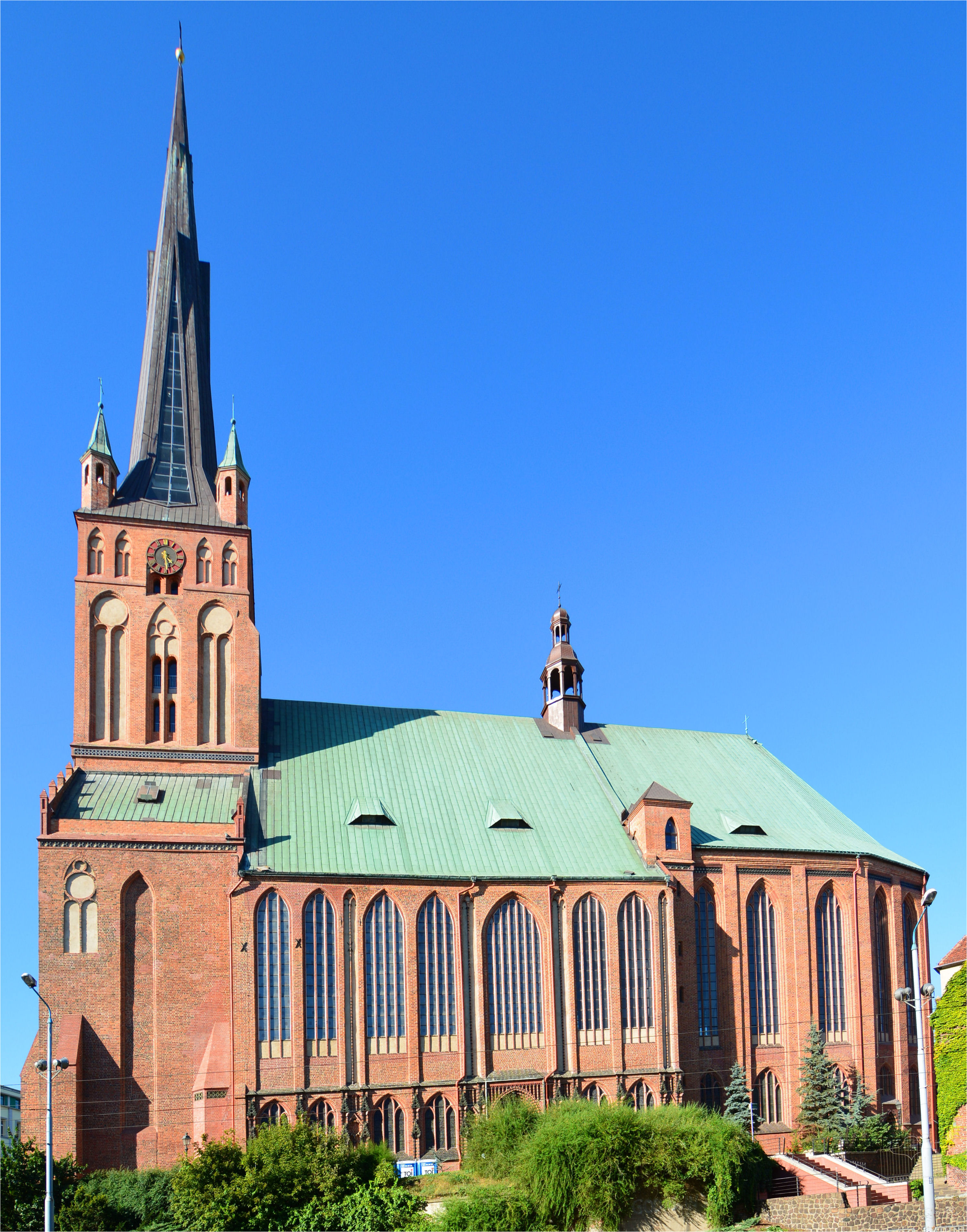
Bazylika archikatedralna św. Jakuba, elewacja południowa (2013)

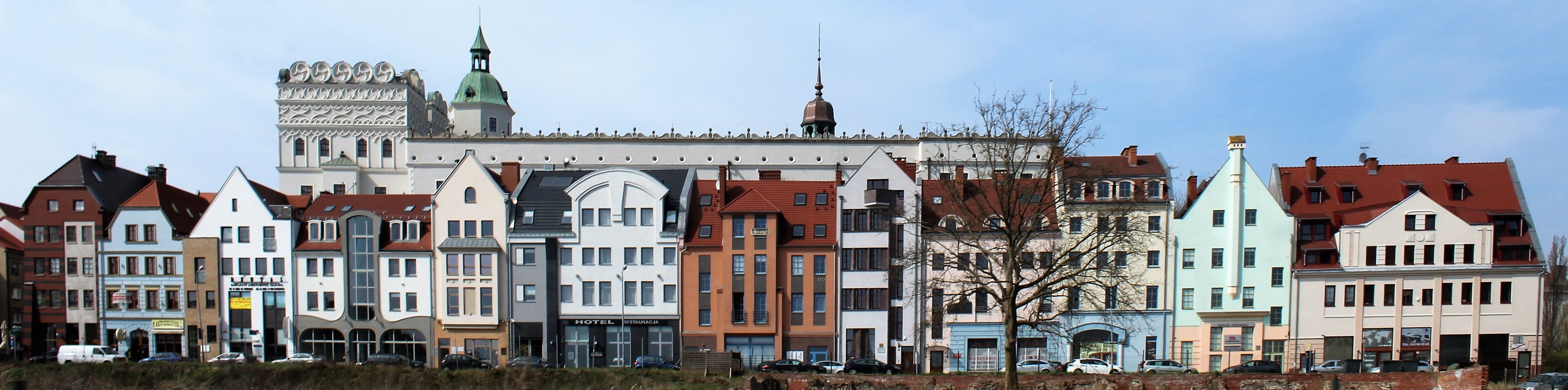
Widok na Stare Miasto i Zamek Książąt Pomorskich

W Szczecinie objętych ochroną prawną jest ok. 270 zabytków nieruchomych, a samo miasto znajduje się na Europejskim Szlaku Gotyku Ceglanego.
Reprezentacyjną część Szczecina stanowią Wały Chrobrego, tworzące nad Odrą tarasy widokowe o długości 500 m. Sąsiadują one z budynkami użyteczności publicznej o monumentalnej architekturze, takimi jak Gmach Główny Muzeum Narodowego w Szczecinie, gmach Akademii Morskiej w Szczecinie i Gmach Urzędu Wojewódzkiego.
Szczecin stanowił siedzibę książęcą, dzięki czemu w mieście powstał Zamek Książąt Pomorskich. O przeszłości miasta świadczą również pozostałości umocnień miejskich, jak Baszta Siedmiu Płaszczy lub bogato zdobione Brama Portowa i Brama Królewska.
Jedną z wyróżniających się budowli w Szczecinie jest bazylika św. Jakuba, która stanowi dominantę ulicy Wyszyńskiego. Inne kościoły, na które należy zwrócić uwagę noszą wezwania: św. Jana Ewangelisty, św. Piotra i św. Pawła oraz św. Jana Chrzciciela. Dużą wartość historyczną mają także niewielkie kościoły, o średniowiecznym rodowodzie, położone w peryferyjnych osiedlach miasta: na Stołczynie, Krzekowie i Pomorzanach.
W Szczecinie znajduje się wiele byłych rezydencji, takich jak: Pałac Pod Głowami, Pałac Klasycystyczny, Pałac pod Globusem, Pałac Joński, Pałac Sejmu Stanów Pomorskich, Pałac Ziemstwa Pomorskiego oraz kamienice: Kamienica Loitzów, Domki Profesorskie.
W Szczecinie będącym jedną z ważniejszych republik miejskich w średniowieczu wybudowano Ratusz Staromiejski (obecnie siedziba Muzeum Historii Szczecina, Oddziału Muzeum Narodowego w Szczecinie) z Rynkiem Siennym, a następnie miasto jako siedziba prowincji i rejencji wzbogaciło się o kolejne okazałe budynki administracji publicznej takie jak: Czerwony Ratusz, Urząd Miasta Szczecin oraz gmachy pocztowe przy al. Niepodległości i przy ul. Dworcowej.

### Zieleń miejska

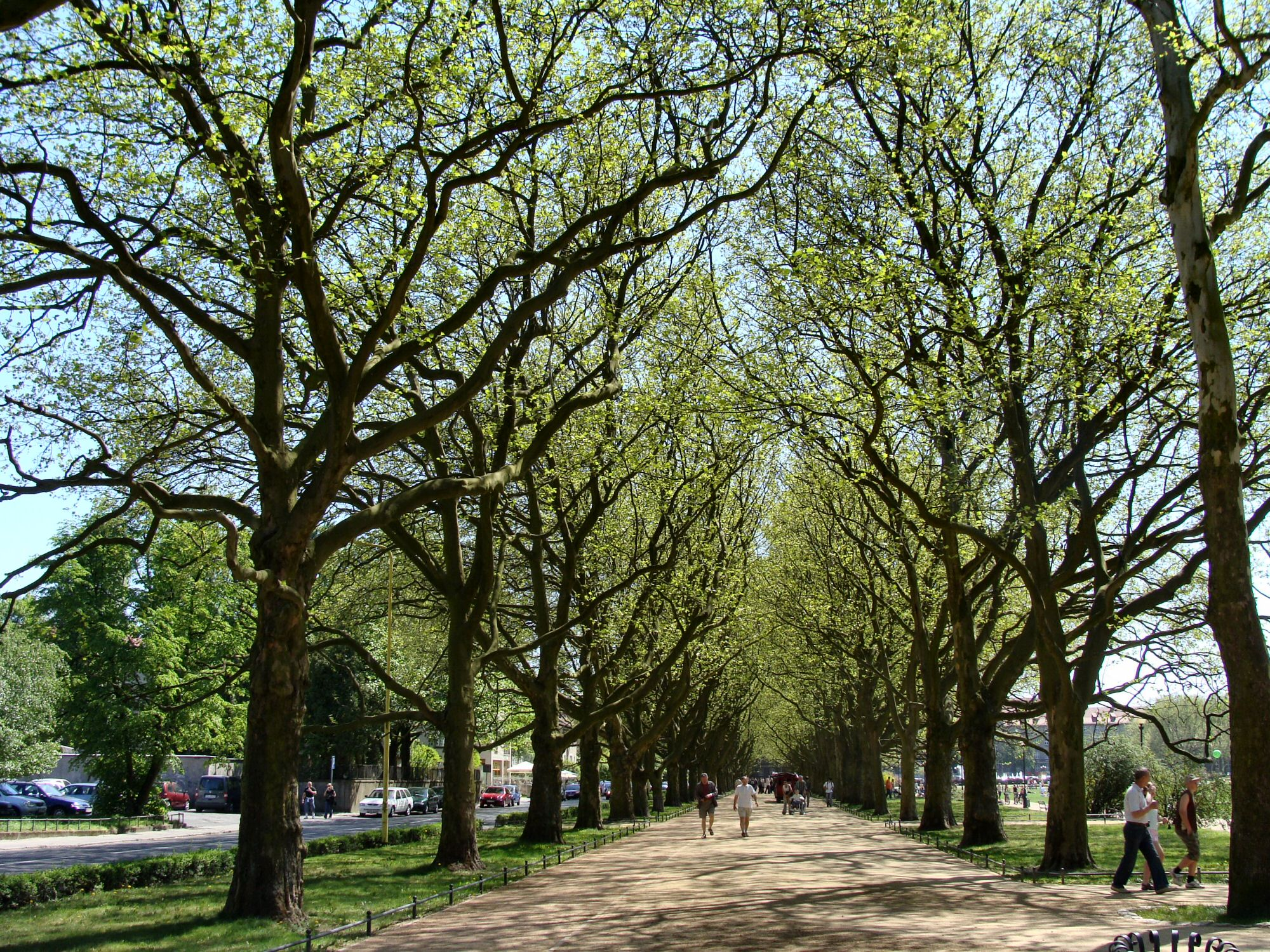
Aleja platanowa na Jasnych Błoniach

Na terenie Szczecina występują duże skupiska zieleni miejskiej w postaci miejskich lasów, parków, cmentarzy, zieleńców, skwerów i zieleni ulicznej. Lasy Miejskie miasta Szczecin zajmują łącznie 2.780 ha. Pozostała powierzchnia terenów zieleni miejskiej (z cmentarzami, bez lasów miejskich) wynosi 605,3 ha, co stanowi 2% powierzchni Szczecina. Największą powierzchnię zajmują parki spacerowo-wypoczynkowe, których w 2006 było 16 i zajmowały łączną powierzchnię 161,5 ha.

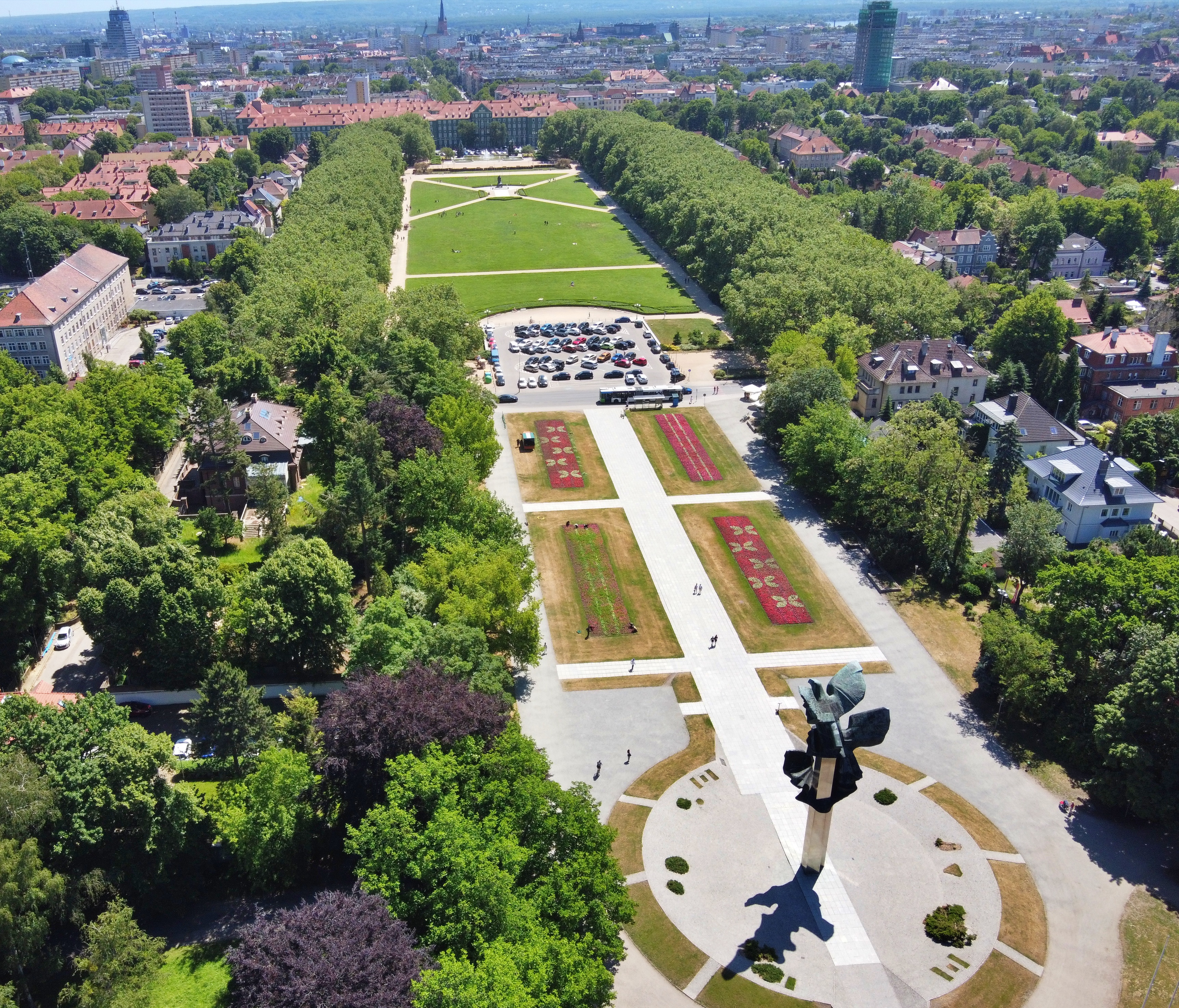
Jasne Błonia

Największym i najpopularniejszym parkiem jest Park Kasprowicza (o pow. 49 ha) położony na wzniesieniu i stoku Doliny Niemierzyńskiej ze sztucznie utworzonym jeziorkiem Rusałką. Drugim parkiem co do wielkości jest Park Żeromskiego (o pow. 24 ha), powstały na terenach zlikwidowanych cmentarzy na początku XX wieku.
Pozostałe parki to m.in.: Ogród Dendrologiczny im. prof. Stefana Kownasa, Park Brodowski, Park Andersa, Park Pomorzański im. gen. Józefa Dowbór-Muśnickiego, Park Leśny Arkoński, Park Noakowskiego, Jasne Błonia, Park przy ul. Niemierzyńskiej, Park przy ul. Goleniowskiej, Park przy ul. Jasnej, Park przy ul. Sąsiedzkiej, Park przy ul. Romana Dmowskiego, Park im. Stanisława Nadratowskiego, Park Szachisty (Szczecin-Zachód), Ogród Różany, Park przy ul. Wapiennej (Warszewo).
Dużym skupiskiem zieleni są cmentarze o ogólnej powierzchni 182,6 ha. Największy z nich (i największy powierzchniowo w Polsce) Cmentarz Centralny będący parkiem i ogrodem dendrologicznym znajduje się we wschodniej części Gumieniec (163 ha). W mieście istnieją 93 zieleńce, o łącznej powierzchni 48,5 ha.
Największym drzewem w mieście jest Lipa szerokolistna św. Ottona – pomnik przyrody i jedna z najokazalszych lip w Polsce.

## Gospodarka

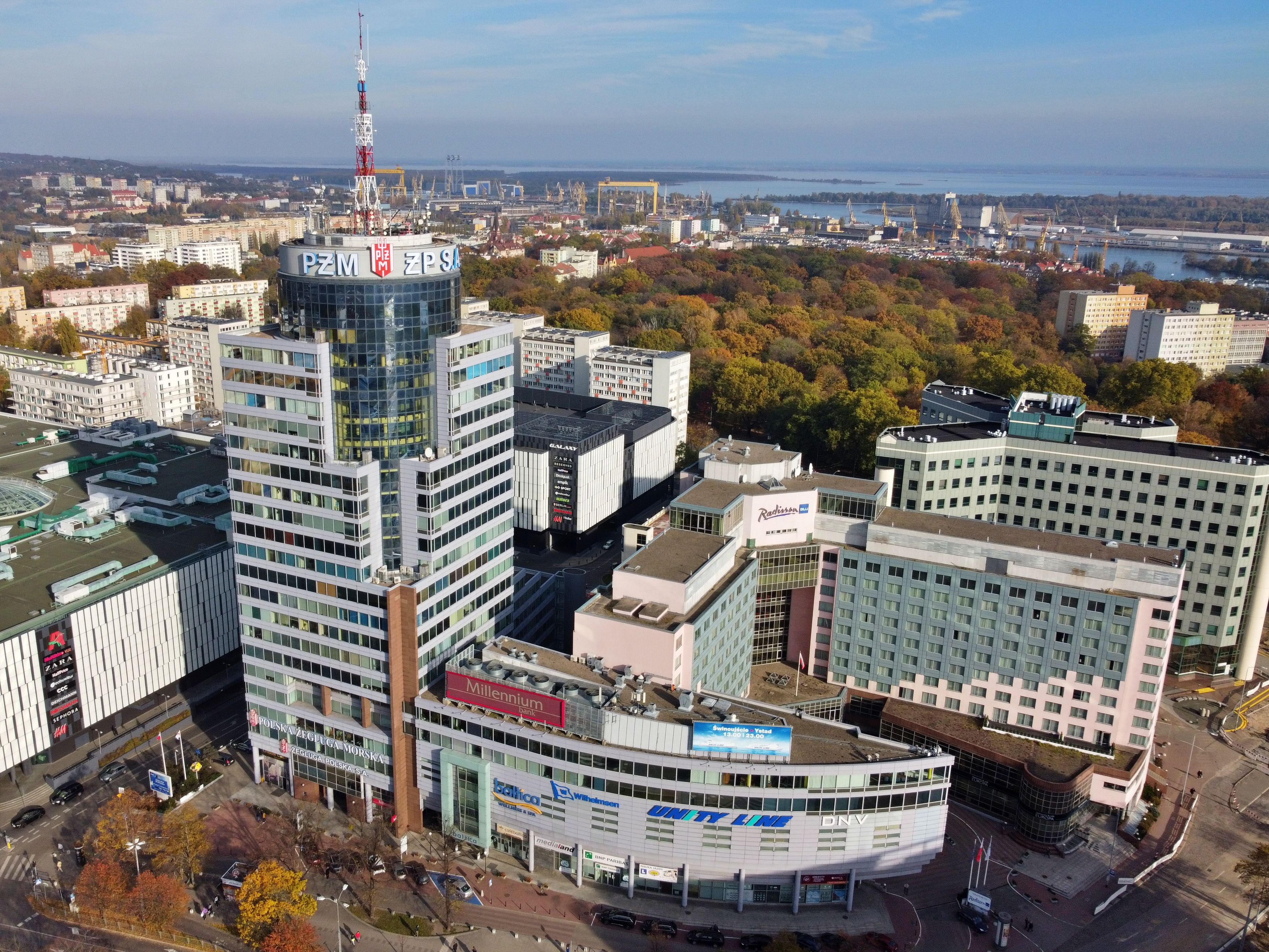
Biurowiec Pazim

Szczecin to ośrodek gospodarki morskiej; pracuje w niej 13279 osób. Port morski obsługuje armatorów z całego świata i jest portem macierzystym dwóch przedsiębiorstw żeglugowych: Polskiej Żeglugi Morskiej i Euroafrica. Ponadto mają tu swoje siedziby inne firmy powiązane z gospodarką morską. Na terenie portu, na wyspie Ostrów Grabowski działa Spółka Wodna Międzyodrze zajmująca się oczyszczaniem ścieków. Tradycyjny dla miasta przemysł stoczniowy podupadł – Stocznia Szczecińska Nowa (kontynuacja Stoczni Szczecińskiej Porta Holding S.A., która powstała na bazie Stoczni im. Adolfa Warskiego) została zlikwidowana; upadła Stocznia Parnica. Działają stocznie remontowe: Szczecińska Stocznia Remontowa „Gryfia”, Stocznia Pomerania Sp. z o.o., Grupa Stoczni Odra Sp. z o.o. oraz Stocznia Wulkan.
Na terenie miasta ustanowiono podstrefę Szczecin – Specjalnej Strefy Ekonomicznej Euro-Park Mielec, która obejmuje 8 kompleksów o łącznej powierzchni 93,84 ha. Na terenie podstrefy znajdują się zakłady produkujące m.in. elementy nośne, osłony przeciwsłoneczne oraz osprzęt elektroinstalacyjny. W 2013 r. ustanowiono podstrefę Szczecin – Kostrzyńsko-Słubickiej Specjalnej Strefy Ekonomicznej, która obejmuje 1 kompleks. Przedsiębiorcy podejmujący działalność gospodarczą na terenie podstref ekonomicznych mogą skorzystać ze zwolnienia z części podatku dochodowego CIT lub części dwuletnich kosztów pracy.
Huta Szczecin była jedyną na polskim wybrzeżu hutą żelaza. Szczecińskie Zakłady Nawozów Fosforowych Superfosfat obecnie pod nazwą Fosfan S.A., zlokalizowane niedaleko huty, produkują nawozy mineralne dla rolnictwa i ogrodnictwa.
| Rodzaj                       | Powierzchnia | %      |
| ---------------------------- | ------------ | ------ |
| Użytki rolne                 | 4387 ha      | 14,58% |
| Lasy i grunty leśne          | 5073 ha      | 16,86% |
| Pozostałe grunty i nieużytki | 20 623 ha    | 68,55% |
| Razem (Σ)                    | 30 083 ha    | 100%   |

W miejscowości działało Państwowe Gospodarstwo Rybackie Szczecin.
We wrześniu 2016 liczba zarejestrowanych bezrobotnych w Szczecinie obejmowała ok. 8,4 tys. mieszkańców, co stanowi stopę bezrobocia na poziomie 5,0% do aktywnych zawodowo.
Przeciętne wynagrodzenie pracownicze w październiku 2012 wynosiło 3807,73 zł, przy liczbie zatrudnionych pracowników w Szczecinie – 90 754 osoby. Według danych PUP w Szczecinie, obowiązujące od 1 stycznia 2023 roku minimalne wynagrodzenie wynosi 3490 zł, natomiast przeciętne wynagrodzenie mieszkańców stolicy Pomorza Zachodniego kształtuje się na poziomie 6733,49 zł.
W 2009 roku przeciętne miesięczne wynagrodzenie brutto w sektorze przedsiębiorstw w Szczecinie wynosiło 3439,94 zł.
Szczeciński PKB wynosi 20,255 mld zł, co stanowi 1/3 PKB całego województwa. Na jednego mieszkańca przypada 49497 zł, o ok. 40% więcej niż wynik dla województwa.

### Handel

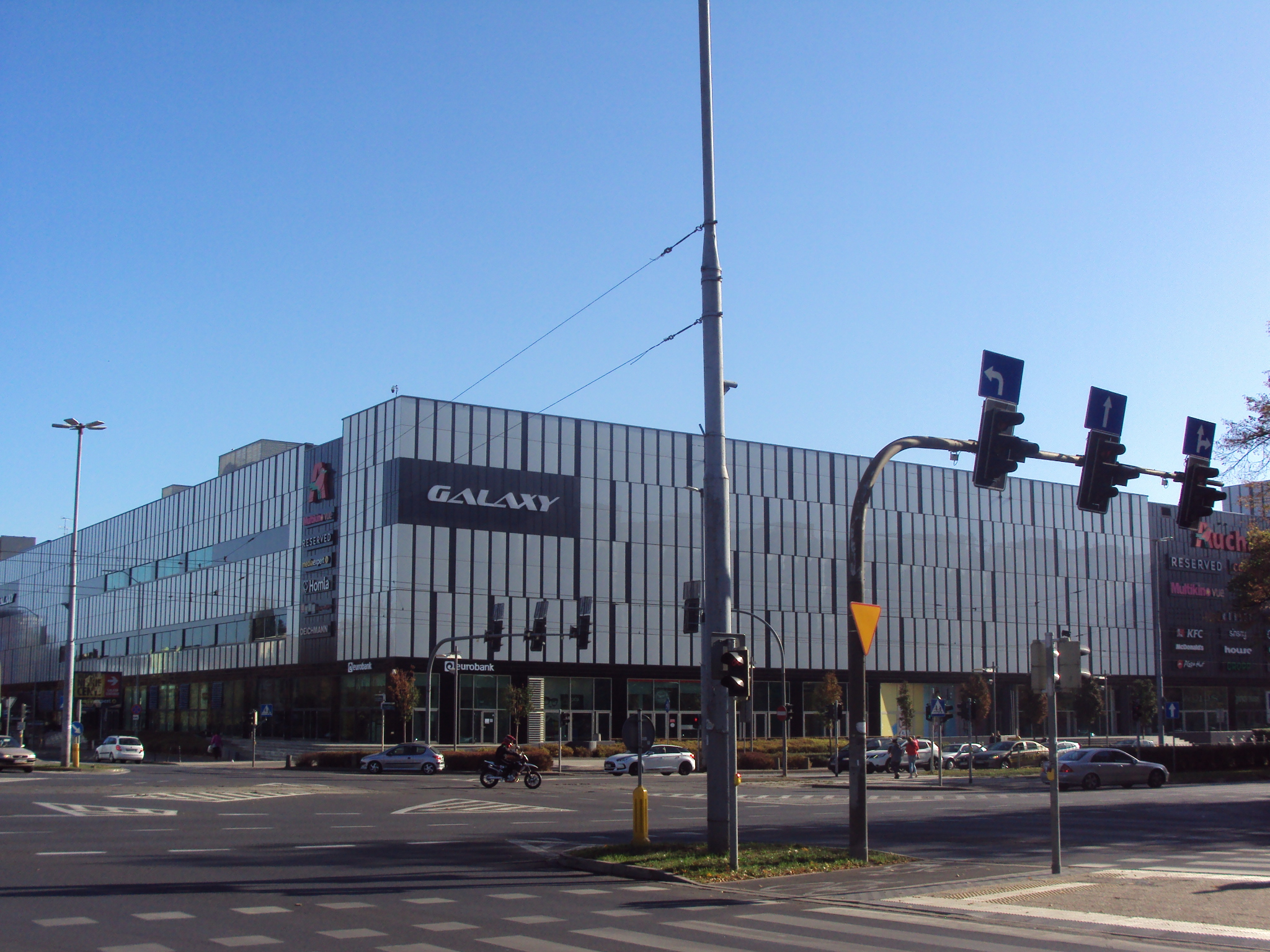
CHR Galaxy

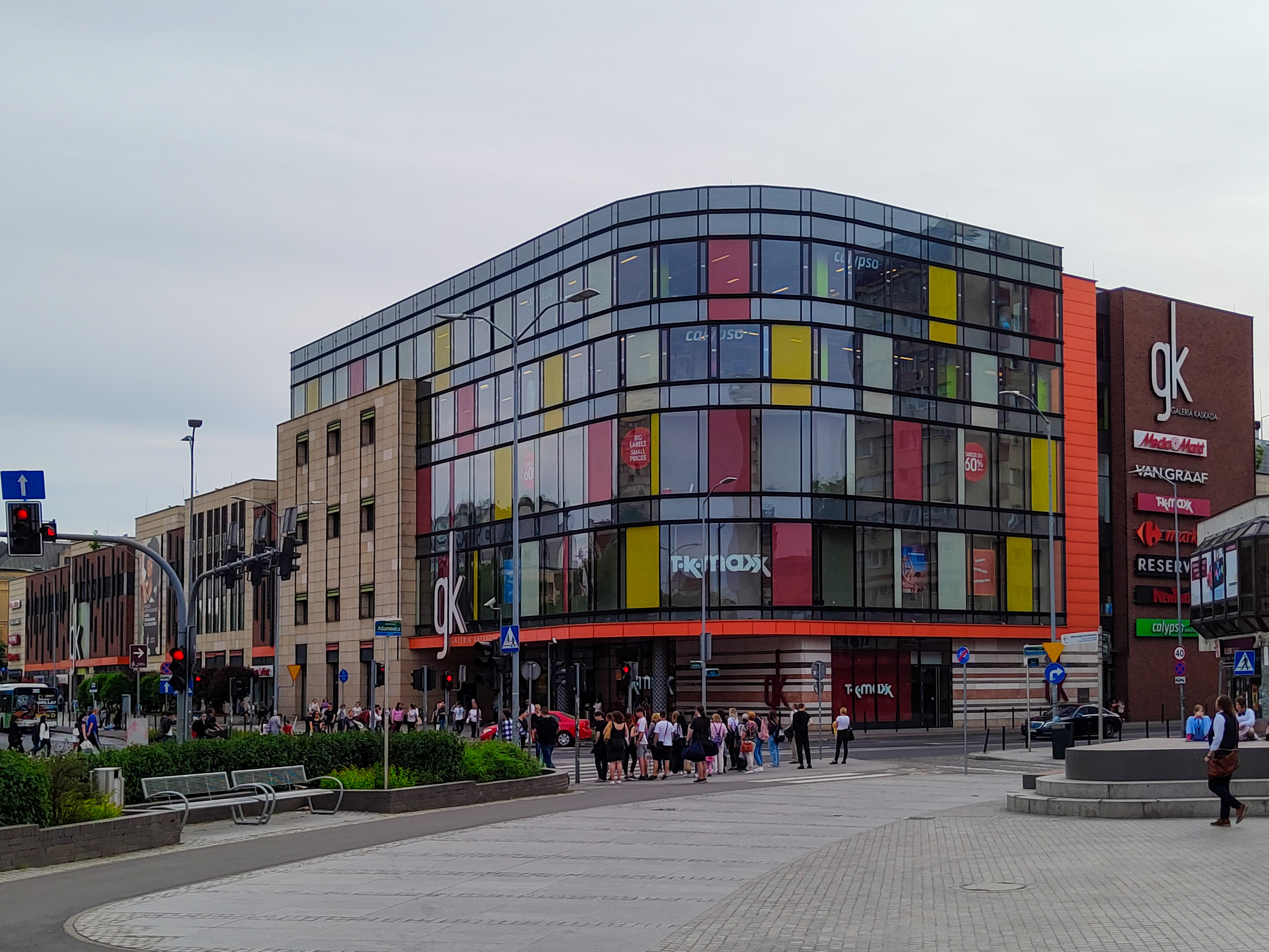
GK Kaskada

Największymi szczecińskimi centrami handlowymi są CHR Galaxy, które posiada 170 sklepów różnych branż, kino i hipermarket oraz CH Kaskada. W Szczecinie znajduje się wiele innych centrów handlowych. Od 2021 istnieje tu także sklep IKEA.
W 2006 w mieście było 16 targowisk, z czego 14 z przewagą sprzedaży drobnodetalicznej. Największe szczecińskie bazary to: Pogodno (ul. Reymonta), plac Kilińskiego, Manhattan (ul. Staszica), a także targowisko przy ul. Dziennikarskiej w Szczecinie-Dąbiu. W Szczecinie w każdą niedzielę odbywają się dwie giełdy samochodowe, pierwsza koło Polmozbytu przy ul. Białowieskiej, druga przy ul. Cukrowej.
Szczecin słynie z kilku produktów. Pierwszym z nich jest paprykarz szczeciński, który jest typowym dodatkiem do kanapek. Składa się z rybiego mięsa, ryżu, cebuli, koncentratu pomidorowego, oleju roślinnego, dodatku różnych przypraw i soli. Drugim szczecińskim słynnym przysmakiem są szczecińskie paszteciki, robione z ciasta drożdżowego mogą być nadziewane serem, mięsem, bądź też kapustą z grzybami. Regionalnym produktem była także szczecińska wódka Starka, produkowana z żyta obecnie tylko w tutejszej wytwórni wódek, jej smak zawdzięcza długiemu leżakowaniu w dębowych beczkach z niewielkimi dodatkami liści lipowych lub jabłkowych.

### Promocja miasta

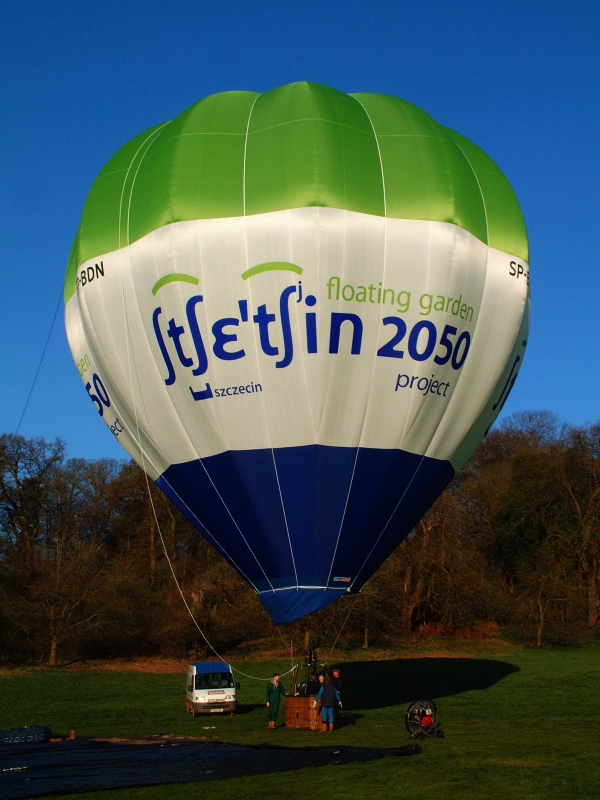
Projekt ʃtʃɛtʃin Floating Garden 2050

Szczecin w 2008 opracował i przyjął Długoterminową Strategię Marki Szczecin, która podsumowuje wizerunek miasta oraz określa jego największe atuty. Szczecin jest promowany jako pływający ogród (ang. Floating Garden) określenie oznaczające miasto wypełnione zielenią i wodą w jego śródmieściu.

## Transport

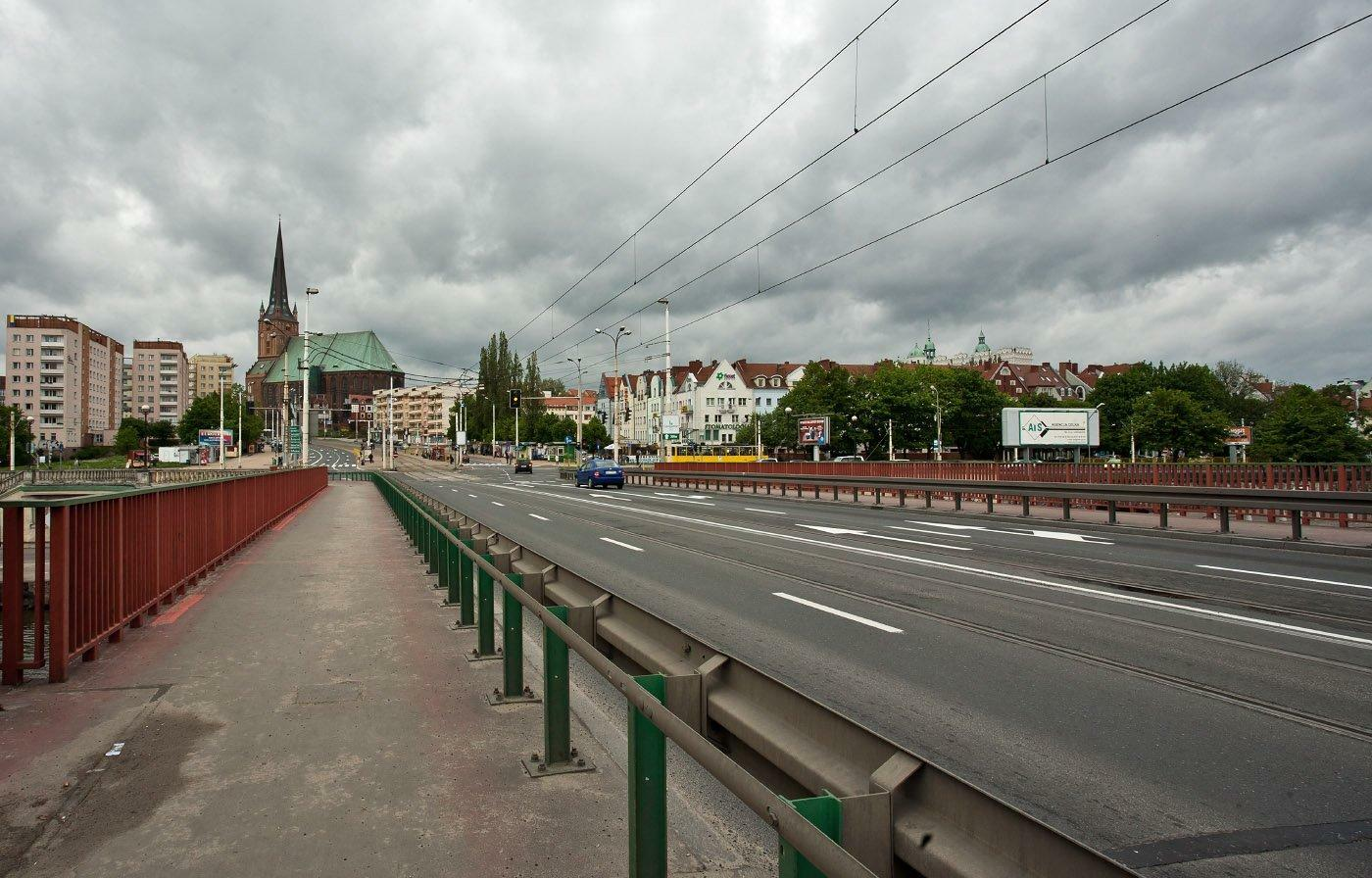
Wjazd do centrum od strony prawobrzeża, w tle Katedra

### Transport drogowy
Szczecin jest węzłem transportowym na trasie transeuropejskiego korytarza transportowego północ–południe łączącego południową Skandynawię z Czechami, Austrią i Morzem Śródziemnym oraz wschód–zachód łączącego Berlin z Trójmiastem. W obrębie miasta w 2015 roku 43% podróży wykonywanych było samochodem (najwyższy wskaźnik w Polsce), a 37% autobusem lub tramwajem.
| Droga     | Trasa | Dzielnice miasta                 |
| --------- | --- | -------------------------------- |
| S3 E65    | Świnoujście – Goleniów – Szczecin – Gorzów Wielkopolski – Zielona Góra – Legnica – Jelenia Góra – Jakuszyce (granica państwa) | Prawobrzeże                      |
| A6 S6 E28 | Kołbaskowo (granica państwa) – Szczecin – Goleniów – Kołobrzeg – Koszalin – Słupsk – Lębork – Gdynia – Gdańsk – Łęgowo        | Prawobrzeże                      |
| 10 S10    | Lubieszyn (granica państwa) – Szczecin – Stargard – Wałcz – Piła – Bydgoszcz – Toruń – Płońsk                                 | Zachód, Śródmieście, Prawobrzeże |
| 13        | Szczecin – Rosówek (granica państwa)                                                                                          | Śródmieście, Zachód              |
| 31        | Szczecin – Gryfino – Chojna – Kostrzyn nad Odrą – Słubice                                                                     | Zachód, Śródmieście, Prawobrzeże |
| 115       | Szczecin – Tanowo – Dobieszczyn (granica państwa)                                                                             | Śródmieście, Zachód              |
| 119       | Szczecin – Pyrzyce – Lipiany – Gorzów Wielkopolski                                                                            | Prawobrzeże                      |

W 2024 roku Szczecin znalazł się na 4 pozycji w Rankingu Miast Przyjaznych Kierowcom przygotowywanego przez firmę Oponeo.pl i Yanosik. Miasto wyróżnia się dobrą jakością dróg oraz stosunkowo niskimi kosztami paliwa i parkowania w porównaniu do innych dużych miast w Polsce. Szczecin oferuje również liczne miejsca parkingowe oraz płynność ruchu, co czyni codzienne poruszanie się samochodem bardziej komfortowym. Dzięki tym atutom miasto jest często wskazywane jako przykład dobrze rozwiniętej infrastruktury drogowej i przyjaznego podejścia do zmotoryzowanych mieszkańców.

### Transport kolejowy

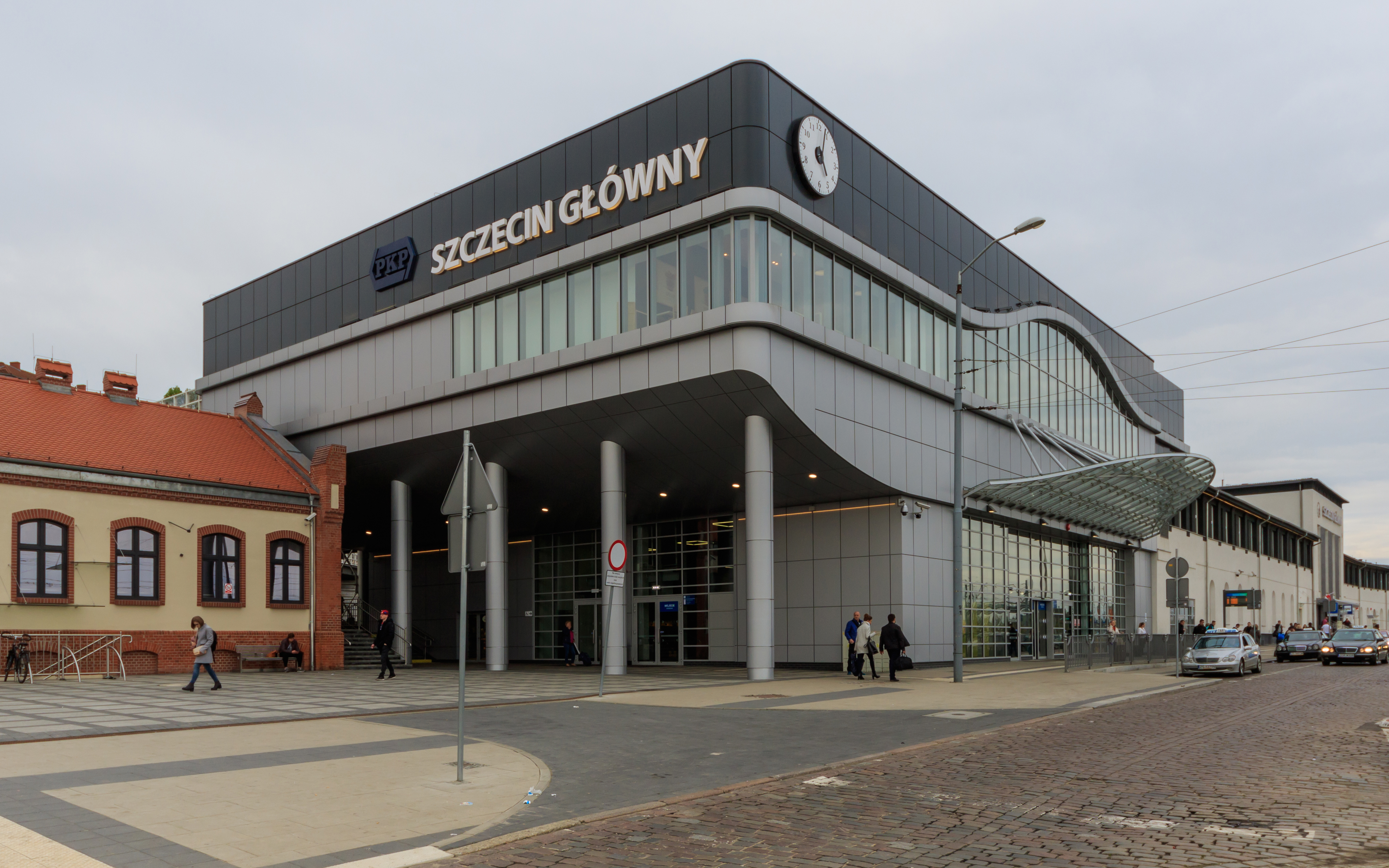
Dworzec kolejowy Szczecin Główny

W Szczecinie zbiega się 6 różnych kierunków linii kolejowych, które razem tworzą szczeciński węzeł kolejowy. Od 2004 w Szczecinie jest czynnych w ruchu pasażerskim 8 stacji i przystanków kolejowych. Miasto posiada także 2 stacje towarowe i kilka posterunków odgałęźnych. Szczecin połączony jest z krajową infrastrukturą kolejową poprzez 7 linii kolejowych. Linia kolejowa nr 401 łączy Szczecin z Goleniowem i Świnoujściem, a linia nr 351 – ze Stargardem i z Poznaniem. Linia 273 łączy z Gryfinem, Kostrzynem nad Odrą, Zieloną Górą i Wrocławiem. Linia kolejowa nr 409 prowadzi ze Szczecina do Berlina, a linia kolejowa nr 408 do Lubeki i Hamburga.
Na nieczynnej od 2002 dla ruchu pasażerskiego linii kolejowej nr 406 planowane jest uruchomienie do 2025 Szczecińskiej Kolei Metropolitalnej do miasta Police. Od 1 września 2024 roku transport kolejowy działający na terenie Szczecina i okolicznych gmin oraz transport miejski zostały zintegrowane przy pomocy Szczecińskiego Biletu Metropolitalnego, który jest pierwszym krokiem do stworzenia SKM.

### Transport wodny
Z Nabrzeża Pasażerskiego przy Wałach Chrobrego odpływają statki wycieczkowe pływające po Odrze i wodach szczecińskiego portu. W sezonie 2020 działało trzech armatorów dysponujących sześcioma jednostkami: Joanna, Dziewanna, Kapitan Cook, Sedina, Odra Queen i Peene Queen. Przez długi czas działały w Szczecinie wodoloty obsługujące trasę do Świnoujścia, z różnym powodzeniem – ostatni raz w latach 2008–2015. Szlakiem wodnym Berlin – Szczecin – Bałtyk regularnie odwiedzają Szczecin hotelowe wycieczkowce rzeczne, głównie bandery niemieckiej i szwajcarskiej. W Szczecinie działają liczne podmioty gospodarcze, zajmujące się wynajmem niewielkich jednostek pływających.

### Transport lotniczy

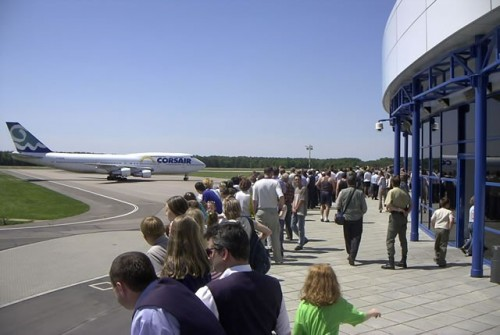
Port lotniczy Szczecin-Goleniów

Transport lotniczy obsługuje położony ok. 47 km od centrum miasta międzynarodowy Port Lotniczy Szczecin-Goleniów im. NSZZ „Solidarność”, który ma stałe połączenia lotnicze m.in. z Warszawą, Krakowem, Londynem, Liverpoolem, Dublinem i Oslo. W ofercie są także loty czarterowe i sezonowe, m.in. do tureckiej Antalya. Roczna przepustowość terminala lotniczego wynosi maksymalnie 1 milion pasażerów.
Rolę lotniska sportowego Aeroklubu Szczecińskiego spełnia trawiaste lotnisko Szczecin-Dąbie, które do lat 60. XX wieku pełniło funkcję portu lotniczego miasta. Lotnisko ma dwa trawiaste pasy startowe.

### Zbiorowy transport publiczny

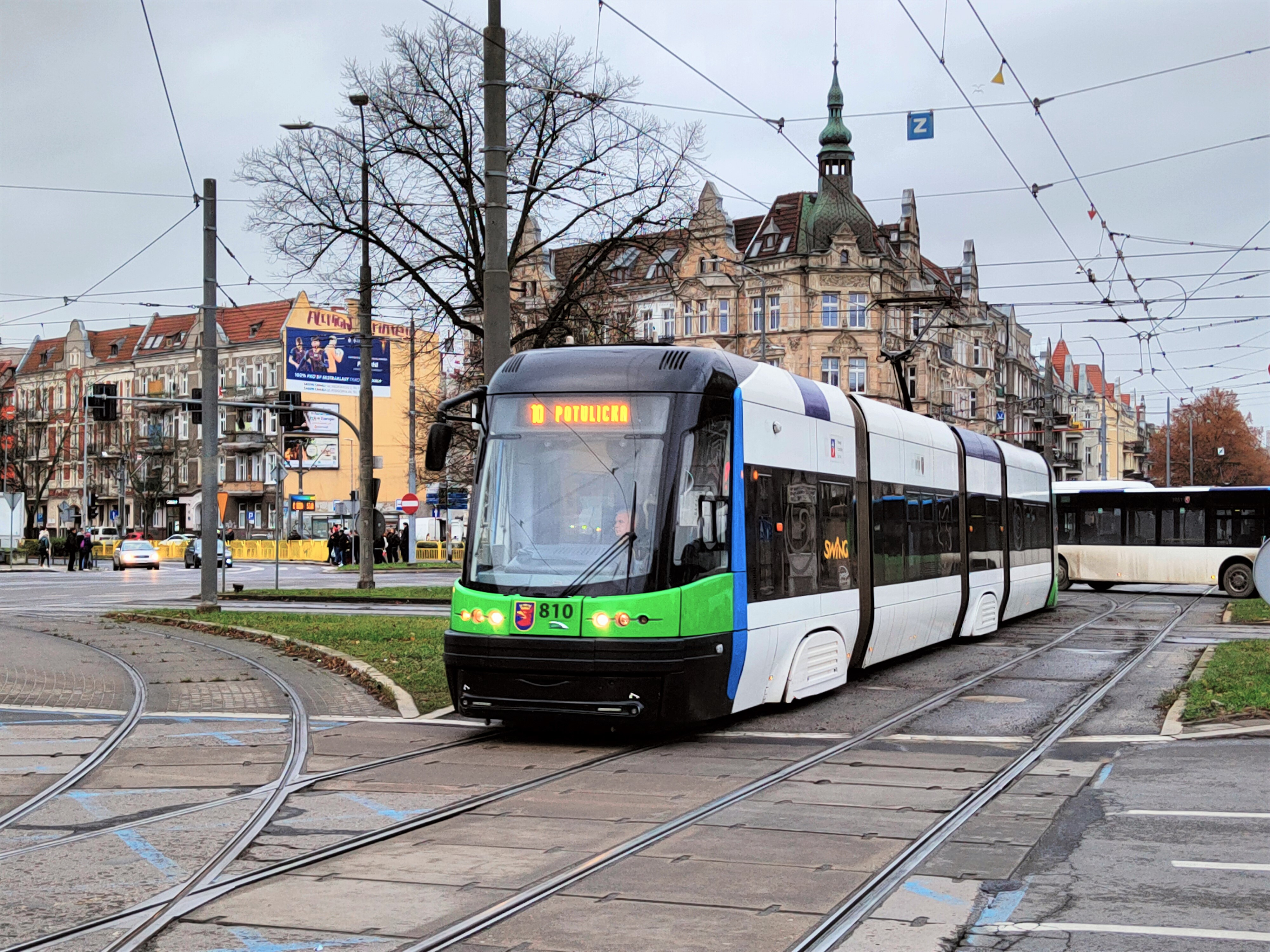
Tramwaj (PESA Swing) w obsłudze linii 10

Organizatorem transportu zbiorowego w mieście jest zakład budżetowy pod nazwą Zarząd Dróg i Transportu Miejskiego. Jego zadaniem jest ustalanie szczegółowego rozkładu jazdy na wszystkich liniach, dystrybucja i kontrola biletów oraz zamawianie usług przewozowych. Na jego zlecenie, linie tramwajowe obsługuje przedsiębiorstwo Tramwaje Szczecińskie, natomiast autobusowe Szczecińskie Przedsiębiorstwo Autobusowe „Klonowica”, Szczecińskie Przedsiębiorstwo Autobusowe „Dąbie”, Szczecińsko-Polickie Przedsiębiorstwo Komunikacyjne oraz PKS Szczecin.
Sieć tramwajowa stanowi podstawowy środek transportu publicznego w centrum miasta. Promieniście rozchodzące się z centrum linie tramwajowe zapewniają duże zdolności przewozowe z oraz do dzielnic lewobrzeżnego Szczecina. Szczeciński Szybki Tramwaj w 2015 roku połączył prawobrzeżną część miasta z centrum.
Dworzec autobusowy znajduje się na placu Grodnickim.
Dokumentowaniem i pielęgnowaniem historii lokalnej komunikacji publicznej zajmuje się Szczecińskie Towarzystwo Miłośników Komunikacji Miejskiej oraz Muzeum Techniki i Komunikacji – Zajezdnia Sztuki w Szczecinie.

### Przejścia graniczne
W mieście działa morskie przejście graniczne Szczecin, a w okolicach znajduje port lotniczy Szczecin-Goleniów. Do momentu wejścia Polski do układu z Schengen w 2007 roku, w odległości nie większej niż 15 km od centrum Szczecina, działały trzy przejścia na granicy z Niemcami: Kołbaskowo-Pomellen, Lubieszyn-Linken oraz Rosówek-Rosow.

### Transport rowerowy

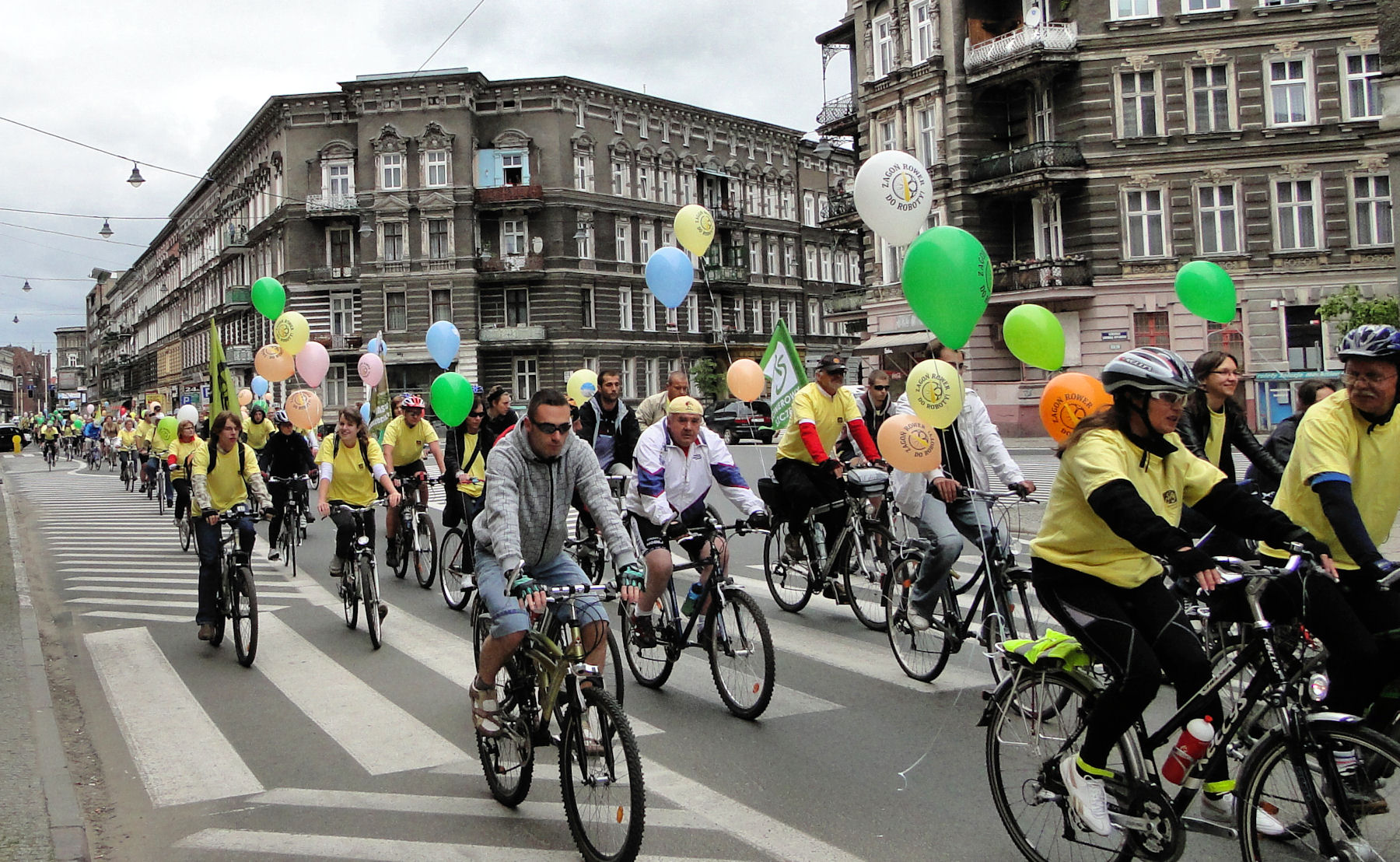
Przejazd rowerzystów ul. Jagiellońską z okazji Święta Cyklicznego (2010)

W części dróg rezerwy pod przebiegi ścieżek rowerowych, wynikające jeszcze z rozwiązań planowanych w okresie przedwojennym (np. ul. Ku Słońcu, Mickiewicza, Bohaterów Warszawy, Wyspiańskiego), wykorzystane są na cele parkingowe. W 2007 roku układ ścieżek rowerowych obejmował tylko fragmenty miasta, w tym ok. 27 km w dzielnicy Zachód i ok. 9 km w Śródmieściu. Po 2007 roku przybywało ścieżek rowerowych na Prawobrzeżu oraz części dzielnicy Północ. Nadal jest to jednak układ dość chaotyczny, nietworzący spójnego systemu tras rowerowych.
W lecie 2014 utworzono system rowerów miejskich „Bike_S”, których stacje początkowo umieszczone były wyłącznie w centrum. W 2016 system został rozszerzony o kolejne stacje, m.in. na Prawobrzeżu, a w 2022 także w sąsiedniej gminie Dobra.

## Turystyka

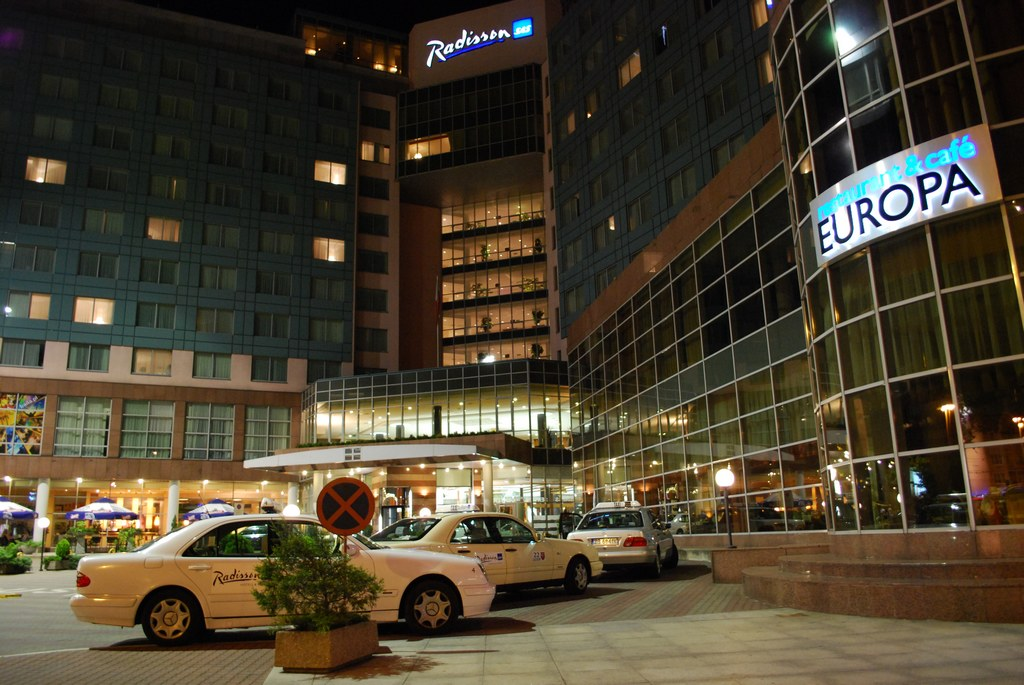
Hotel Radisson

Według danych z 31 sierpnia 2009 Szczecin posiadał 19 obiektów hotelowych, które łącznie dysponowały 3608 miejscami noclegowymi. W ciągu całego 2009 skorzystało z nich 289,0 tys. osób, z czego 44,0% stanowili turyści zagraniczni. Miasto miało 42 turystyczne obiekty zbiorowego zakwaterowania, które łącznie posiadały 5431 miejsc noclegowych. W 2009 skorzystało z nich 354,2 tys. turystów, z czego 39,5% stanowili turyści zagraniczni. W 2013 większość turystów zagranicznych korzystających z noclegów przyjechała z Niemiec i Danii.
Miasto znajduje się na trasie szlaku wodnego Berlin – Szczecin – Bałtyk oraz Europejskiego Szlaku Gotyku Ceglanego.

## Kultura

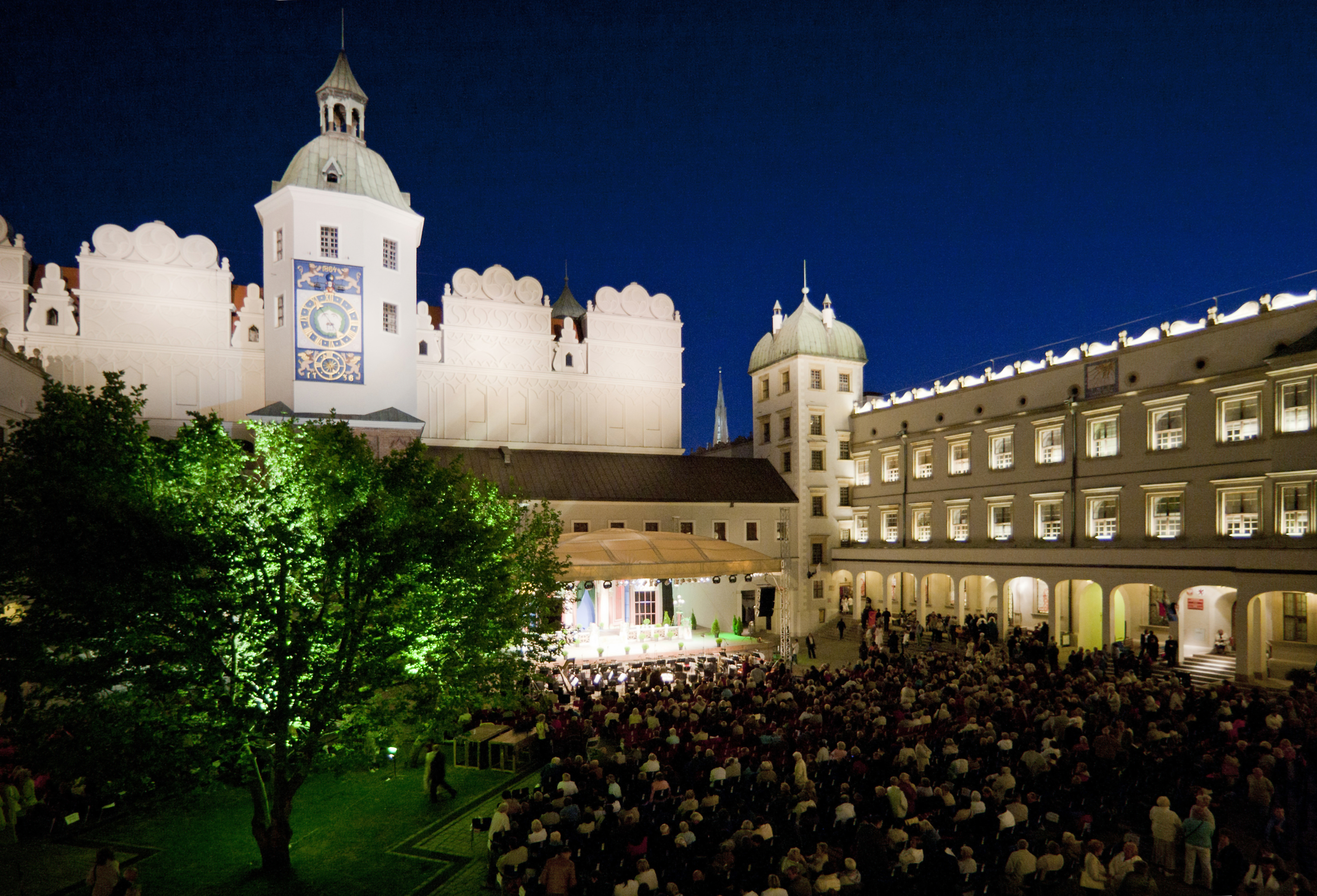
Opera na Zamku

Stolica Pomorza Zachodniego jest jednym z najważniejszych polskich ośrodków kultury. Do najważniejszych instytucji kultury należą Muzeum Narodowe w Szczecinie, Zamek Książąt Pomorskich, Książnica Pomorska i Filharmonia im. Mieczysława Karłowicza. Kultywowane są tradycje morskie, regionalne i miejskie oraz pamięć o kulturze regionów, skąd przybyli mieszkańcy Szczecina w pierwszych latach po II wojnie światowej. Siedziby posiadają tu m.in. Zespół Pieśni i Tańca Ziemi Szczecińskiej Krąg oraz chóry uczelniane, np. Chór Akademii Morskiej w Szczecinie. W kalendarzu imprez cyklicznych znaleźć można m.in. Tydzień Kresowy Kaziuki, Przegląd Teatrów Małych Form „Kontrapunkt” oraz Dni Morza.
Szczecin był kandydatem do tytułu Europejska Stolica Kultury w roku 2016. Logo projektu pt. „Szczecin Europejską Stolicą Kultury 2016” przedstawia znak, dla którego pierwowzorem był szczeciński plac Grunwaldzki. Autorem logo jest Ireneusz Kuriata.

### Biblioteki

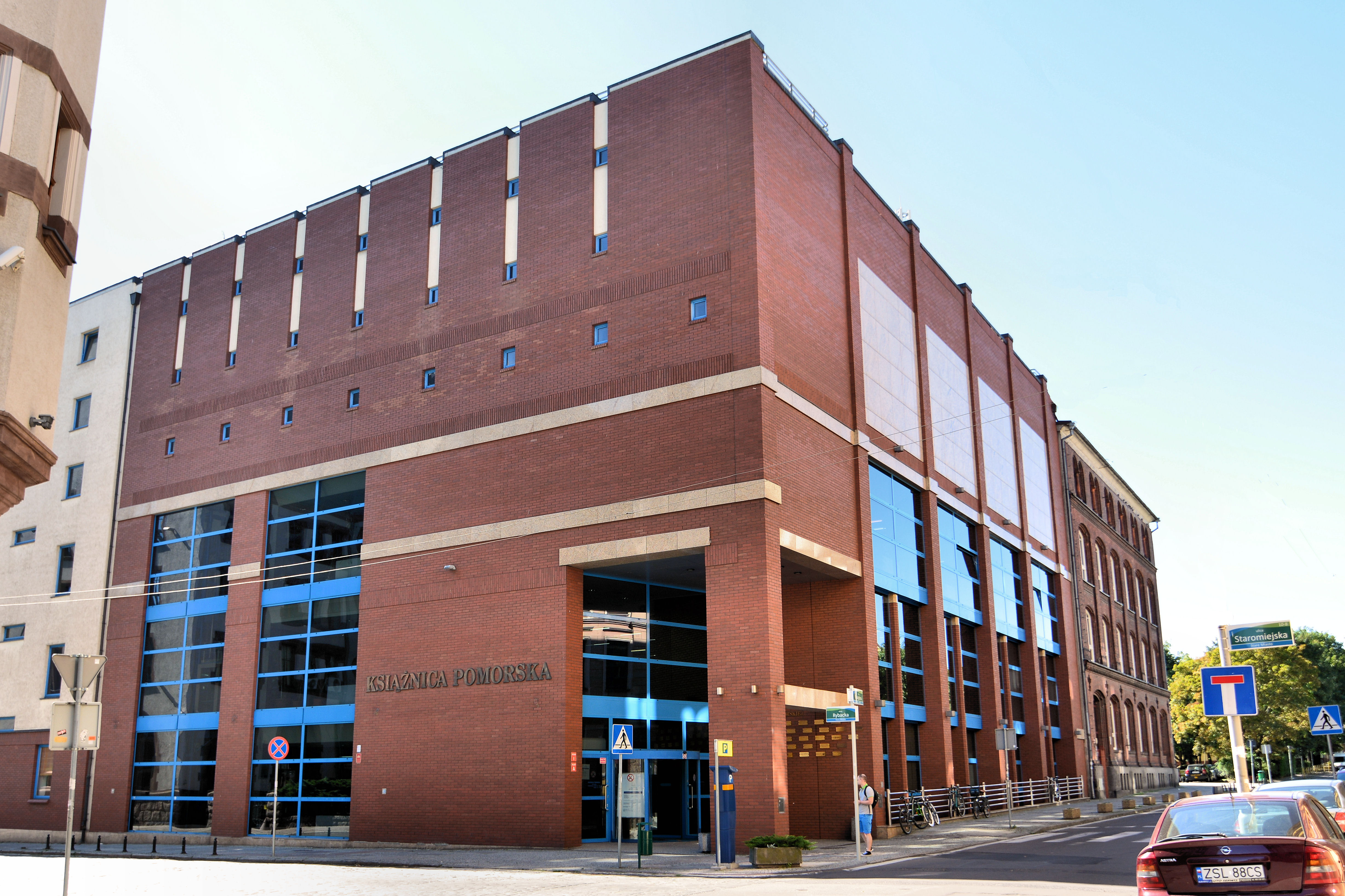
Książnica Pomorska w Szczecinie

Według danych z 2007 w mieście działało 37 placówek bibliotecznych, z których skorzystało 80 250 czytelników. Największą biblioteką jest Książnica Pomorska. Wielkość zbiorów KP wynosi ok. 1 500 000. Książnica organizuje wiele spotkań i wystaw poświęconych tematyce ogólnokulturowej oraz regionalnej. W 1995 powołano Miejską Bibliotekę Publiczną, która przejęła 51 filii od Książnicy Pomorskiej, ówczesnej biblioteki wojewódzkiej. Aktualnie istnieje 35 filii MBP rozlokowanych we wszystkich częściach miasta.
Przykłady bibliotek uczelnianych to posiadająca 10 filii Biblioteka Główna Uniwersytetu Szczecińskiego, Biblioteka Główna Zachodniopomorskiego Uniwersytetu Technologicznego, Biblioteka Główna Pomorskiego Uniwersytetu Medycznego oraz Biblioteka Główna Politechniki Morskiej.

### Muzea

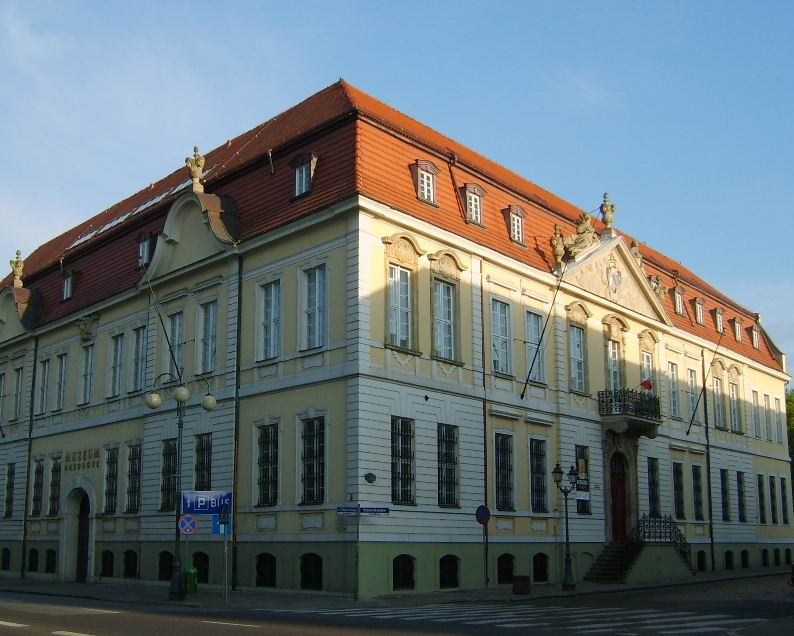
Muzeum Narodowe w Szczecinie – Muzeum Tradycji Regionalnych w Pałacu Sejmu Stanów Pomorskich, przy ul. Staromłyńskiej 27

Największym muzeum w mieście jest Muzeum Narodowe w Szczecinie. Jest to muzeum wielodziałowe, gromadzące zbiory archeologii, sztuki dawnej i współczesnej, historyczne, numizmatyczne, nautyczne, etnograficzne. Muzeum mieści się w sześciu siedzibach (jednym współczesnym i czterech historycznych budynkach w centrum miasta i jednej ekspozycji w Gryficach):
- Muzeum Narodowe w Szczecinie, ul. Wały Chrobrego 3.
- Muzeum Narodowe w Szczecinie – Muzeum Tradycji Regionalnych, ul. Staromłyńska 27 – Pałac Sejmu Stanów Pomorskich.
- Muzeum Narodowe w Szczecinie – Muzeum Sztuki Współczesnej, ul. Staromłyńska 1 – Pałac pod Głowami w Szczecinie,
- Muzeum Narodowe w Szczecinie – Muzeum Historii Szczecina, ul. Księcia Mściwoja II 8, Ratusz Staromiejski w Szczecinie,
- Muzeum Narodowe W Szczecinie – Centrum Dialogu Przełomy, pl. Solidarności 1.
- Muzeum Narodowe W Szczecinie – Wystawa Nadmorskiej Kolei Wąskotorowej, ul. Błonie 2, Gryfice.

Oprócz tego swoją działalność prowadzą:
- Muzeum Techniki i Komunikacji – Zajezdnia Sztuki Muzeum Techniki i Komunikacji w Szczecinie
- Muzeum Literatury w Książnicy Pomorskiej
- Muzeum Zamkowe w Zamku Książąt Pomorskich
- Muzeum Geologiczne Instytutu Nauk o Morzu Uniwersytetu Szczecińskiego[78]
- Muzeum Archidiecezjalne w Szczecinie, przy bazylice archikatedralnej św. Jakuba

### Teatry
Teatry działające w Szczecinie:
- Teatr Polski
- Teatr Współczesny
- Teatr Kana

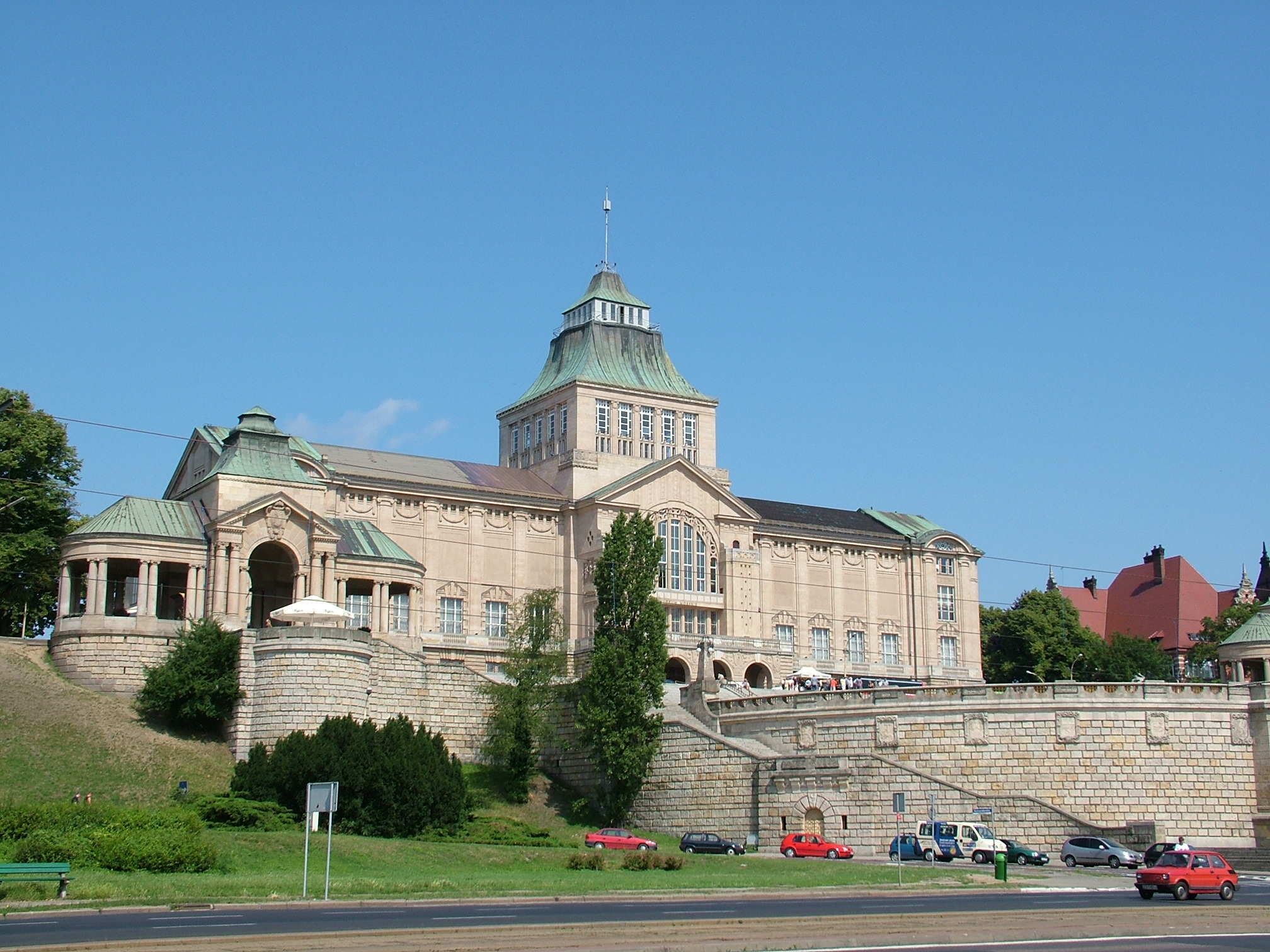
Muzeum Narodowe w Szczecinie, w jego salach mieści się gościnnie Teatr Współczesny

- Teatr Krypta (w Zamku Książąt Pomorskich)
- Teatr Lalek „Pleciuga”
- Teatr Nie Ma
- niewielkie teatry prywatne (m.in. Teatr Kameralny Szczecińskiego Towarzystwa Przyjaciół Sztuki[79], Teatr Broadway)

oraz:
- Filharmonia Szczecińska
- Opera na Zamku
- Willa Lentza

i amfiteatr im. Heleny Majdaniec w Parku Kasprowicza (Teatr Letni).

### Galerie Sztuki
- Galeria Wzorcowa – STiPS – Wielkopolska 27
- Galeria Zona – Akademia Sztuki pl. Orła Białego 2
- Galeria Prezydencka – Pl. Armii Krajowej 1
- Galeria Kapitańska – Calbud – ul. Kapitańska
- Galeria 111 – Pl. Żołnierza 11/1

### Kina
W Szczecinie działa 5 kin, które w 2007 odwiedziło 1,14 mln widzów. Mieści się tu jedno z najstarszych na świecie Kino Pionier 1907, działające nieprzerwanie w tym samym miejscu od 1907. Pozostałe 3 kina to: Centrum Filmowe Helios (4 sale), Multikino (9 sal), Kino Zamek. Jesienią 2012 do użytku zostało oddane Centrum Filmowe Helios (7 sal). Multikino planuje otworzyć swoje kolejne kino w Szczecinie, tym razem w CH Aleja Słońca.

### Imprezy cykliczne
W Szczecinie odbywa się Festiwal Artystów Ulicy oraz Dni Morza. W kwietniu odbywa się Rajd Magnolii, najbardziej prestiżowa impreza motoryzacyjna w woj. zachodniopomorskim, będąca III rundą Pucharu Polski Automobilklubów i Klubów.

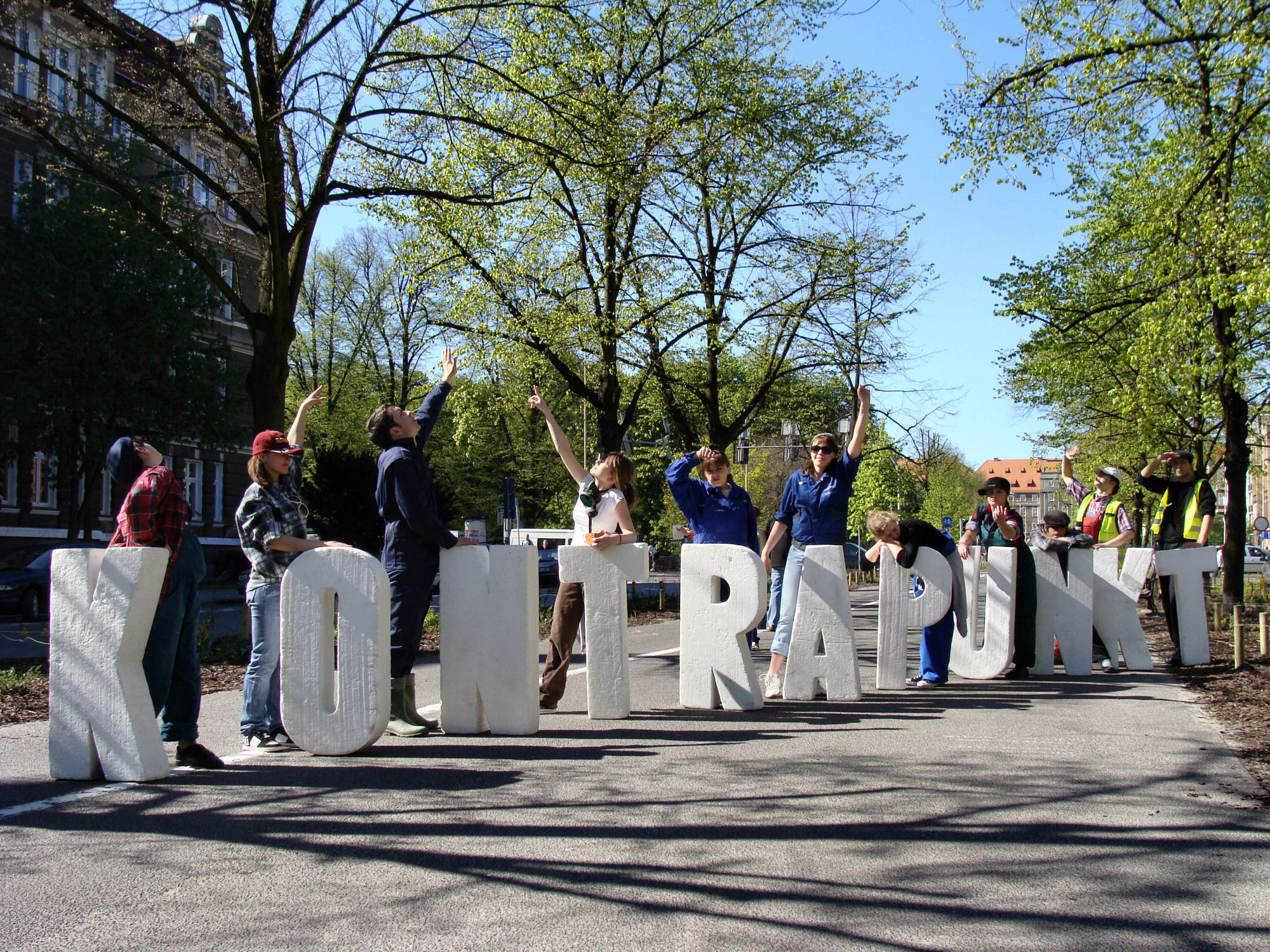
Przegląd Teatrów Małych Form „Kontrapunkt”

Lista imprez cyklicznych odbywających się w Szczecinie (według miesięcy):
- Tydzień Kresowy Kaziuki – początek marca
- Tydzień Mózgu w Szczecinie (Oddział Szczeciński Polskiego Towarzystwa Przyrodników im. Kopernika), marzec, od 2013[83][84]
- Week& Mody – marzec, od 2002 roku[85], z finałem konkursu dla projektantów mody Gryf Fashion Show Models
- Przegląd Teatrów Małych Form „Kontrapunkt” – ogólnopolski, kwiecień, od 1966[86]
- Rajd Magnolii – kwiecień, od 1980
- Piknik nad Odrą – początek maja, od 2005[87]
- Dni Kultury Ukraińskiej – maj, od 1996[88]
- Szkolna Giełda Turystyczna „Przygoda” – maj, od 1999[89]
- Musica Genera Festival – maj, od 2002[90]
- Dni Morza w Szczecinie – czerwiec[91]
- Emerica Wild In The Streets – Międzynarodowy Dzień Deskorolki – czerwiec[92]
- Międzynarodowy Festiwal Artystów Ulicy „Spoiwa Kultury” – lipiec, od 1999[93][94]
- Dni Odry – początek lipca
- Boogie Brain – International Music Festival Szczecin – lipiec, od 2008
- Jarmark Jakubowy – lipiec, od 2009
- Dąbskie Wieczory Filmowe – ostatni weekend lipca, przegląd filmowy na plaży nad jez. Dąbie, od 2007
- Międzynarodowy Festiwal Sztucznych Ogni Pyromagic, w sierpniu[95]
- Dni ulicy Zbożowej, w sierpniu, od 2015[96][97]
- Międzynarodowy Konkurs Baletowy „Złote Pointy” – w latach 1994–2007 Ogólnopolski Konkurs Baletowy „Najlepszy Absolwent Szkół Baletowych w Polsce”[98]
- Zachodniopomorski Festiwal Nauki – zainicjowany przez Szczecińskie Towarzystwo Naukowe w 2000, odbywa się we wrześniu
- Festiwal Młodych Talentów Gramy – wrzesień, od 2007
- Turniej tenisowy Pekao Open – wrzesień, od 1996[99]
- Szczecin European Film Festival – październik[100]
- Szczeciński Festiwal Tatuażu – listopad, od 1998[potrzebny przypis]
- Festiwal Teatrów Niezależnych Pro-Contra[101]
- Szczeciński Festiwal Muzyki Dawnej[102]
- Szczecin Music Fest – od 2004
- Konkurs Piosenki o Szczecinie organizowany co roku od 2008[103]
- Festiwal Polskiego Malarstwa Współczesnego w Szczecinie – zwykle co dwa lata[104]
- Iluminacje – od 2022
- Dni morza – od 1947

### Święta miejscowe

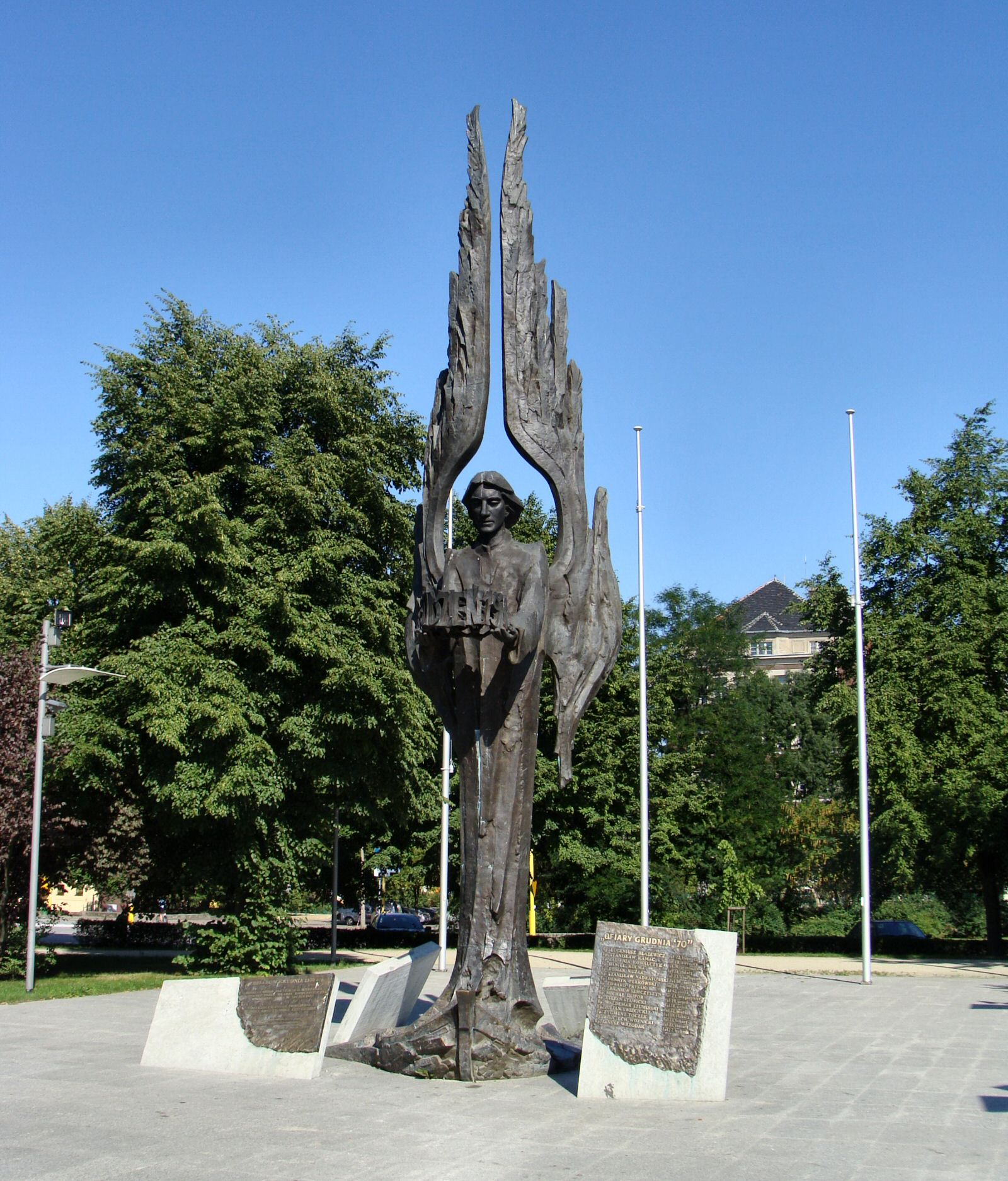
Pomnik Ofiar Grudnia 1970

W Szczecinie ustanowione są następuje święta o charakterze lokalnym:
- 26 kwietnia Rocznica wydarzeń 26 kwietnia 1945, w latach 2000–2015 Święto Zdobycia Szczecina, w latach 1945–1999 Dzień Wyzwolenia Szczecina
- 5 lipca Dzień Ustanowienia Administracji Polskiej w Szczecinie – od 1945
- 5 lipca Dzień Pionierów Miasta Szczecina – od 2013[107]
- 17 grudnia Rocznica Wydarzeń Grudnia 1970

### Hejnał Szczecina
Hejnał Miasta Szczecina był grany na trąbce przez trębacza codziennie o godz. 12.00 z Urzędu Miejskiego w Szczecinie, a także z Wieży hejnałowej na Zamku Książąt Pomorskich aż do 2023. Wersja codzienna była grana na jedną trąbkę, a w dni świąt państwowych i miejskich – w wersji uroczystej przez trzech trębaczy. Od czerwca 2023 odtwarzane jest jedynie nagranie hejnału.
Hejnał powstał w 1995, a jego autorem jest prof. Janusz Stalmierski. Hejnał został przyjęty w 1996 do statutu miasta.

### Media lokalne

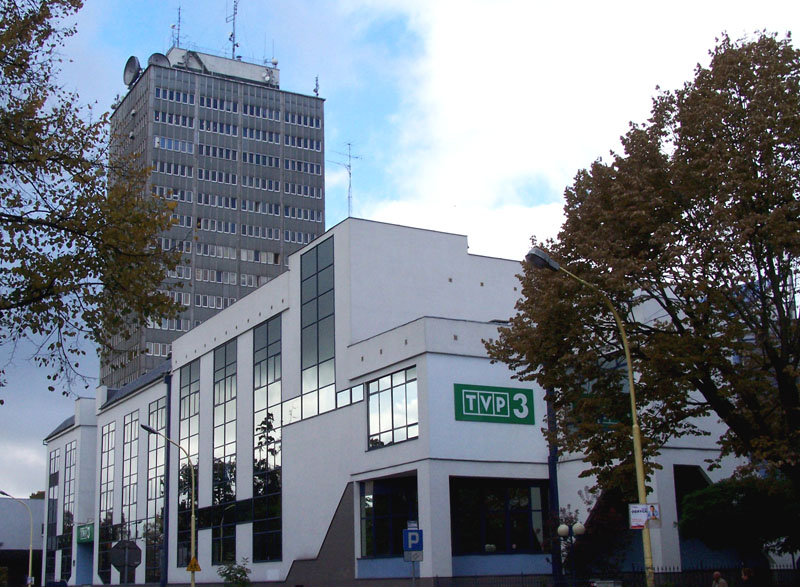
Regionalny ośrodek TVP

W Szczecinie działają dwie lokalne stacje telewizyjne (TVP3 Szczecin i PomeraniaTV) oraz lokalne stacje radiowe Polskie Radio Szczecin, Radio Plus Szczecin, Radio Szczecin Extra, Radio Eska Szczecin oraz Radio Złote Przeboje, Radio RMF Maxxx i Radio Wawa. Największymi lokalnymi gazetami są: Kurier Szczeciński i Głos Szczeciński, regionalne wydanie Gazety Wyborczej, bezpłatny tygodnik MM Moje Miasto. Od 2007 w Szczecinie jest wydawany również bezpłatny miesięcznik – Prestiż Magazyn Szczeciński – lifestylowe czasopismo opisujące ludzi, wydarzenia i miejsca związane z miastem.
Kiedyś w Szczecinie działały również stacje telewizyjne: TV Morze, TV Bryza, TV Gryf, TV7 oraz radiowe: Radio Vox FM, Radio Plama, Radio PSR, Radio ABC i Radio As. Na początku lat 90. wychodził Dziennik Szczeciński. Trzy razy w tygodniu ukazywała się gazeta Hallo Szczecin oraz bezpłatna Gazeta Szczecińska, później w języku niemieckim. Na Prawobrzeżu wydawana jest również bezpłatna gazetka, tj. Prawobrzeże. Dla członków Spółdzielni Mieszkaniowej „Dąb” wydawana jest gazeta „Panorama 7”, której cena jest wliczana w czynsz. W Szczecinie był wydawany dwumiesięcznik kulturalny „Pogranicza”.
Od września 2011 wydawany jest również magazyn „Szczecin in Progress” – bezpłatny miesięcznik, którego twórcy skupiają się na ukazaniu pozytywnych stron miasta, jego mieszkańców oraz osób działających na rzecz rozwoju Szczecina.

### Kuchnia tradycyjna
Najbardziej znanymi potrawami szczecińskiej kuchni są pasztecik szczeciński i paprykarz szczeciński.
Miasto jest także kojarzone z produktami ze śledzi; w książce kucharskiej Stettiner Kochbuch można znaleźć np. przepis na „szczecińskiego śledzia po pomorsku” (kawałki śledzia serwowane z ubitą kwaśną śmietaną oraz papryką, solą i pieprzem). Przekładało się to także na płaszczyznę gospodarczą – Szczecin był głównym niemieckim eksporterem tych ryb.
W latach 90. XX wieku, na fali popularności jedzenia typu fast food, w szczecińskich barach zaczęto serwować potrawę znaną jako Frytburger. Jest to kotlet mielony z frytkami podawany w picie lub bułce, najczęściej z dodatkiem sosów. Kanapka będąca połączeniem angielskiego chip butty i greckiego gyrosa cieszy się popularnością głównie w Szczecinie, w innych miastach Polski danie jest rzadko oferowane przez lokale gastronomiczne.

## Nauka i edukacja
Pomysł powołania w Szczecinie uniwersytetu pojawił się już w XVI wieku, jednak rozwój szkolnictwa wyższego rozpoczął się dopiero w 1946, kiedy powstała Szkoła Inżynierska w Szczecinie (przemianowana w 1955 na Politechnikę Szczecińską), a rok później – Państwowa Szkoła Morska (obecnie Politechnika Morska). W 1948 utworzono Akademię Lekarską (przemianowaną później na Pomorską Akademię Medyczną, obecnie Pomorski Uniwersytet Medyczny). W 1954 powołano Wyższą Szkołę Rolniczą w Szczecinie (przekształconą w 1972 w Akademię Rolniczą w Szczecinie). W 1973 powstała Wyższa Szkoła Pedagogiczna w Szczecinie, którą połączono w 1984 z Wydziałem Inżynieryjno-Ekonomicznym Transportu Politechniki Szczecińskiej, tworząc Uniwersytet Szczeciński. W 2009 Akademia Rolnicza w Szczecinie i Politechnika Szczecińska połączyły się w jedną uczelnię, tworząc Zachodniopomorski Uniwersytet Technologiczny w Szczecinie. W 2010 powstała Akademia Sztuki.
Obecnie w Szczecinie funkcjonuje pięć uczelni publicznych:
- Akademia Sztuki w Szczecinie
- Politechnika Morska w Szczecinie
- Pomorski Uniwersytet Medyczny w Szczecinie
- Uniwersytet Szczeciński
- Zachodniopomorski Uniwersytet Technologiczny w Szczecinie powołany 1.01.2009 z połączenia Politechniki Szczecińskiej i Akademii Rolniczej w Szczecinie

oraz pięć uczelni niepublicznych (wg wykazu ministerialnego
- Akademia Nauk Stosowanych Towarzystwa Wiedzy Powszechnej w Szczecinie
- Collegium Balticum – Akademia Nauk Stosowanych
- Wyższa Szkoła Administracji Publicznej w Szczecinie
- Wyższa Szkoła Integracji Europejskiej w Szczecinie
- Zachodniopomorska Szkoła Biznesu w Szczecinie – Akademia Nauk Stosowanych

W 2007 w szczecińskich 59 szkołach podstawowych uczyło się 20 739 dzieci, a w 51 gimnazjach 12 504 uczniów. W szkołach średnich uczyło się 13 467 osób. Miasto w 2007 miało 31 liceów ogólnokształcących, 22 technika dla młodzieży, 10 liceów profilowanych dla młodzieży, 14 zasadniczych szkół zawodowych dla młodzieży, 5 szkół policealnych, 11 szkół artystycznych. W mieście znajduje się jedno z dwóch w kraju Państwowych Ognisk Baletowych.

## Polityka i administracja

### Samorząd miasta

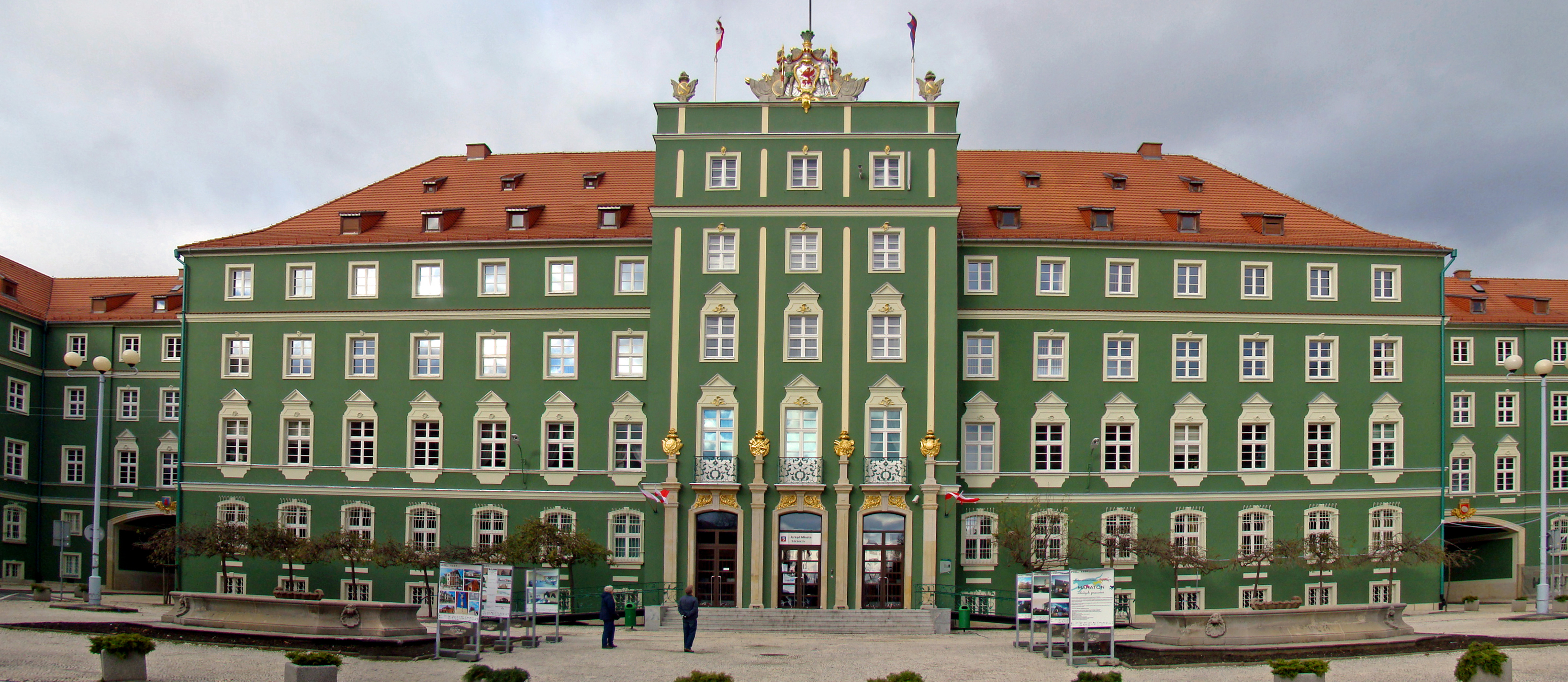
Południowo-zachodnia fasada budynku Urzędu Miasta Szczecin

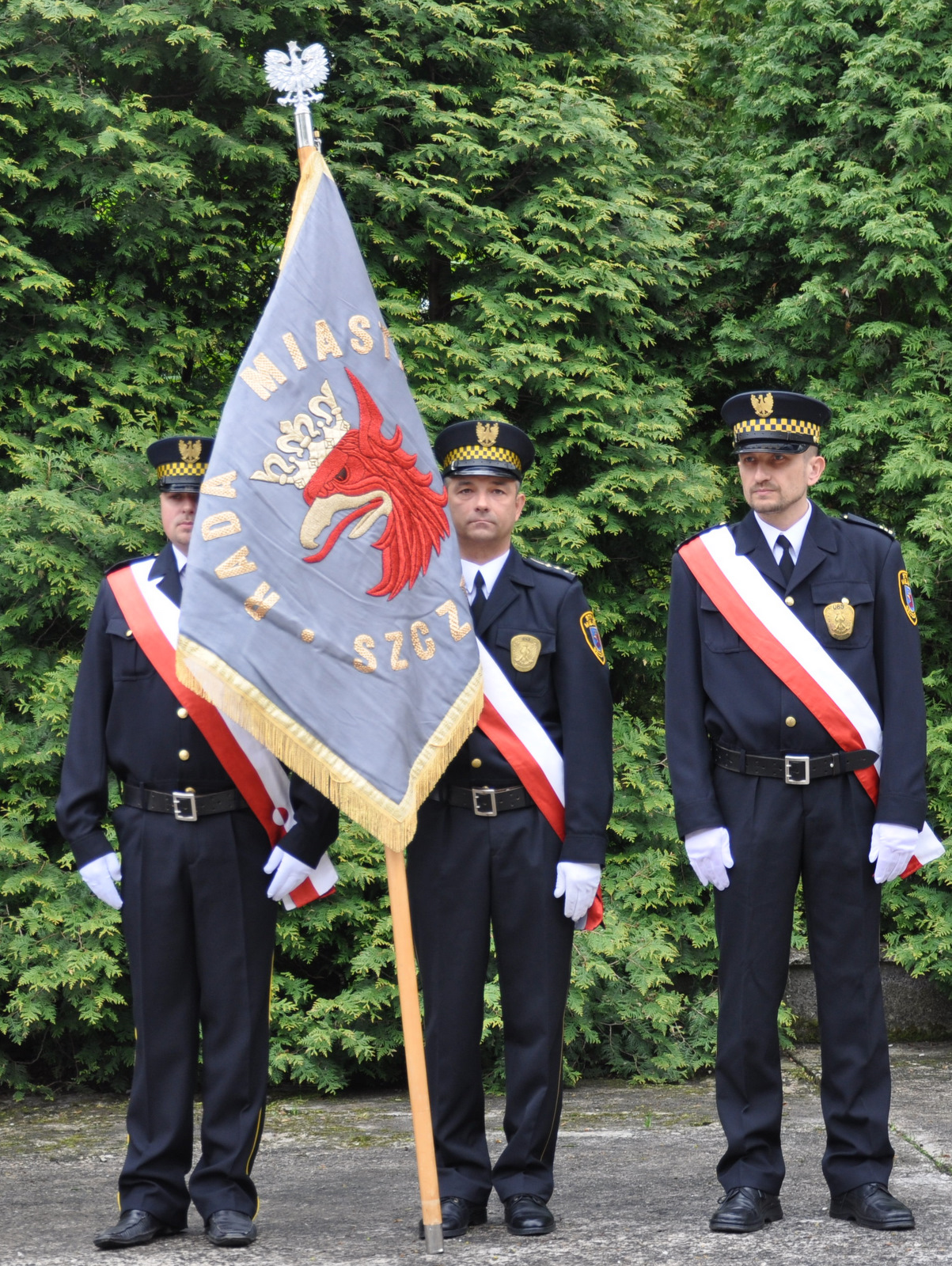
Strażnicy miejscy ze sztandarem Rady Miasta Szczecina

Szczecin jest miastem na prawach powiatu. Mieszkańcy wybierają do Rady Miasta Szczecin 31 radnych. Organem wykonawczym władz jest prezydent miasta, którym od 4 grudnia 2006 jest Piotr Krzystek. Urząd Miasta Szczecin ma siedzibę na placu Armii Krajowej.
W 2013 wydatki budżetu samorządu Szczecina wynosiły 1777 mln zł, a dochody budżetu 1775 mln zł. Zadłużenie (dług publiczny) samorządu według danych na IV kwartał 2013 wynosiło 940,8 mln zł, co stanowiło 53% dochodów.

#### Skład Rady Miasta w latach 1998–2002[117]
- Sojusz Lewicy Demokratycznej – 24 mandatów
- Akcja Wyborcza Solidarność – 21 mandatów
- Unia Wolności – 8 mandatów
- Niezależny Ruch Społeczny Mariana Jurczyka – 6 mandatów
- Osiedlowcy – 1 mandat

#### Skład Rady Miasta w latach 2002–2006[118]
- Sojusz Lewicy Demokratycznej-Unia Pracy – 14 mandatów
- KWW Teresy Lubińskiej – 5 mandatów
- Niezależny Komitet Mariana Jurczyka – 5 mandatów
- POPIS dla Szczecina – 5 mandatów
- Liga Polskich Rodzin – 1 mandat
- Razem Polsce – 1 mandat

#### Skład Rady Miasta w latach 2006–2010[119]
- Platforma Obywatelska – 15 mandatów
- Prawo i Sprawiedliwość – 10 mandatów
- Lewica i Demokraci – 6 mandatów

#### Skład Rady Miasta w latach 2010–2014[120]
- Platforma Obywatelska – 15 mandatów
- Prawo i Sprawiedliwość – 7 mandatów
- Sojusz Lewicy Demokratycznej – 6 mandatów
- Piotr Krzystek Szczecin dla Pokoleń – 2 mandaty
- KWW Małgorzaty Jacyny-Witt – 1 mandat

#### Skład Rady Miasta w latach 2014–2018[121]
- Platforma Obywatelska – 10 mandatów
- Prawo i Sprawiedliwość – 10 mandatów
- Bezpartyjni KWW Piotra Krzystka – 8 mandatów
- SLD Lewica Razem – 2 mandaty
- KWW Małgorzaty Jacyny-Witt – 1 mandat

Szczecin jest członkiem Unii Metropolii Polskich.

#### Skład Rady Miasta w latach 2018–2024[122]
- Koalicja Obywatelska – 13 mandatów
- Prawo i Sprawiedliwość – 10 mandatów
- KWW Piotra Krzystka Bezpartyjni – 8 mandatów

### Podział administracyjny

Podział administracyjny Szczecina

Podstawową jednostką pomocniczą miasta jest osiedle, choć mogą być tworzone inne jednostki jak dzielnice. Miasto jest podzielone na 37 osiedli administracyjnych. Ponadto Szczecin jest podzielony na 4 dzielnice: Północ, Prawobrzeże, Śródmieście, Zachód. Dzielnice nie spełniają funkcji samorządowych, lecz grupują osiedla i są wykorzystywane przez Urząd Miasta Szczecin na potrzeby organizacji pracy, gospodarki przestrzenią i zarządzania miastem.
Funkcję samorządową spełniają osiedla, posiadające organy uchwałodawcze i wykonawcze. Organem uchwałodawczym każdego jest rada osiedla, która wyłania organ wykonawczy – zarząd osiedla.
Taki podział administracyjny Szczecina funkcjonuje od 1990 roku, z niewielkimi zmianami granic osiedli i dzielnic oraz zmianami statutu osiedli.
Mieszkańcy Szczecina często błędnie utożsamiają osiedle mieszkaniowe z osiedlem administracyjnym, przez co spółdzielnię osiedlową z jednostką pomocniczą miasta. Często na terenie danej rady osiedla funkcjonują spółdzielcze administracje mieszkaniowe.

### Parlamentarzyści
Mieszkańcy Szczecina wybierają radnych do sejmiku województwa w okręgu I. Posłów na Sejm wybierają z okręgu wyborczego nr 41, senatora z okręgu nr 97 (razem z powiatem polickim), a posłów do Parlamentu Europejskiego z okręgu wyborczego nr 13.

### Sądownictwo

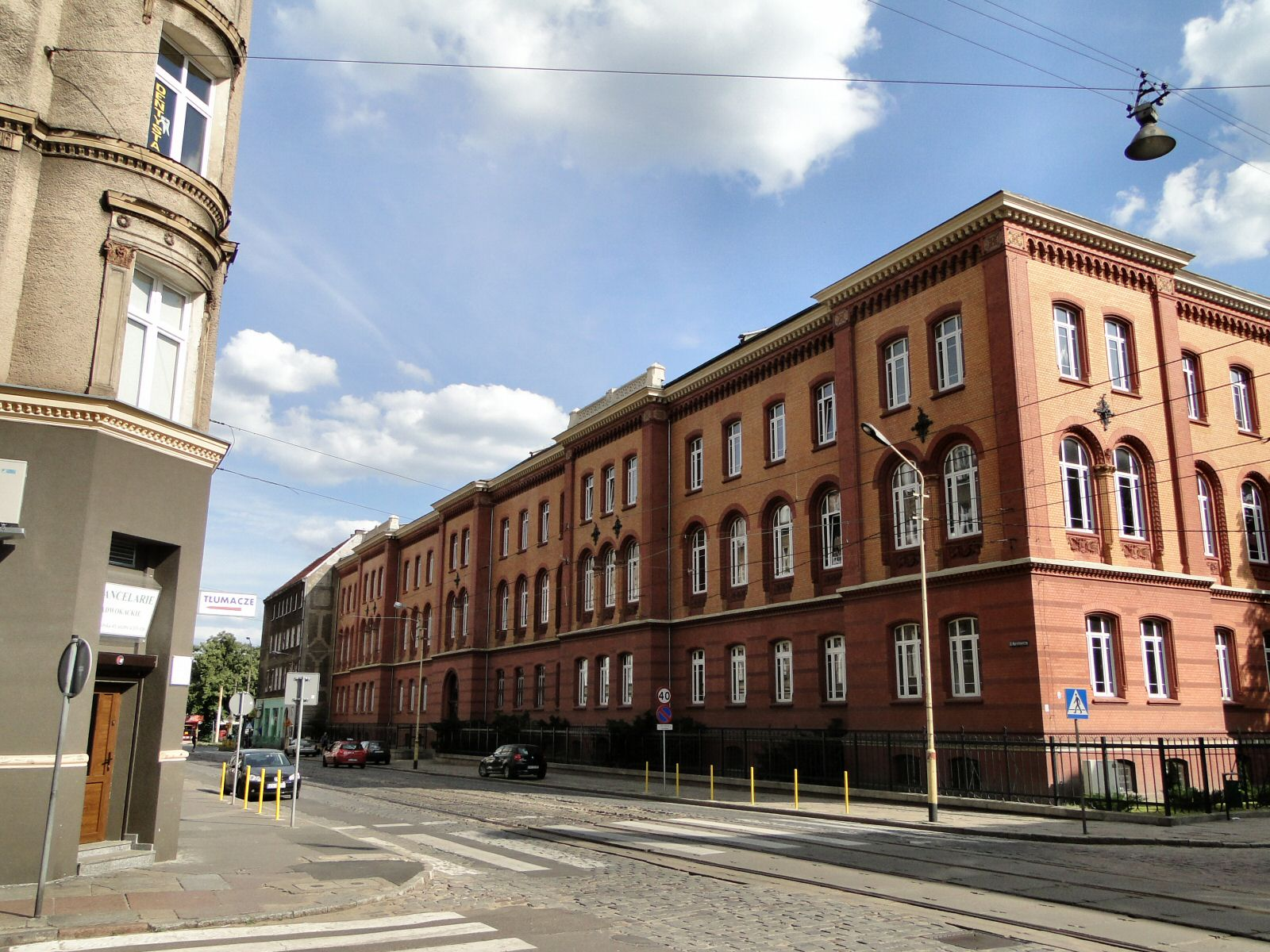
Sąd Rejonowy Szczecin-Centrum oraz Sąd Okręgowy w Szczecinie

Szczecin jest siedzibą sądu apelacyjnego, sądu okręgowego i wojewódzkiego sądu administracyjnego. Na terenie Szczecina znajdują się 2 sądy rejonowe, dzielące miasto na 2 obszary właściwości. Szczecin jest siedzibą prokuratury regionalnej i prokuratury okręgowej. Teren miasta jest podzielony pomiędzy 4 prokuratury rejonowe.

### Konsulaty
W Szczecinie znajduje się 16 konsulatów honorowych
Przed 1939 w niemieckim wówczas Szczecinie istniało 27 konsulatów, w tym w latach konsulat Polski (1925–1939). Po II wojnie światowej w Szczecinie istniały także konsulaty: Czechosłowacji (1948–1992), Finlandii (1949–1961), Francji (1946–1951), Kuby (1969–1991), NRD/RFN (1974–1990, 1991–2000), Norwegii (1991), ZSRR/Rosji (1948–1960, 1971–1991), Szwecji (1948–1993), Wielkiej Brytanii (1947–1951).

### Współpraca międzynarodowa
Miasta partnerskie Szczecina:
- Rostock od 1957
- Esbjerg od 1 września 1990
- Bremerhaven od 16 października 1990
- Kingston upon Hull od 20 września 1991
- Saint Louis od 1992
- Lubeka od 15 stycznia 1993
- Malmö od 8 marca 1994
- Dalian od 29 września 1995
- Friedrichshain-Kreuzberg (Berlin) od 14 czerwca 1996
- Kłajpeda od 20 marca 2002
- Greifswald od 20 sierpnia 2010
- Bari od 30 listopada 2010
- Jinan od 13 września 2010
- Dniepr od 27 listopada 2010

Szczecin jest również członkiem Nowej Hanzy i Unii Metropolii Polskich.

## Demografia
Struktura demograficzna mieszkańców Szczecina według danych z 31 grudnia 2007:
| Opis                                | Ogółem  | Ogółem | Kobiety | Kobiety | Mężczyźni | Mężczyźni |
| ----------------------------------- | ------- | ------ | ------- | ------- | --------- | --------- |
| Jednostka                           | osób    | %      | osób    | %       | osób      | %         |
| Populacja                           | 407 811 | 100    | 214 067 | 52,49   | 193 744   | 47,51     |
| Wiek przedprodukcyjny (0–17 lat)    | 65 485  | 16,06  | 31 787  | 7,79    | 33 698    | 8,26      |
| Wiek produkcyjny (18–65 lat)        | 271 250 | 66,51  | 133 812 | 32,81   | 137 438   | 33,7      |
| Wiek poprodukcyjny (powyżej 65 lat) | 71 076  | 17,43  | 48 468  | 11,88   | 22 608    | 5,54      |

Piramida wieku mieszkańców Szczecina w 2014 roku.

### Pochodzenie
Powojenna ludność Szczecina w przeważającej mierze była ludnością napływową. Przedwojenni niemieccy mieszkańcy miasta zostali po 1945 roku wysiedleni, a na ich miejsce napłynęli w zdecydowanej większości Polacy wysiedleni z ZSRR i mieszkańcy różnych stron Polski. Struktura ludnościowa Szczecina w 1950 roku pod względem pochodzenia terytorialnego przedstawiała się następująco:
| Pochodzenie                             | Liczba mieszkańców | Procentowo |
| --------------------------------------- | ------------------ | ---------- |
| Obszary w granicach ZSRR                | 38 493             | 21,52%     |
| Woj. warszawskie z Warszawą             | 29 345             | 16,40%     |
| Woj. poznańskie                         | 24 303             | 13,58%     |
| Woj. bydgoskie                          | 19 241             | 10,75%     |
| Woj. lubelskie                          | 10 484             | 5,86%      |
| Woj. łódzkie z Łodzią                   | 10 473             | 5,85%      |
| Woj. kieleckie                          | 7 145              | 3,99%      |
| Woj. rzeszowskie                        | 5 706              | 3,19%      |
| Woj. krakowskie                         | 5 402              | 3,02%      |
| Woj. białostockie                       | 5 366              | 3,00%      |
| Woj. gdańskie                           | 4 614              | 2,58%      |
| Zagranica oprócz ZSRR                   | 4 531              | 2,53%      |
| Woj. katowickie                         | 4 104              | 2,29%      |
| Pozostali (w tym z woj. szczecińskiego) | 4 587              | 2,56%      |
| Ludność napływowa ogółem                | 173 794            | 97,14%     |
| Autochtoni                              | 5 113              | 2,86%      |
| Ogółem                                  | 178 907            | 100%       |

### Język
Do 1945 mieszkańcy Szczecina mówili gwarą środkowopomorską języka dolnoniemieckiego. W pierwszych latach po II wojnie światowej Szczecin został zasiedlony głównie przez ludność pochodzącą z dawnych Kresów Wschodnich, Polski wschodniej i centralnej. Ludność ta w początkowym okresie posługiwała się językiem polskim, który cechował się dużą liczbą wyrażeń gwarowych i naleciałości charakterystycznych dla obszarów rodzinnych osadników. W okresie ostatniego półwiecza (w wyniku zadziałania tzw. „tygla językowego”) na tym terenie dokonało się ogromne ujednolicenie języka. Według badań dokonanych w latach 90. XX wieku obecni mieszkańcy Szczecina (obok mieszkańców Wrocławia) posługują się polszczyzną najbardziej zbliżoną do języka literackiego spośród wszystkich mieszkańców Polski. W Szczecinie nie wykształciła się typowa gwara miejska na podobieństwo, na przykład, gwary poznańskiej. Język potoczny mieszkańców miasta cechuje jednak nieznaczna liczba słów odbiegających od standardów polszczyzny potocznej z reszty kraju, w latach 90. XX wieku używane były słowa: many (mężczyzna), szmula (dziewczyna), cynki (eleganckie buty, lakierki).

### Struktura etniczna
W 2011 najliczniejszą spośród uznanych mniejszości narodowych w Szczecinie byli Niemcy (988 osób; 0,2% ogółu), a następnie Ukraińcy (428; 0,1%). Powyżej 100 przedstawicieli miały także mniejszości: białoruska, romska, rosyjska i żydowska.
Według raportu sporządzonego dla Unii Metropolii Polskich, w Szczecinie w kwietniu 2022 przebywało 84 489 Ukraińców. Wzrost liczebności imigrantów z Ukrainy związany jest z inwazją rosyjską na ten kraj.

## Bezpieczeństwo publiczne
W Szczecinie znajduje się centrum powiadamiania ratunkowego, które obsługuje zgłoszenia alarmowe kierowane do numerów alarmowych 112, 997, 998 i 999.

### Policja

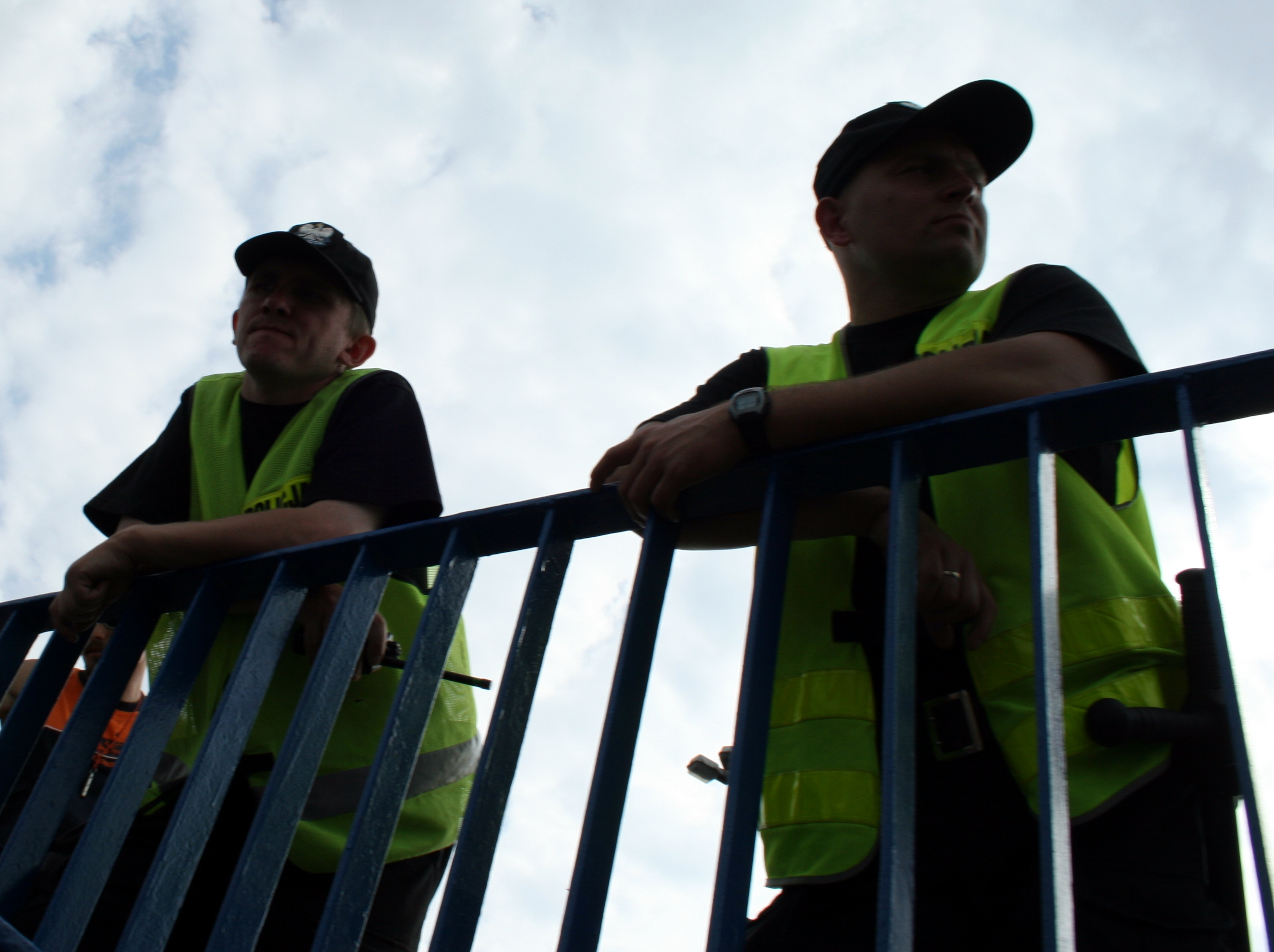
Funkcjonariusze pilnujący porządku na Trasie Zamkowej podczas Operacji Żagiel 2007

Główną instytucją bezpieczeństwa i porządku publicznego w Szczecinie jest Komenda Miejska Policji. Składa się ona z wydziałów: ruchu drogowego, kryminalnego, przestępstw gospodarczych, techniki kryminalistyki, prewencji (obejmuje dzielnicowych, wspólne działanie z samorządami lokalnym i profilaktykę) oraz innych wydziałów związanych z logistyką. Teren miasta Szczecin jest podzielony na pięć obszarów (Śródmieście, Niebuszewo, Pogodno, nad Odrą, Dąbie), przyporządkowanych pięciu komisariatom. Każdy obszar działania komisariatu dzieli się na sektory, a te z kolei na rejony, do których przyporządkowany jest dzielnicowy. Każdy dzielnicowy pełni dyżur w punkcie przyjęć kilka razy w miesiącu. W Szczecinie znajduje się 20 wydziałów komendy wojewódzkiej Policji, oddział prewencji, laboratorium kryminalistyczne, a także sztab zachodniopomorskiej policji.
W 2009 wskaźnik wykrywalności sprawców przestępstw stwierdzonych w Szczecinie wynosił 55,1% i był najniższy w województwie zachodniopomorskim. W 2009 stwierdzono w Szczecinie m.in. 3653 kradzieży z włamaniem, 299 kradzieży samochodów, 718 przestępstw narkotykowych i 15 zabójstw.

### Straż Graniczna
Miasto jest położone w strefie nadgranicznej i zasięgiem służbowym obejmuje je placówka Straży Granicznej w Szczecinie z Morskiego Oddziału SG. Mieści się tu także centralne archiwum tej formacji.

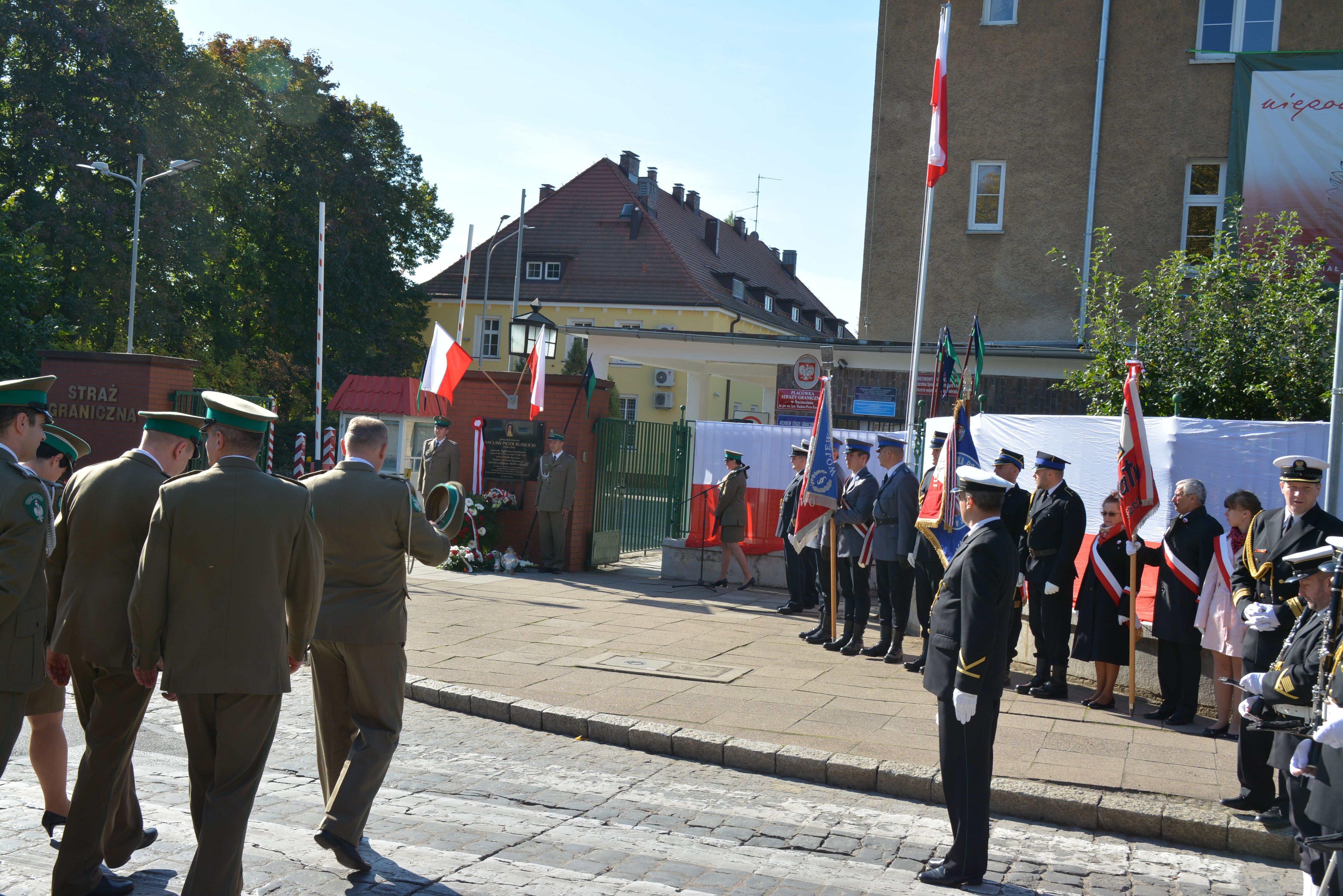
Placówka SG w Szczecinie

### Państwowa Straż Pożarna
Miasto podzielone jest na obszary działania pięciu jednostek ratowniczo-gaśniczych, wchodzących w skład Komendy Miejskiej Państwowej Straży Pożarnej w Szczecinie. W 2006 na terenie miasta komenda odnotowała 4055 zdarzeń, z czego 2347 dotyczyło pożarów. Szczecin jest także siedzibą Komendy Wojewódzkiej PSP.

### Straż miejska
Szczecin posiada straż miejską, która jest zorganizowana w 4 oddziałach: Północ, Prawobrzeże, Śródmieście, Zachód. Jej podstawowym zadaniem jest ochrona spokoju i porządku w miejscach publicznych. Od 2006 r. jej nowym obowiązkiem w ramach akcji „Czysty Szczecin” jest zbieranie informacji, także drogą elektroniczną, o szczególnie zaniedbanych miejscach w mieście.

### Wojsko
Garnizon Szczecin był miejscem, gdzie stacjonowały kolejno jednostki szwedzkie, pruskie, francuskie, Księstwa Warszawskiego, niemieckie, radzieckie i polskie.
Obecnie w mieście kwaterę główną ma Wielonarodowy Korpus Północno-Wschodni, dowództwo 12 Dywizji Zmechanizowanej, 12 Brygady Zmechanizowanej i 14 Brygady WOT. Stacjonuje tu 5 pułk inżynieryjny oraz 12 batalion dowodzenia. Znajduje się tu także szereg instytucji garnizonowych administracji wojskowej.

### Szpitale publiczne
- Samodzielny Publiczny Wojewódzki Szpital Zespolony w Szczecinie[b]
- Samodzielny Publiczny Szpital Kliniczny nr 1 im. prof. Tadeusza Sokołowskiego w Szczecinie wraz z lądowiskiem
- Samodzielny Publiczny Szpital Kliniczny nr 2 w Szczecinie
- Zachodniopomorskie Centrum Onkologii w Szczecinie – Golęcinie
- Szpital Specjalistyczny „Zdroje”
- 109 Szpital Wojskowy z Przychodnią w Szczecinie
- Szpital MSWiA w Szczecinie

### Pogotowie ratunkowe

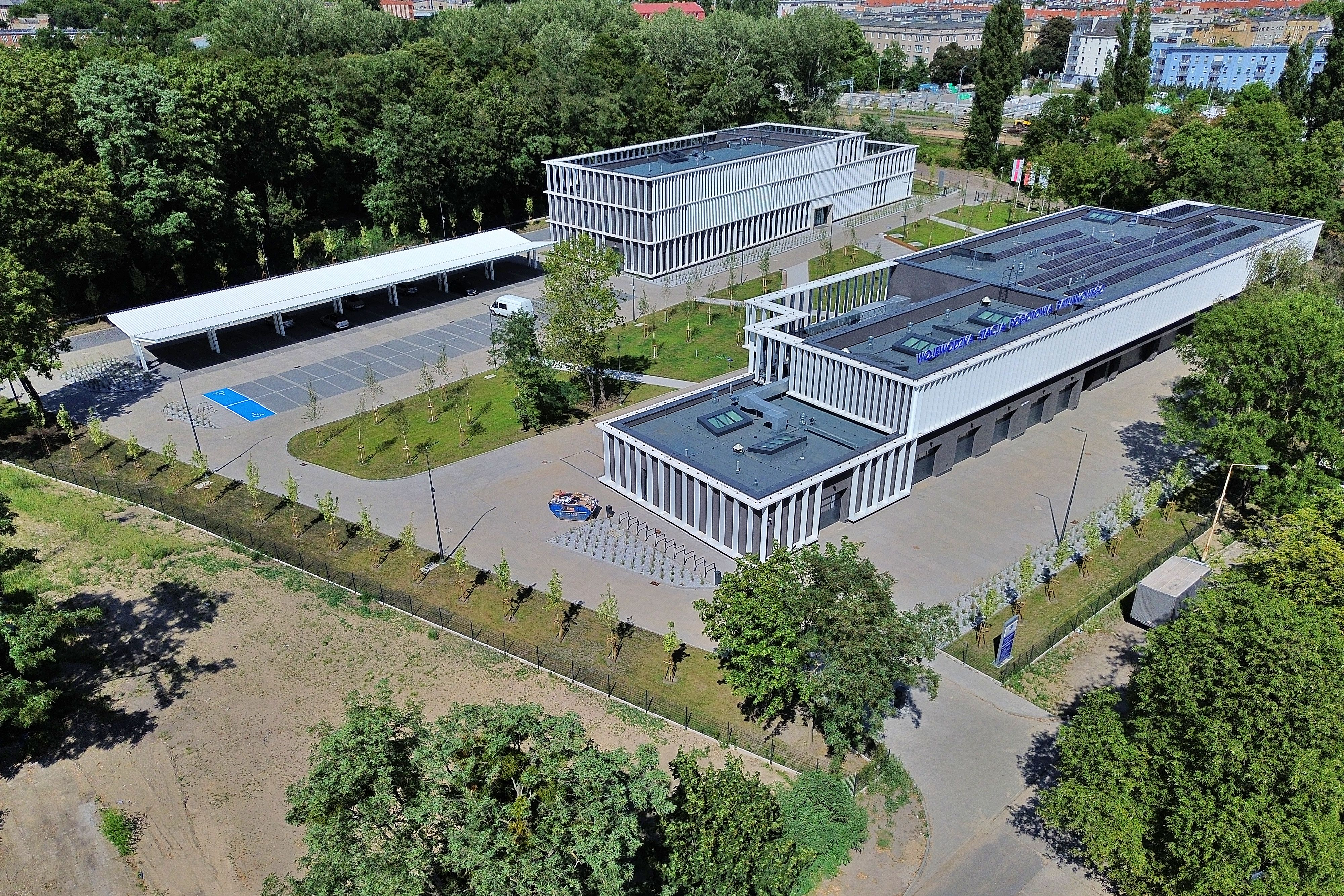
Nowa siedziba pogotowia ratunkowego w Szczecinie przy ul. Twardowskiego (uruchomiona w 2023 r.)

Ratownictwo medyczne w Szczecinie zapewnia Wojewódzka Stacja Pogotowia Ratunkowego. W jej ramach działa 11 zespołów ratownictwa medycznego (4 zespoły specjalistyczne S oraz 7 zespołów podstawowych P) z dwóch placówek (ul. Twardowskiego i Gryfińska). Zespoły swoim działaniem obejmują oprócz Szczecina także sąsiednie gminy Kołbaskowo, Dobra Szczecińska oraz część gminy Goleniów. W mieście znajdują się 3 szpitalne oddziały ratunkowe, do których trafiają osoby w stanie nagłego zagrożenia, dodatkowo istnieje także 1 szpitalny oddział ratunkowy dla dzieci.
Lotnicze Pogotowie Ratunkowe korzysta z czterech lądowisk przyszpitalnych: przy ul. Unii Lubelskiej, w Zdrojach i Zdunowie oraz SOR Arkońska przy Wojewódzkim Szpitalu Zespolonym.

## Religia

### Kościół katolicki

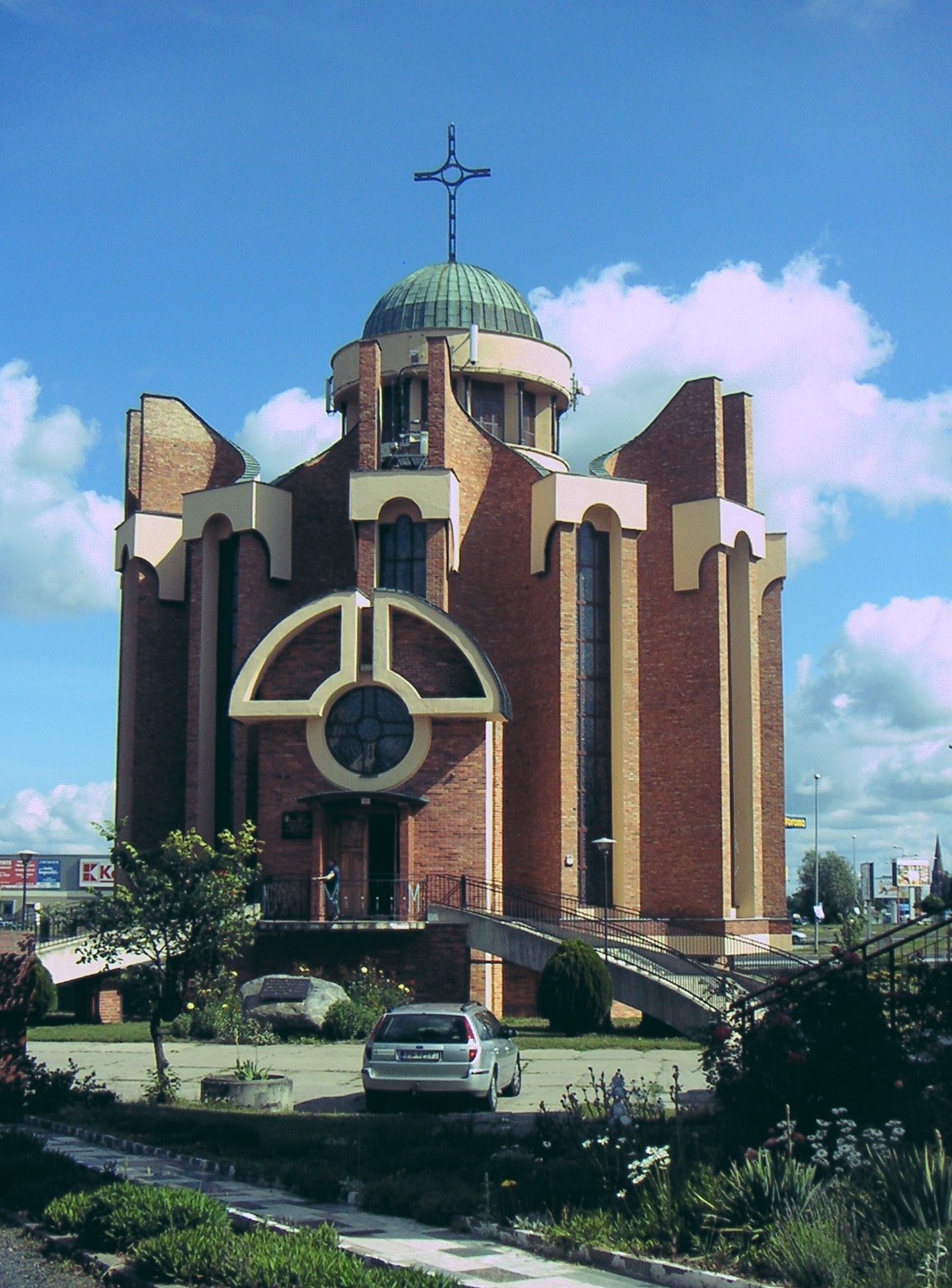
Sanktuarium Matki Bożej Fatimskiej

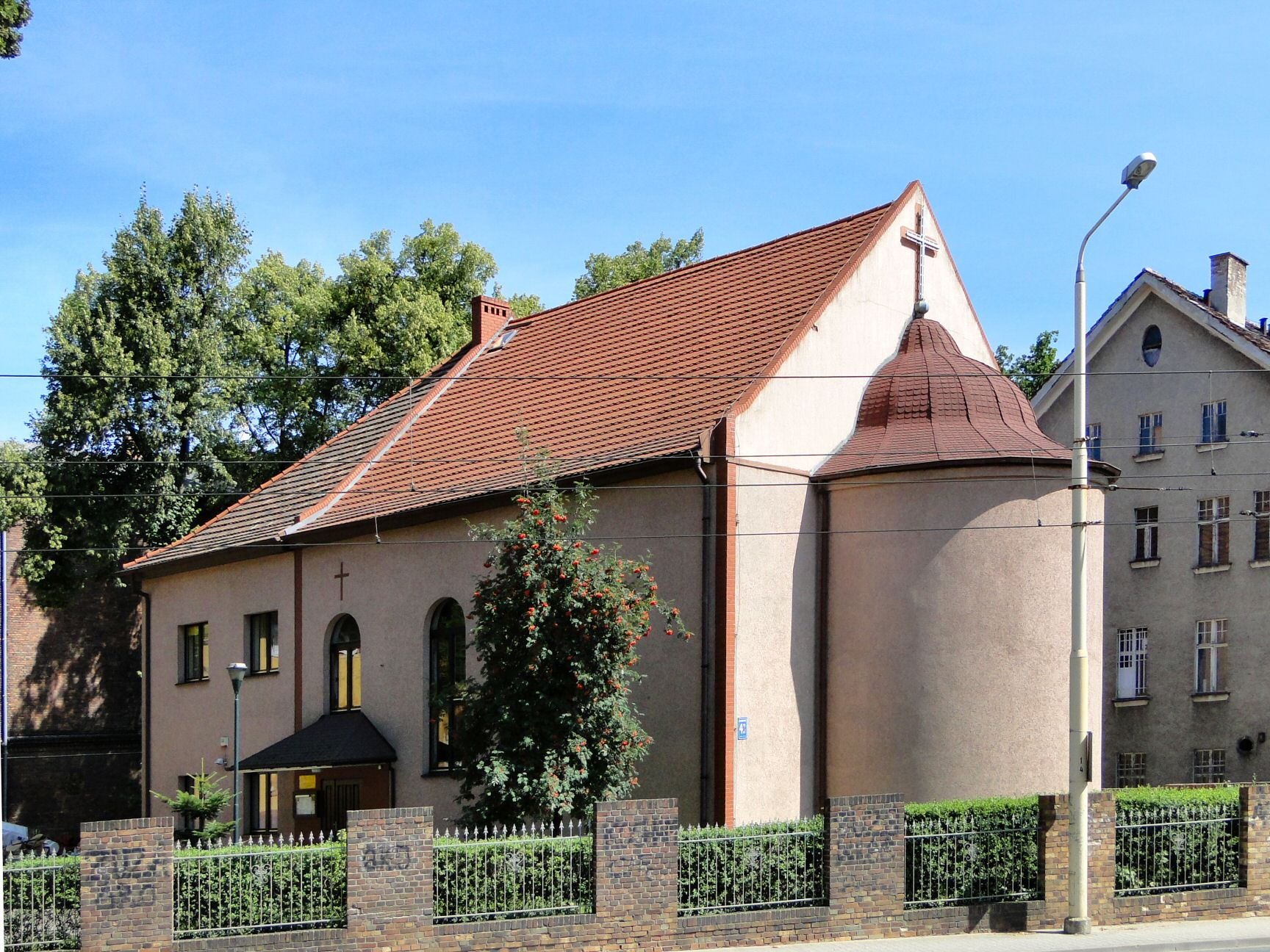
Cerkiew greckokatolicka Opieki Matki Bożej

Miasto jest siedzibą archidiecezji szczecińsko-kamieńskiej Kościoła rzymskokatolickiego. Szczecin posiada 46 parafii, które są podzielone pomiędzy 7 dekanatów (Szczecin-Dąbie, Szczecin-Niebuszewo, Szczecin-Pogodno, Szczecin-Pomorzany, Szczecin-Słoneczne, Szczecin-Śródmieście i Szczecin-Żelechowo).
Głównym szczecińskim kościołem rzymskokatolickim jest bazylika archikatedralna św. Jakuba. W 1988 na os. Słonecznym powstało Sanktuarium Matki Bożej Fatimskiej, której figurę koronował na Jasnych Błoniach Jan Paweł II podczas III podróży apostolskiej do Polski. 24 marca 1981 zostało tu erygowane Arcybiskupie Wyższe Seminarium Duchowne, a cała archidiecezja jest zaangażowana w rozwój i funkcjonowanie Wydziału Teologicznego Uniwersytetu Szczecińskiego. W 1995 przy ul. św. Jana Bosko została utworzona Salezjańska Szkoła Organowa im. Kardynała Augusta Hlonda.
W Szczecinie i diecezji szczecińsko-kamieńskiej od dłuższego czasu odsetek praktykujących wiernych jest najniższy w Polsce.
Na terenie miasta działalność prowadzi parafia greckokatolicka pw. Opieki Matki Bożej posiadająca cerkiew pod tym samym wezwaniem.
Znajduje się tutaj ponadto kaplica św. Wojciecha Bractwa Kapłańskiego Świętego Piusa X.

### Starokatolicyzm
W Szczecinie mieści się parafia Świętych Apostołów Piotra i Pawła z kościołem, wchodząca w skład Kościoła Polskokatolickiego w RP. Ponadto Polski Narodowy Katolicki Kościół w RP utrzymuje parafię św. Jana Chrzciciela, a Katolicki Kościół Narodowy w Polsce – parafię Zesłania Ducha Świętego.

### Niezależny katolicyzm
Na terenie miasta funkcjonuje wspólnota reprezentująca nurt niezależnego katolicyzmu, należąca do Narodowego Apostolskiego Kościoła Katolickiego w Stanach Zjednoczonych, który pozostaje związany z Brazylijskim Katolicki Kościołem Apostolskim. Dysponuje ona własną kaplicą Współodkupicielki Świata.

### Prawosławie

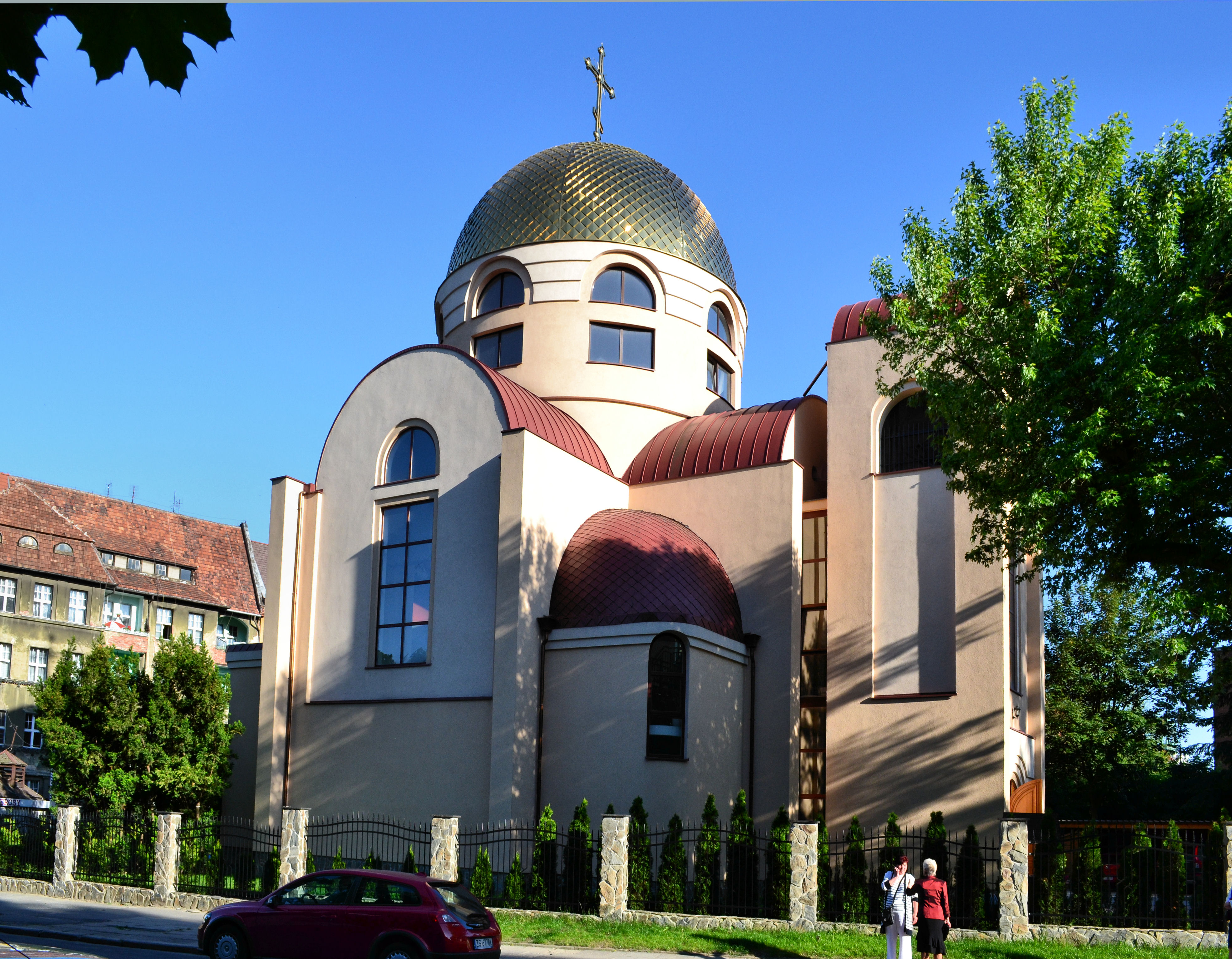
Prawosławna cerkiew konkatedralna św. Mikołaja

W mieście znajduje się cerkiew prawosławna pod wezwaniem św. Mikołaja (konkatedralna i jednocześnie parafialna).

### Protestantyzm

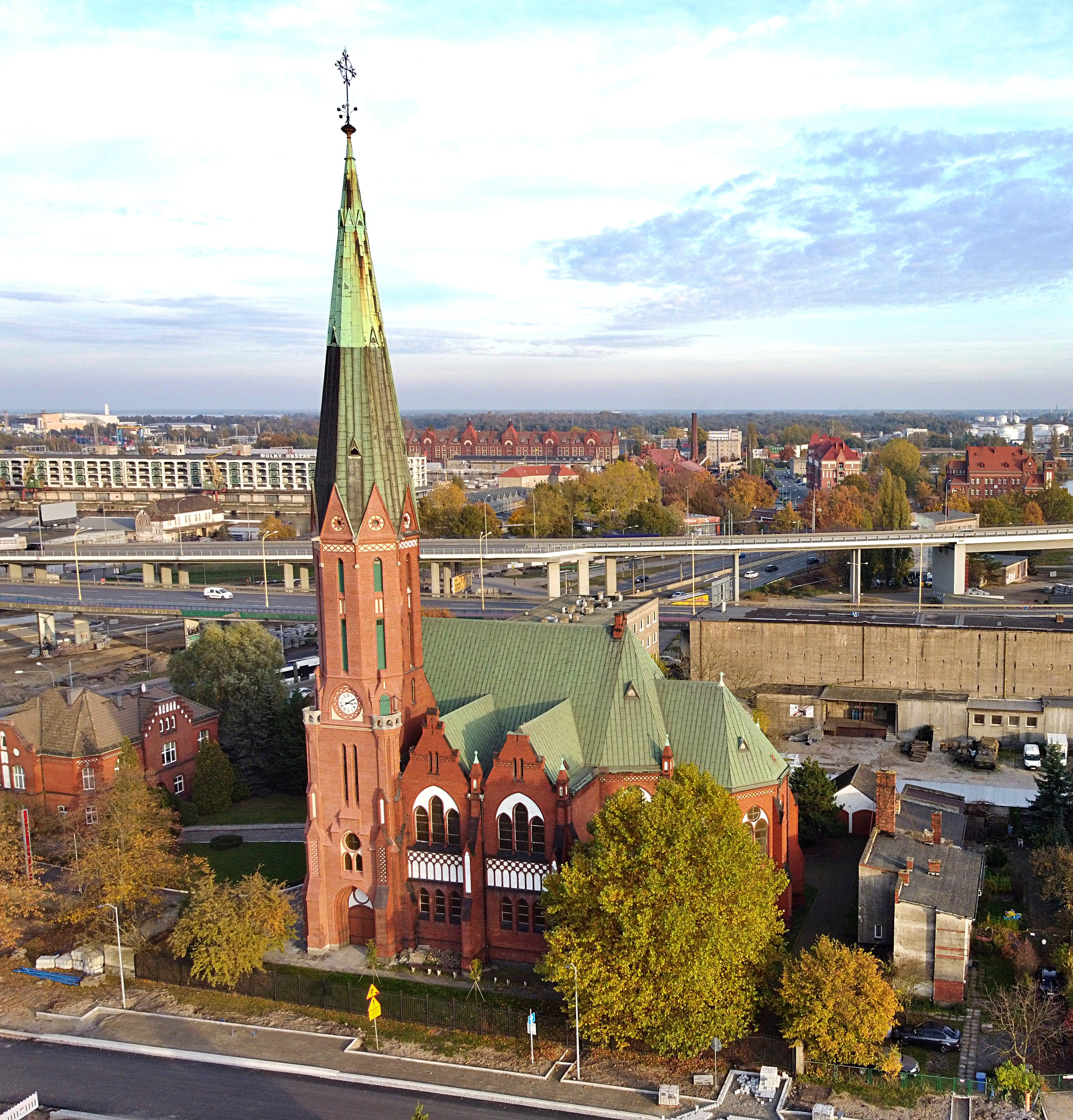
Kościół ewangelicko-augsburski Świętej Trójcy

W Szczecinie działa zbór Kościoła Adwentystów Dnia Siódmego, zbór Kościoła Chrześcijan Dnia Sobotniego oraz punt misyjny Mesjańskich Zborów Bożych.
W mieście siedzibę mają dwa zbory Kościoła Chrześcijan Baptystów – I Zbór oraz Zbór „Inkubator”.
Kościół Ewangelicko-Augsburski w RP posiada tu parafię z kościołem Świętej Trójcy na Łasztowni. Funkcjonuje też parafia ewangelicko-metodystyczna.
Kościół Zielonoświątkowy w RP posiada na terenie miasta dwa zbory – zbór „Betania” przy ul. Wawrzyniaka oraz zbór „Betezda”. Do Kościoła Bożego w Chrystusie należy zbór „Żywe Słowo” i placówka Centrum Misyjne „Rama”, która podległa jest Centrum Chrześcijańskiemu „Rebeka” w Hrubieszowie. Ponadto w mieście funkcjonują dwa zbory Kościoła Chrześcijan Wiary Ewangelicznej (Centrum Chrześcijańskie „Tchnienie Życia” oraz Zbór „Immanuel”). Swój zbór posiada tu Kościół „Chrystus dla wszystkich”, działa też Wspólnota Chrześcijańska „Twierdza Słowa”, należąca do Kościoła Chrześcijan Pełnej Ewangelii „Obóz Boży”.
W Szczecinie istnieją dwa zbory Kościoła Ewangelicznych Chrześcijan – zbór „Betel” i zbór „Społeczność Chrześcijańska Pogodno”, a także Zbór Chrześcijański w Szczecinie, będący bezdenominacyjną wspólnotą ewangeliczną.

### Irwingianizm
Kościół Nowoapostolski posiada w mieście zbór z siedzibą przy ul. Pocztowej.

### Restoracjonizm
W Szczecinie działalność kaznodziejską prowadzą 22 zbory Świadków Jehowy (w tym zbór języka migowego, języka angielskiego, języka rosyjskiego i języka ukraińskiego). Zgromadzają się one w 4 Salach Królestwa na terenie miasta oraz w Policach. Świadkowie Jehowy swoją działalność w mieście podjęli ok. 1906 roku, organizując serie wykładów. W 1914 roku grupa wyznawców wynosiła ok. 30 osób. W 1915 i 1916 roku zorganizowano kongres. Działało tu wówczas 75 wyznawców, w 1919 roku – 105 w mieście i 21 w nowo powstałym zborze w Altdamm – łącznie 126 osób. W roku 1925 w sumie 267. Rok później zanotowano ich 331, a w 1927 – 368 (w tym 66 w Altdamm).
W mieście znajduje się również zbór Świeckiego Ruchu Misyjnego „Epifania”.
Funkcjonuje tu też Kościół Jezusa Chrystusa Świętych w Dniach Ostatnich (Gmina Szczecin).

### Judaizm
W 1835 Szczecinie wybudowano pierwszą synagogę. W 1873 rozebrano ją i zbudowano nową synagogę, którą podczas kryształowej nocy w 1938 spaliły bojówki hitlerowskie. Współcześnie gmina żydowska prowadzi nabożeństwa w synagodze przy ulicy Juliana Ursyna Niemcewicza.

### Buddyzm
W Szczecinie działalność prowadzą następujące grupy buddyjskie: ośrodek buddyzmu Diamentowej Drogi, ośrodek lokalny Ligmincha Polska, ośrodek Shambhala Szczecin oraz Misja Buddyjska „Trzy Schronienia”, mająca swą świątynię Sanboin.

## Cmentarze
Czynne:

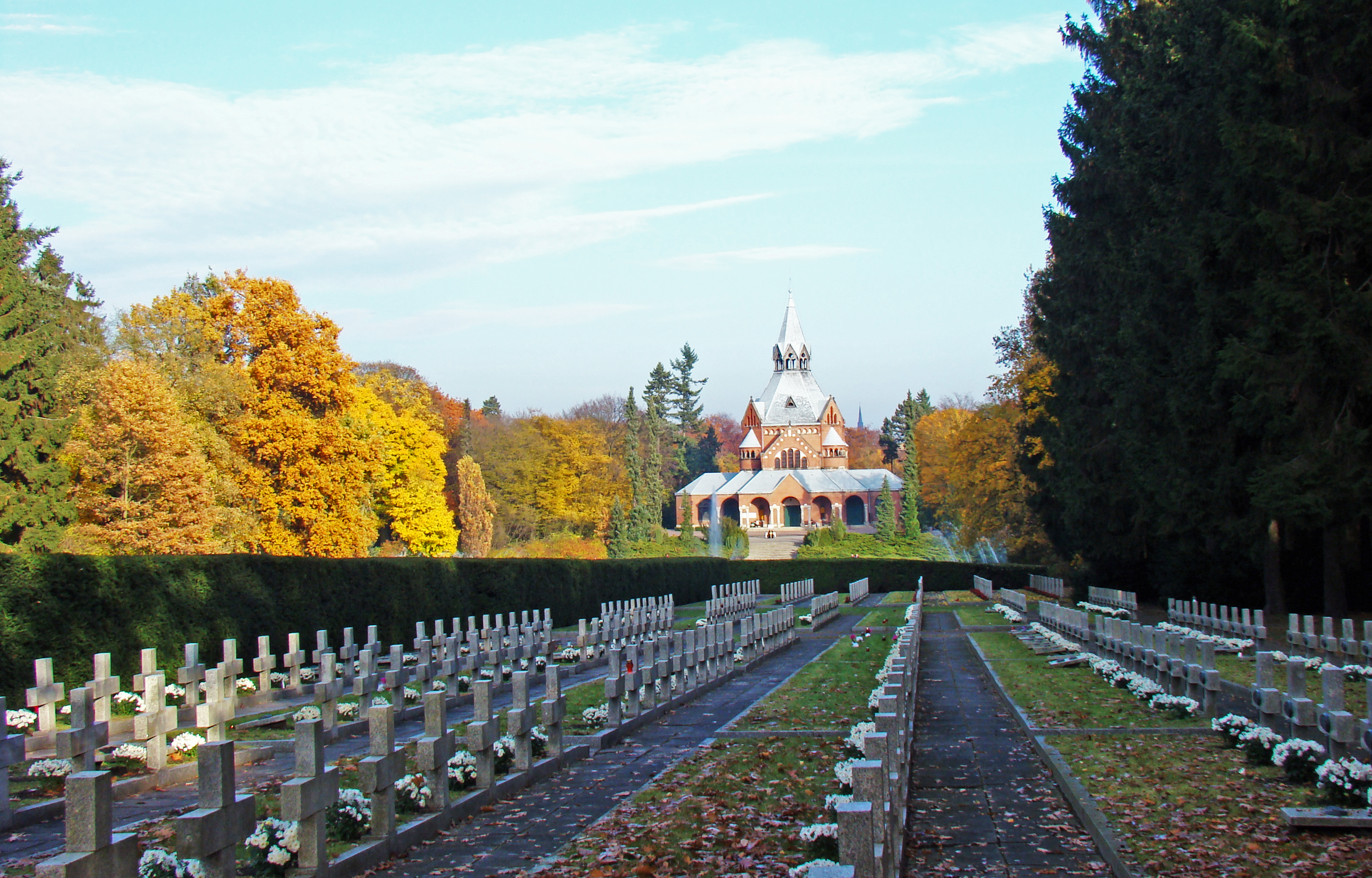
Cmentarz Centralny

- Cmentarz Centralny (największy cmentarz w Polsce oraz trzeci co do wielkości w Europie)
- Cmentarz w Dąbiu
- Cmentarz w Zdrojach
- Cmentarz w Płoni
- Cmentarz w Wielgowie
- Cmentarz Zachodni

Nieczynne:
- Cmentarz komunalny przy ul. Chopina w Szczecinie
- Cmentarz komunalny przy ul. Potulickiej w Szczecinie
- Cmentarz wojskowy przy ulicy św. Wojciecha w Szczecinie
- Cmentarz Turzyński
- Cmentarz jeńców francuskich w Szczecinie
- Cmentarze żydowskie w Szczecinie
- Cmentarz Golęciński w Szczecinie
- Cmentarz przy ul. Smutnej

W mieście (przy ul. Bielańskiej) funkcjonuje także cmentarz dla zwierząt.

## Sport

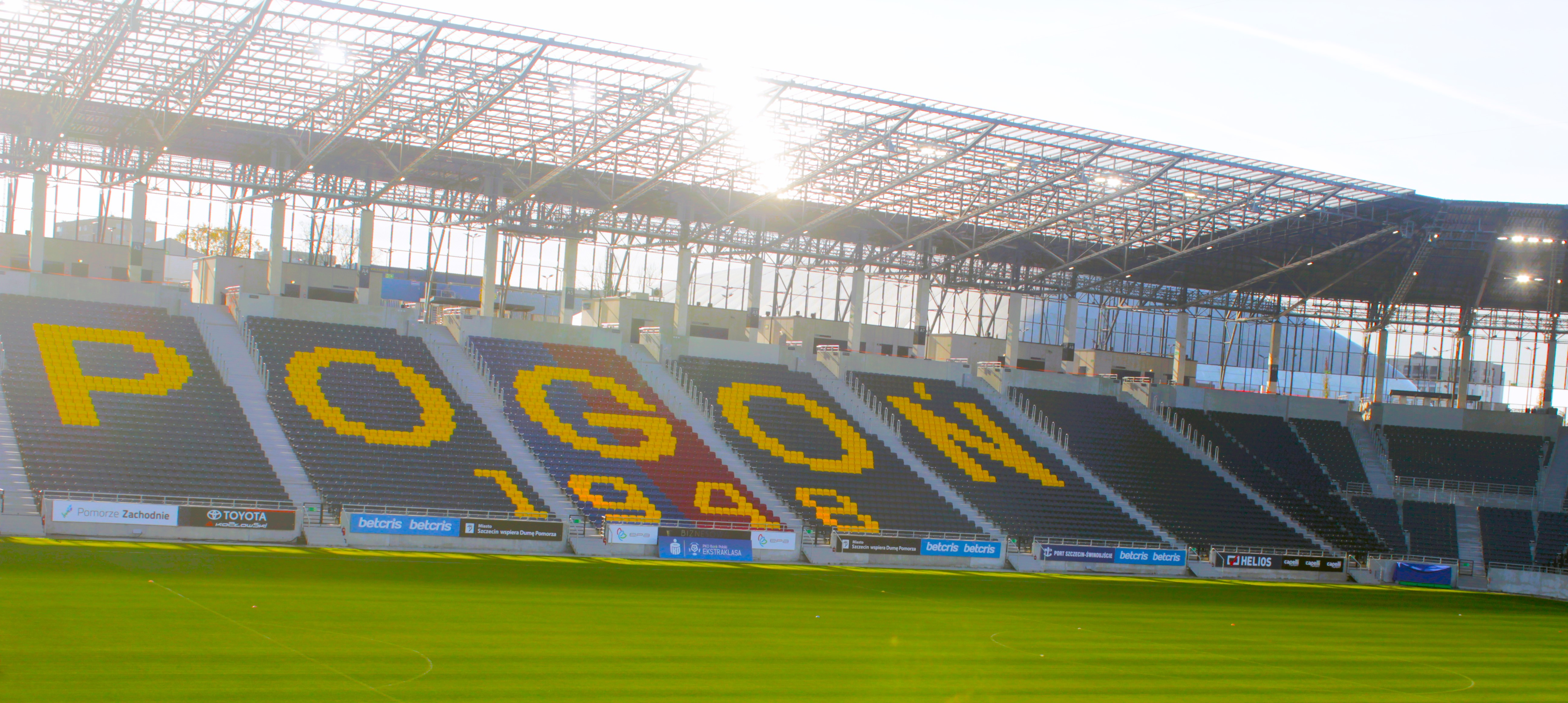
Stadion Miejski w Szczecinie

W Szczecinie największymi obiektami sportowymi są Stadion Miejski im. Floriana Krygiera oraz Miejski Stadion Lekkoatletyczny im. Wiesława Maniaka, jak również jeden z najstarszych obiektów, zbudowany przed II wojną światową tor kolarski im. Zbysława Zająca zlokalizowany w dzielnicy Zachód. Obiekty te należą do miasta, a administruje nimi MOSRIR Szczecin.

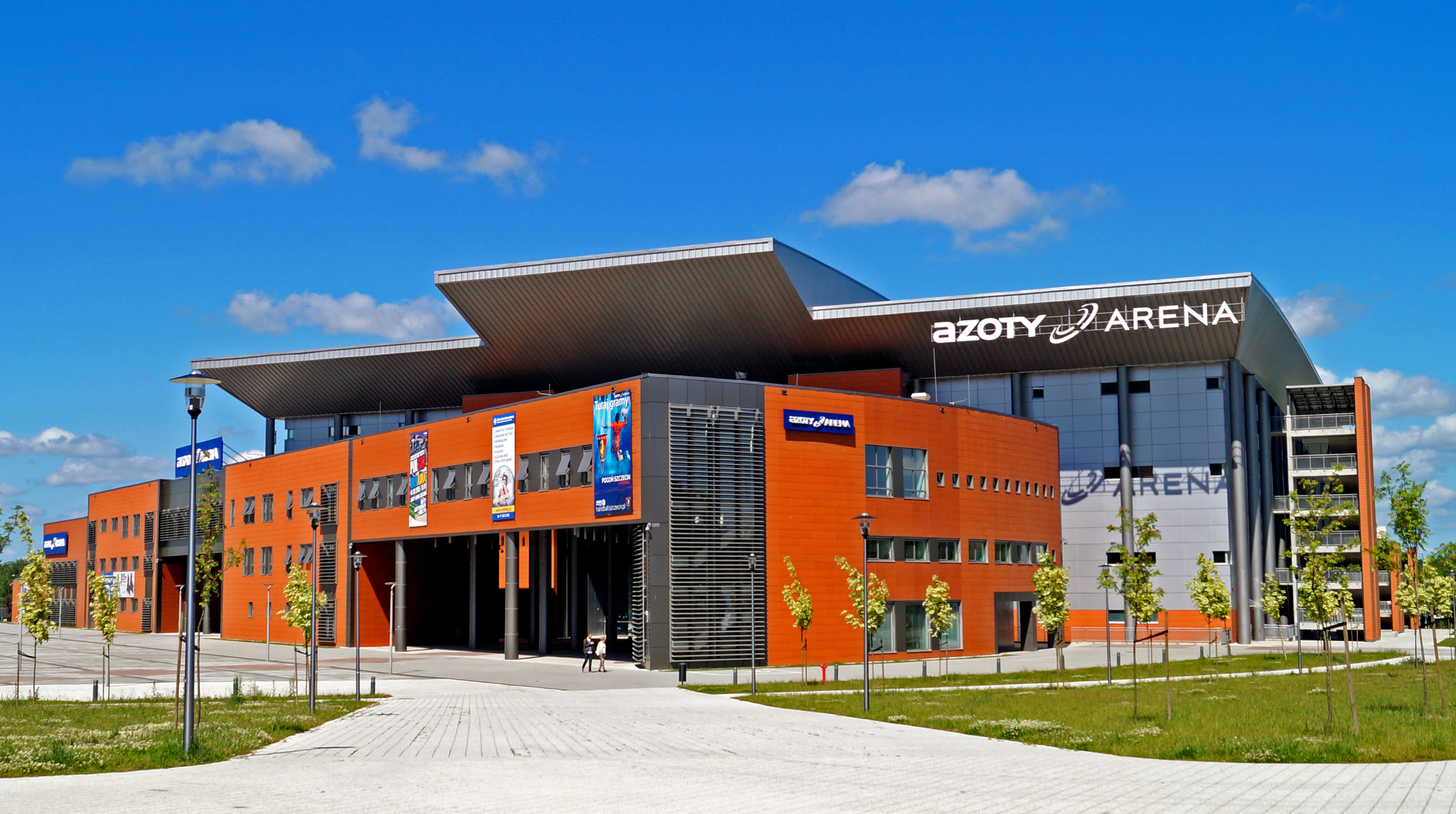
Netto Arena

Najsłynniejszymi szczecińskimi zespołami są te noszące nazwę Pogoń Szczecin, uprawiające piłkę nożną, piłkę ręczną mężczyzn (najbardziej utytułowana sekcja piłki ręcznej kobiet została w 2019 r. rozwiązana), futsal i żeglarstwo, a także King Wilki Morskie Szczecin (koszykówka, dawniej w ramach Pogoni). Ponadto zespołem wielosekcyjnym, przede wszystkim nastawionym na szkolenie młodzieży w piłce nożnej oraz odnoszącej sukcesy w piłce wodnej jest Arkonia Szczecin.
W mieście działa także Aeroklub Szczeciński, który łączy ok. 250 członków zgrupowanych w 6 sekcjach, a także prowadzi szkolenia: samolotowe, szybowcowe, spadochronowe, paralotniowe, okazjonalnie kursy mikrolotowe.
W Szczecinie znajdują się kluby: BKS Olimp Szczecin, AZS Szczecin (wioślarstwo), Wiskord Szczecin (kajakarstwo), Karate Bodaikan Szczecin, Karate Klub Kamikaze Szczecin, pływacki MKP Szczecin, triathlonowy Ironman Szczecin oraz futsalowy Pogoń '04 Szczecin, kolarskie BO-GO Szczecin, Gryf Szczecin, koszykarski młodzieżowy Kusy Szczecin, piłkarski kobiecy Olimpia Szczecin, futbolu amerykańskiego Armada Szczecin i sekcja kolarska Piast Szczecin. Z szeregu klubów piłki nożnej poza Pogonią i Arkonią (niegdyś także grającą w I lidze) na wyższym szczeblu grała Stal Stocznia Szczecin (II liga, od 2009 r. będąca I ligą) i Świt Skolwin (III liga).
W Ośrodku Skoku o Tyczce (OSoT Szczecin) trenują reprezentanci Polski i innych krajów.
Rokrocznie we wrześniu w Szczecinie odbywa się męski turniej tenisowy ATP Pekao Szczecin Open.
W 2011 w mieście odbyły się Mistrzostwa Europy w Pływaniu na krótkim basenie 2011. W 2017 miasto było jednym z organizatorów Mistrzostw Europy w Piłce Siatkowej Mężczyzn 2017. Mecze były rozgrywane w hali Netto Arena. W tej samej arenie odbyły się również Mistrzostwa Europy w Gimnastyce Sportowej 2019.
W 2022 roku Szczecin zajął 9. miejsce w sportowym rankingu miast Polski. Rok później w tym samym rankingu miasto zajęło 7. miejsce, dzieląc je wraz z Lublinem i Częstochową.